# Mouton
Ovis aries
Pour les articles homonymes, voir Mouton (homonymie) et Brebis (homonymie).
« Ouaille » redirige ici. Pour l’article homophone, voir Wai.
Espèce

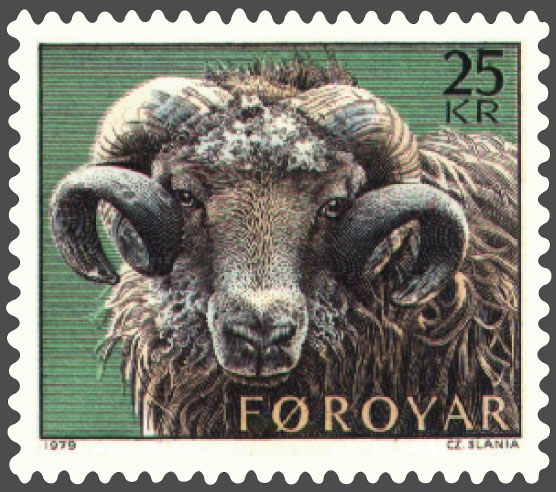
Un timbre de 1979 des îles Féroé dont le mouton est un animal emblématique.

Le mouton, Ovis aries, est un animal domestique, mammifère herbivore ruminant appartenant au genre Ovis (ovins) de la sous-famille des Caprinés, dans la grande famille des Bovidés. Comme tous les ruminants, les moutons sont des ongulés marchant sur deux doigts (Cetartiodactyla). Dans le langage courant et notamment en termes de boucherie, le mot mouton désigne indifféremment la femelle (la brebis) et le mâle (le bélier), tandis que le mot agneau désigne tant le jeune mâle que la jeune femelle (l'agnelle).
Le mouton est l'un des premiers animaux à avoir été domestiqués. Il est surtout élevé pour son lait (fabrication de fromages de brebis), sa viande, sa peau avec laquelle est préparé un cuir appelé « basane » et sa laine. La laine de mouton est la fibre d'origine animale la plus utilisée.
Ovis aries représente aujourd'hui l'essentiel des populations d'ovins, bien que six espèces sauvages existent toujours. Il fut domestiqué à la fin du VIIIe millénaire av. J.-C. à partir de moutons sauvages (Ovis orientalis) originaires du Moyen-Orient et sans doute plus précisément du sud-est de l'Anatolie ou du Zagros.
Les moutons sont élevés dans le monde entier et ont joué un rôle central dans de nombreuses civilisations. À l'heure actuelle, l'Australie, la Nouvelle-Zélande, la Chine, le Nigeria, la Patagonie et les Îles britanniques sont les principales régions consacrées à cet élevage.
Animal clé dans l'histoire de l'agriculture, le mouton a profondément marqué différentes  cultures. Les moutons sont souvent associés aux scènes champêtres. Le mouton figure dans de nombreuses légendes, comme la Toison d'or et dans les grandes religions, en particulier les religions abrahamiques. Dans certains rites, les moutons sont utilisés comme animaux de sacrifice, notamment chez les musulmans lors de l'Aïd al-Adha (ou Aïd el-Kébir). De plus l'émergence de l'industrie en Europe est intimement liée à l'essor de la production de laine et de drap.

## Vocabulaire et dénominations

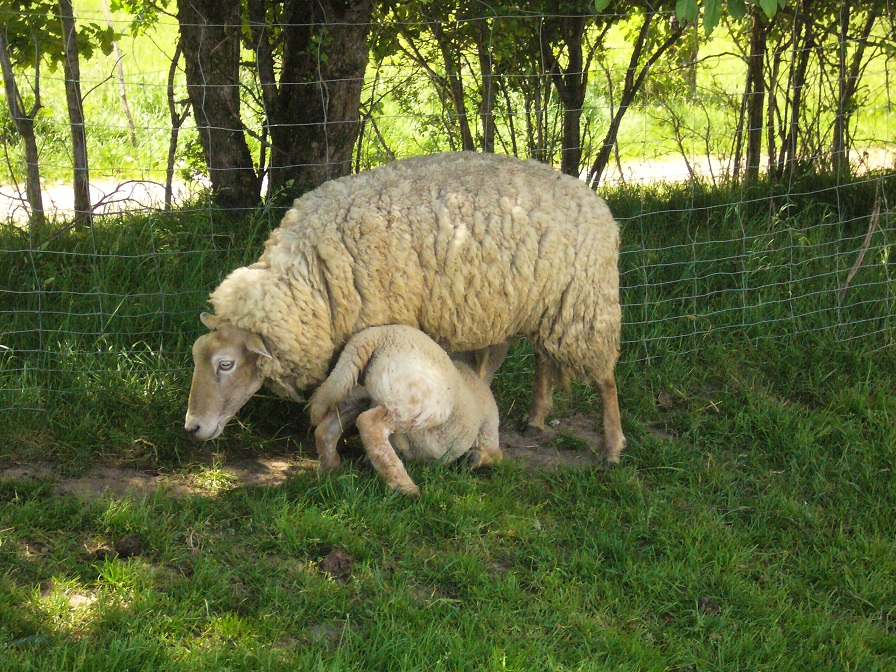
Agneau tétant son lait à une brebis.

Du fait de la proximité de cet animal avec l'humanité, y compris dans les sociétés occidentales et francophones, le champ lexical de l'espèce est riche. La femelle adulte est la brebis et le mâle adulte est le bélier. Le jeune non sevré s'appelle agneau pour les mâles et agnelle pour les femelles. Les jeunes qui entrent dans leur deuxième année sont appelés antenais et antenaises. La brebis âgée de deux ans et qui n'a pas encore agnelé est appelée vacive.
La mise bas s'appelle l'agnelage et la bergerie est le nom du bâtiment construit pour abriter et enfermer les moutons. Les termes « ouaille(s) » et « pecus » ont été longtemps utilisés pour désigner les troupeaux de moutons et, par analogie, les sociétés humaines.
Le mot « mouton » est issu de *multo, terme provenant du gaulois et désignant les mâles châtrés de l'espèce. La racine se retrouve par exemple en irlandais molt ou en breton maout. Ce terme s'impose également en italien sous la forme montone. Cependant le nom latin de l'espèce est ovis et ovicula pour les brebis, mot qui a donné « ouaille » en français .
Ovis est aujourd'hui le nom scientifique du genre, et le nom de l'espèce est aries. En latin tardif étaient utilisés les mots berbex pour désigner le « mâle châtré », aries pour le « bélier » et ovicula pour la « brebis », mais l'emprunt de multo au sens de « bélier » perturbe le système et ce mot a très tôt remplacé aries (cf. l'italien montone « bélier »). Ensuite le système paraît avoir été désorganisé par le glissement d'ouaille en ancien français au sens de « troupeau » (car le troupeau se compose majoritairement de femelles) qui a amené son remplacement. Peu à peu le terme bélier s'impose et brebis (de berbex), d'abord au sens de « mouton (terme générique) », prend le sens de « brebis » (évolution inverse de ouaille) au IXe siècle où il a évincé ouaille, du moins dans les parlers septentrionaux (le poitevin utilise toujours ouaille, prononcé oeille comme en ancien français). L'occitan, plus stable, a toujours oelha « brebis », moton « mâle châtré » et aret « bélier », mais a perdu un ancien berbitz parce que superflu. En anglais le mot mutton a été importé par les conquérants normands et désigne uniquement la viande.
La brebis bêle, mais le bélier blatère (comme le chameau).

## Classification phylogénétique
La domesticité n'étant pas un critère constitutif d'une espèce, Ovis aries n'en est pas une au sens  de la classification phylogénétique. Il appartient au genre Ovis, et si sa classification est discutée, il pourrait être rattaché à Ovis gmelini. Aucune autre espèce du genre Ovis n'est domestiquée.

## Zoologie

### Description

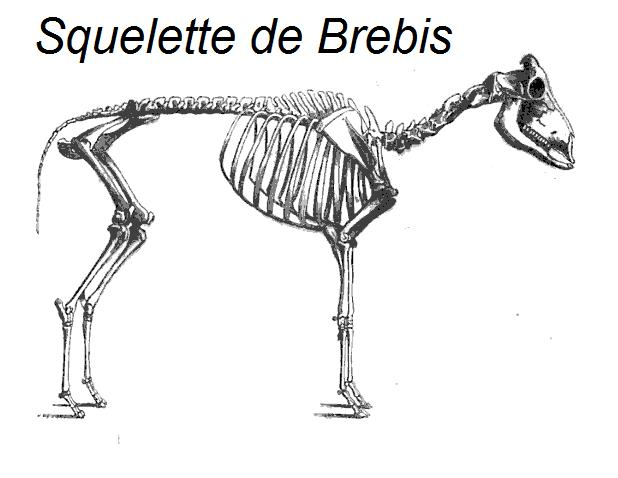
Squelette de brebis.

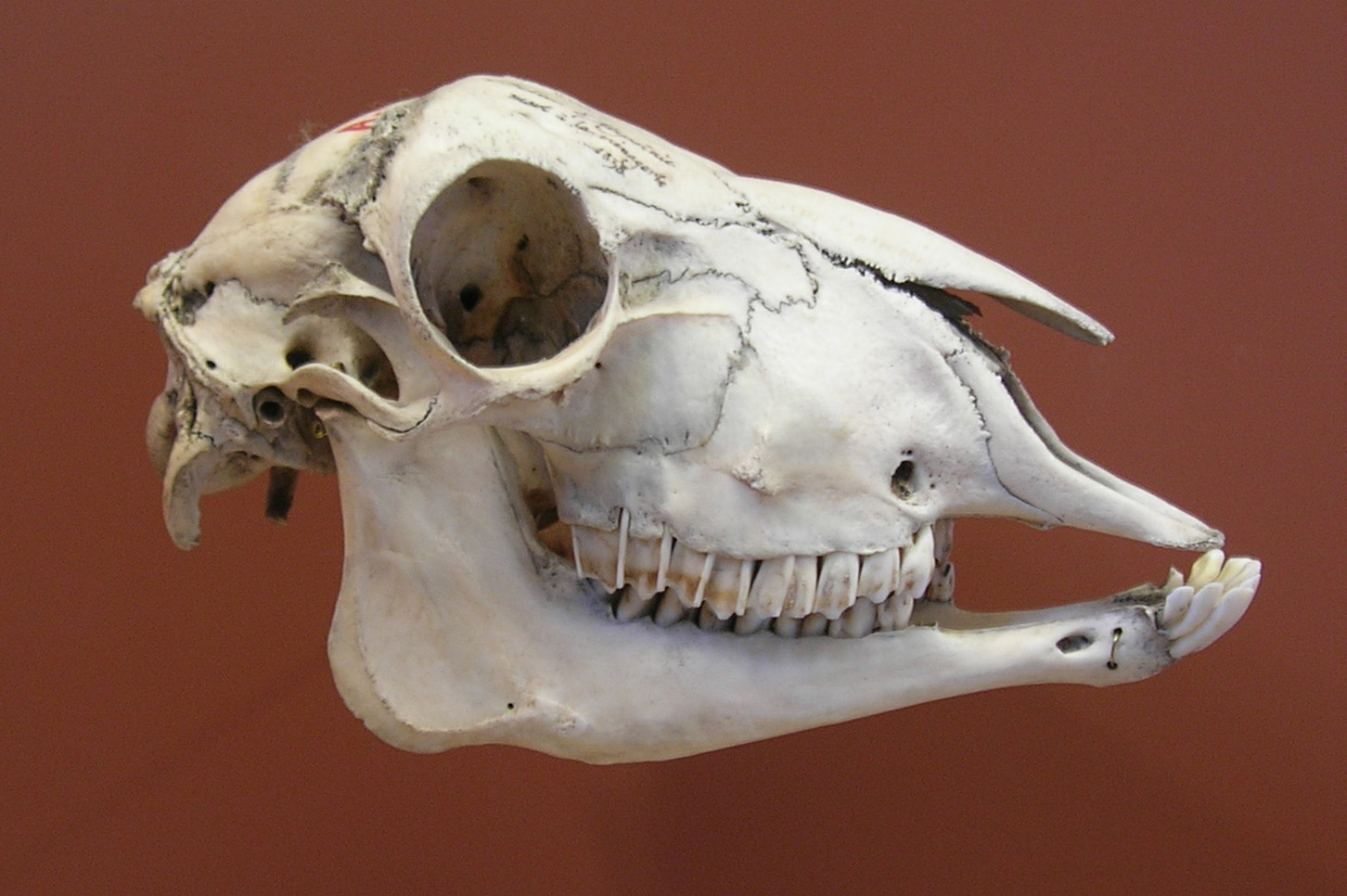
Crâne de mouton.

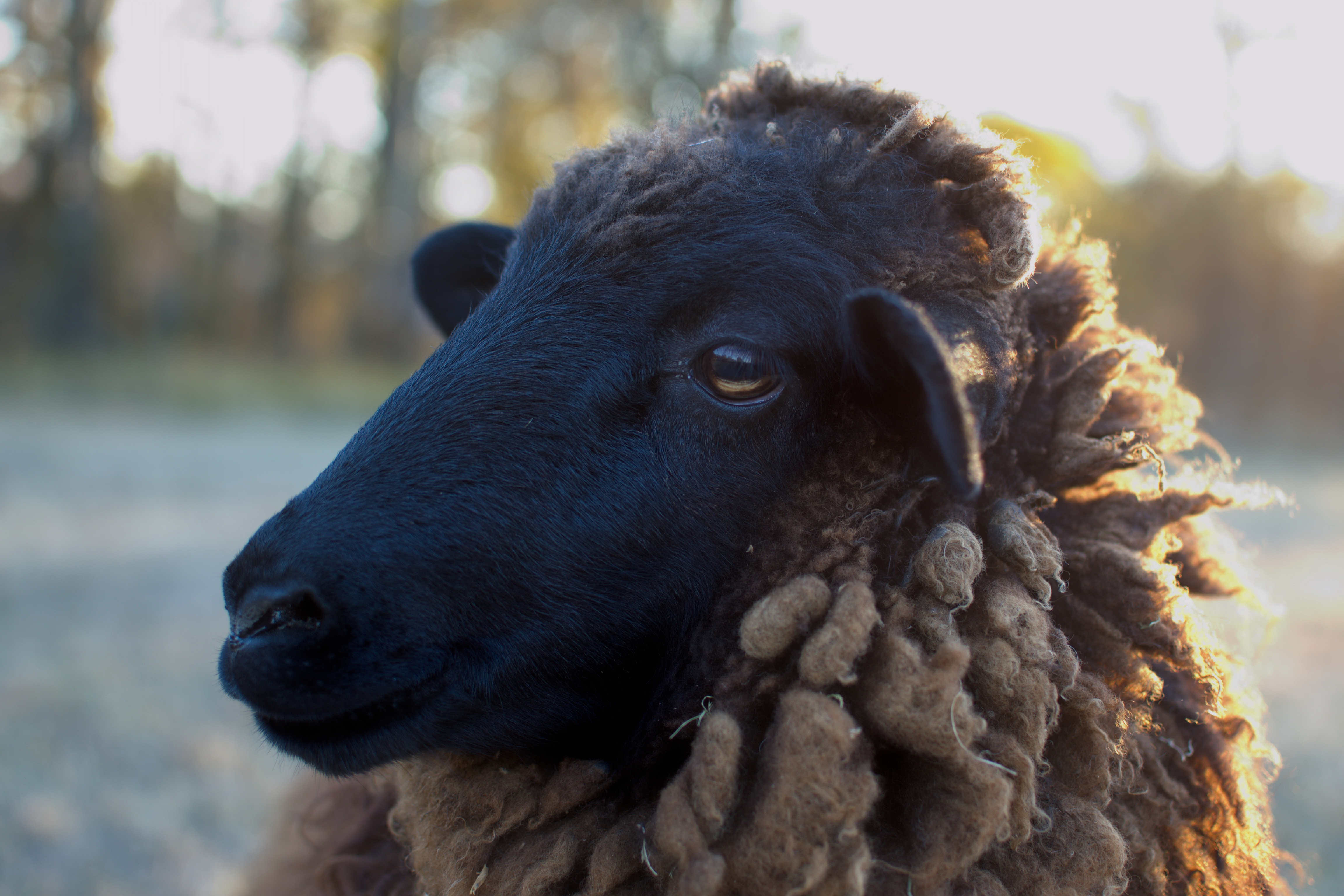
La tête.

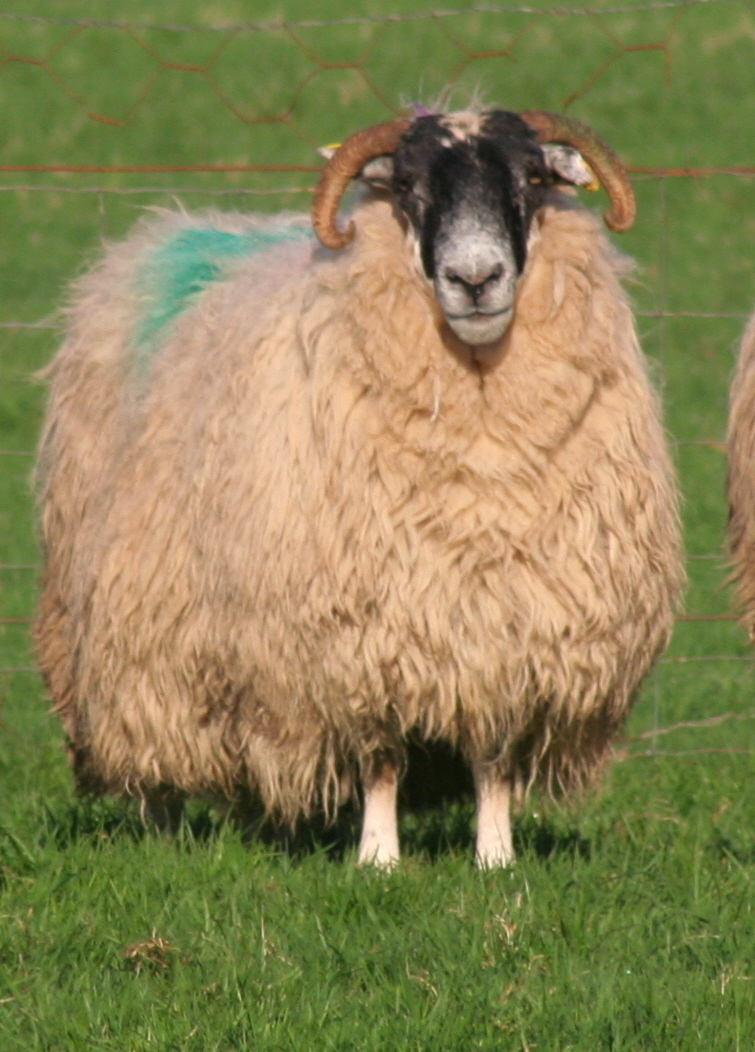
Brebis Blackface et sa lèvre supérieure fendue.

Les moutons sont des ruminants relativement petits, qui ont le plus souvent des cornes situées sur le côté de la tête (de chaque côté au-dessus du crâne) et une toison bouclée appelée laine. Les moutons domestiques se distinguent de leurs cousins sauvages et de leurs ancêtres sur plusieurs points, après être devenus des animaux largement néoténiques sous l'influence de l'homme,. Quelques races de type ancestral conservent certaines caractéristiques de leurs cousins sauvages, telles que la queue courte ou une fourrure à poils courts au lieu d'une toison. En fonction de la race, les ovins domestiques peuvent ne pas avoir de cornes du tout (tels les roussins), des cornes chez les deux sexes (comme chez les moutons sauvages), ou chez les mâles seulement. La plupart des races à cornes en ont une seule paire.
Un autre trait spécifique aux ovins est la grande variation de couleur de leur laine. Les moutons sauvages ont pour la plupart des teintes brunes. Les moutons domestiques vont du blanc au chocolat noir et peuvent même être tachetés ou pie,. La sélection pour une laine blanche a commencé très tôt au début de la domestication des moutons, et la laine blanche est devenue un trait dominant qui s'est rapidement répandu. Toutefois, les moutons de couleur apparaissent à nouveau dans de nombreuses races modernes, et peuvent même apparaître comme un trait récessif chez les troupeaux de moutons blancs,. Alors que les grands marchés commerciaux souhaitent avoir de la laine blanche, il existe un créneau pour les laines de couleur, surtout dans le filage à la main.
En fonction de la race, les moutons montrent une variation importante de taille et de poids. Leur vitesse de croissance et de prise de poids est un trait héréditaire qui est souvent sélectionné dans les nouvelles races de moutons. Ils mesurent entre 1 et 1,5 m de long, queue comprise. Les brebis pèsent généralement entre 45 et 100 kg alors que les béliers pèsent entre 45 et 160 kg.
Les moutons ont 32 dents. Comme pour les autres ruminants, les huit incisives sont portées par la mâchoire inférieure et viennent s'appuyer sur un bourrelet édenté porté par la mâchoire supérieure ce qui permet à l'animal d'arracher la végétation. Il n'y a pas de canines, mais un écart important entre les incisives et les prémolaires. Cette partie s'appelle aussi la barre. Jusqu'à l'âge de quatre ans (lorsque toutes les incisives sont sorties), il est possible de connaître l'âge d'un mouton à son nombre d'incisives, une nouvelle paire d'incisives sortant chaque année.
Les incisives sont perdues peu à peu lorsque l'animal vieillit, ce qui rend plus difficile son alimentation et entraîne une dégradation de sa santé et, chez la brebis, de sa productivité. C'est pour cette raison que l'état général des moutons en pâture commence à se dégrader lentement à partir de quatre ans et que l'espérance de vie moyenne d'un mouton est de dix à douze ans, bien que certains moutons puissent vivre vingt ans,,.
Les moutons ont une bonne audition, et sont sensibles aux bruits artificiels. Les moutons ont des pupilles horizontales qui leur confèrent une excellente vision périphérique. Avec un champ visuel de 270 à 320° environ, les moutons peuvent voir derrière eux sans avoir à tourner la tête,. Toutefois, les moutons ont une mauvaise perception de la profondeur de champ ; des ombres ou des creux dans le sol peuvent leur faire peur. En général, les moutons ont tendance à fuir l'obscurité et aller dans des endroits bien éclairés.
Les moutons ont également un excellent odorat et, comme toutes les espèces de leur genre, ont des glandes odorantes juste en face des yeux et entre les doigts. Le rôle de ces glandes n'est pas connu avec précision; celles sur la tête semblent avoir un rôle d'attraction sexuelle; les glandes interdigitales peuvent également avoir un rôle dans la reproduction mais pourraient avoir d'autres fonctions telles que l'excrétion ou servir de marqueur odorant pour aider les brebis perdues à retrouver leur troupeau.

### Races

#### Classification générale

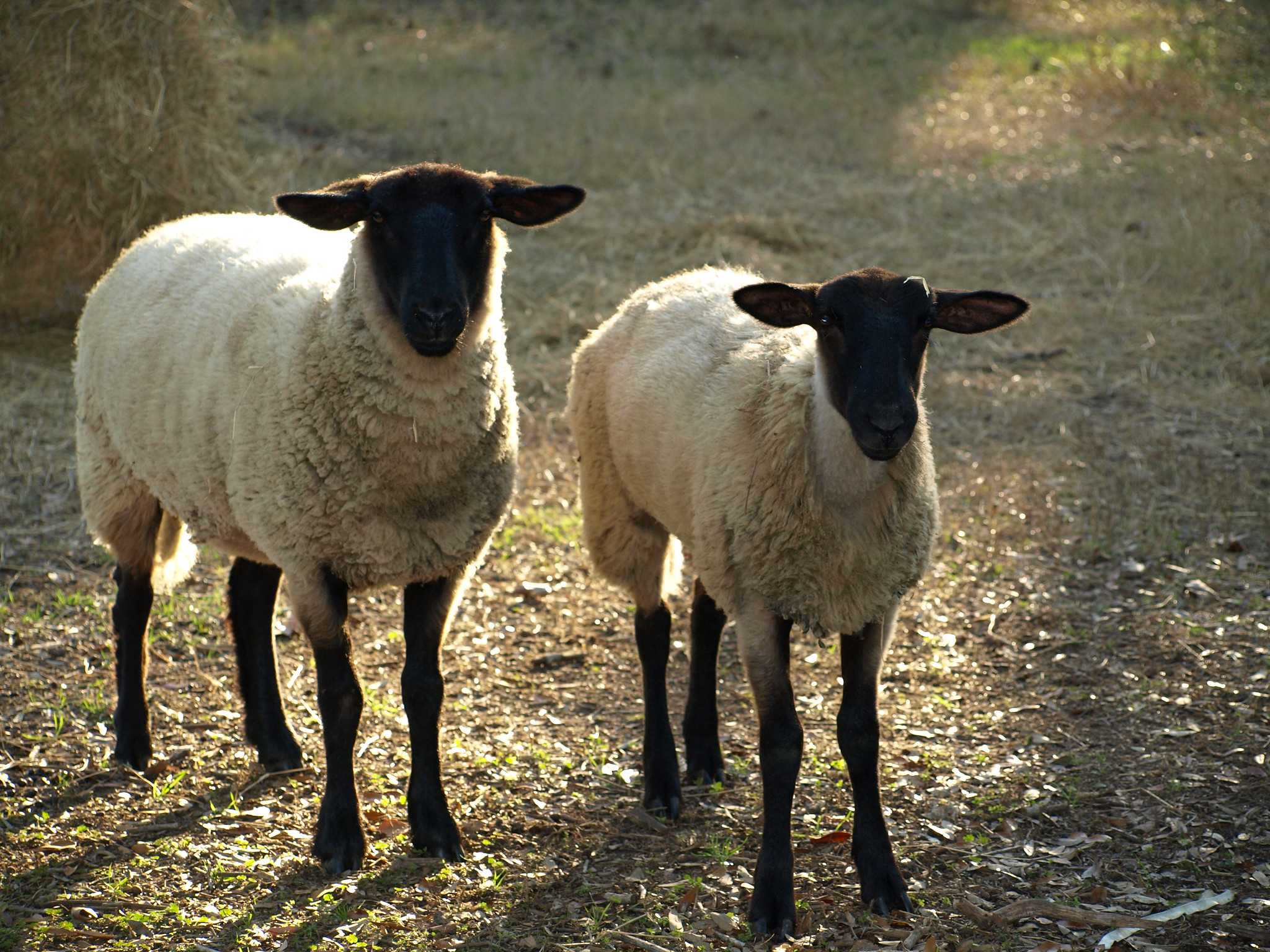
Les moutons suffolk, moutons à viande à tête noire, représentent plus de 60 % du cheptel ovin américain.

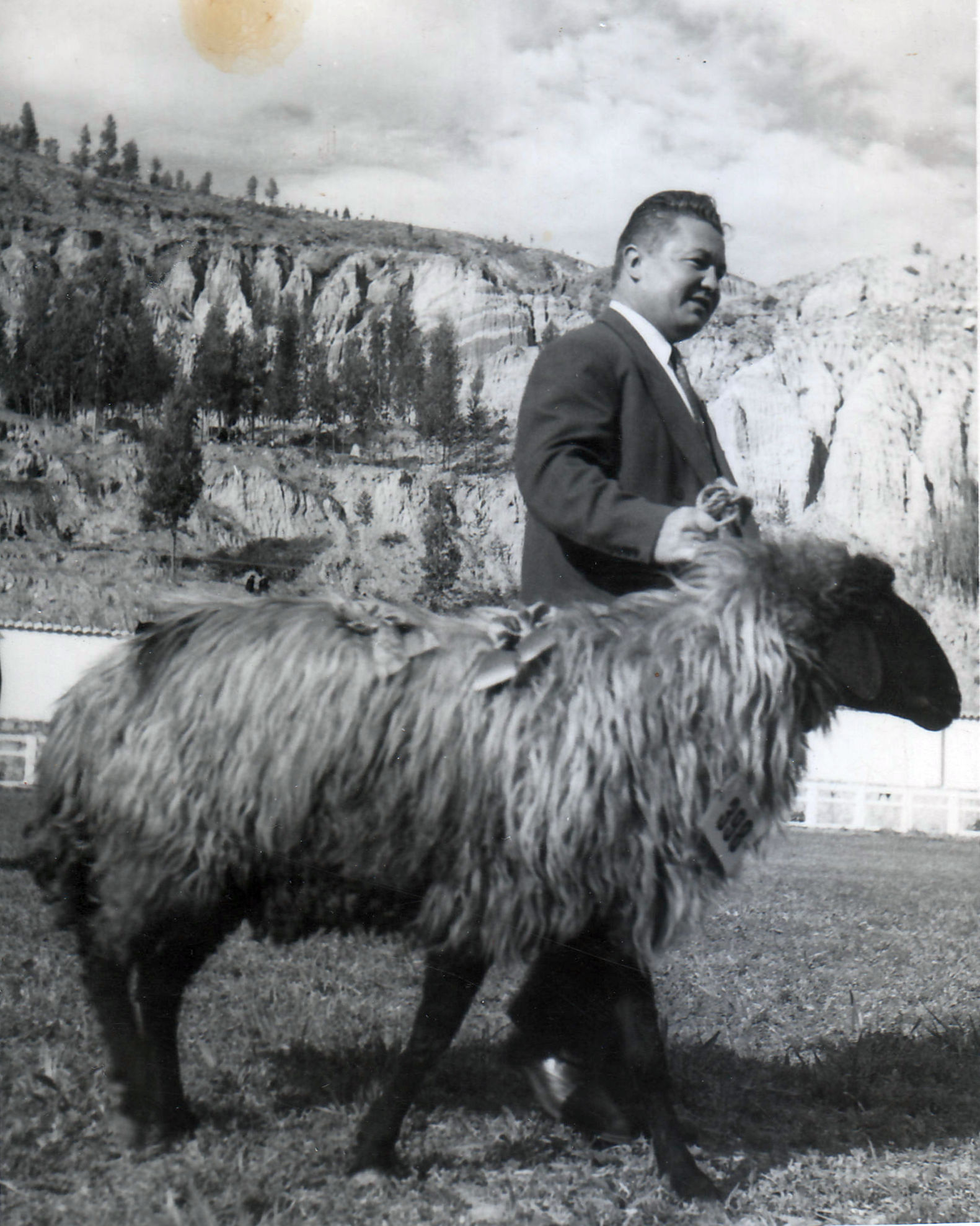
Un mouton Karakul à queue grasse et épaisse toison en Bolivie, v. 1950-1975.

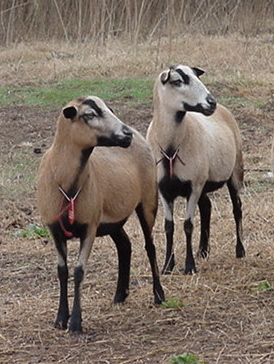
Les Barbados BlackBellys sont des moutons à poil ras caribéens d'origine africaine élevés pour leur viande.

Les moutons et les chèvres sont étroitement liés (les deux font partie de la sous-famille des Caprinae) et il est parfois difficile de les distinguer uniquement par leur apparence. Ce sont toutefois des espèces bien distinctes, de sorte que les hybrides sont rares et toujours stériles. L'hybride — stérile — d'une brebis et d'un bouc est appelé chabin ou ovicapre et il a 57 chromosomes (les moutons ont 54 chromosomes, les chèvres 60). Il ne doit pas être confondu avec la chimère génétique appelée geep obtenue en fusionnant un embryon de chèvre et un embryon de mouton.
Visuellement, les moutons et les chèvres diffèrent par la barbe et la lèvre supérieure divisée chez les ovins, soudée chez les caprins. La queue des moutons, même courte, est pendante, tandis que celle des chèvres est érigée. Les races ovines sont également souvent naturellement mottes (dépourvues de cornes, soit chez les deux sexes soit seulement chez les femelles), tandis que les chèvres naturellement sans cornes sont rares (mais de nombreuses chèvres en sont privées artificiellement). Les mâles diffèrent par leur odeur : pendant le rut, celle des boucs est forte et caractéristique, alors que les béliers n'en ont pas.
Plus de 200 races de moutons d'élevage ont été sélectionnées pour différentes productions,. Certains auteurs donnent un nombre d'un ou même de plusieurs milliers de races, mais ces nombres ne peuvent pas être vérifiés,. Presque tous les moutons sont classés selon la production pour laquelle ils sont le mieux adaptés : laine, viande, lait, peau, ou une combinaison pour les races mixtes. D'autres caractéristiques sont utilisées pour classer les moutons : couleur de la face (généralement blanche ou noire), longueur de la queue, présence ou absence de cornes, topographie de la région où la race a été développée. Ce dernier point est particulièrement noté au Royaume-Uni, où les races sont décrites comme étant d'altitude (colline ou montagne) ou de plaine. Les moutons peuvent également être classés par la présence ou non de matières grasses dans leur queue. Les moutons à queue grasse sont rares en Europe, mais communs en Afrique et en Asie. On subdivise même ces moutons en moutons stéatopyges (moutons à fesses grasses) et moutons à queue grasse stricto sensu.
Les races sont également classées en fonction de leur aptitude à produire un certain type de cheptel reproducteur. En règle générale, les moutons sont classés en « race brebis » ou « race bélier ». Les races brebis sont celles qui sont robustes et ont de bonnes capacités de reproduction et de maternité. Leurs brebis servent à remplacer les brebis des autres races. Les races béliers sont sélectionnées pour leur croissance rapide et la qualité de leur carcasse et les mâles sont accouplés avec des brebis des races élevées pour produire des agneaux de boucherie. Les races de plaine et de montagne sont également traitées de cette façon, avec les brebis rustiques de montagne accouplées avec des béliers de plaine plus grands et à croissance plus rapide pour donner des agnelles qui deviendront des brebis reproductrices appelées mules, qui seront croisées avec des béliers à viande pour produire des agneaux de boucherie de qualité. Beaucoup de races, particulièrement celles qui sont rares ou archaïques, n'entrent dans aucune de ces catégories.
Avec l'augmentation moderne des entreprises agro-industrielles et le déclin des exploitations familiales, de nombreuses races de moutons sont en danger d'extinction. Le Rare Breeds Survival Trust du Royaume-Uni a dressé une liste de 25 races dont l'effectif est inférieur à 3 000 individus et l‘American Livestock Breeds Conservancy a dressé une liste de 14 races en ayant moins de 10 000,. Les préférences pour les races de caractéristiques uniformes et à croissance rapide ont poussé les races traditionnelles en marge de l'élevage industriel du mouton. Les races traditionnelles restantes doivent leur survie aux efforts des organismes de conservation des espèces et aux agriculteurs qui se consacrent à leur préservation.

#### Moutons à laine

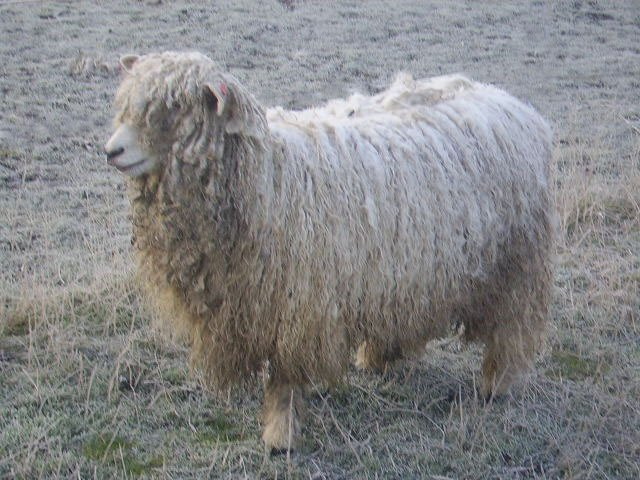
Un agneau Lincoln Longwool montrant sa lourde toison.

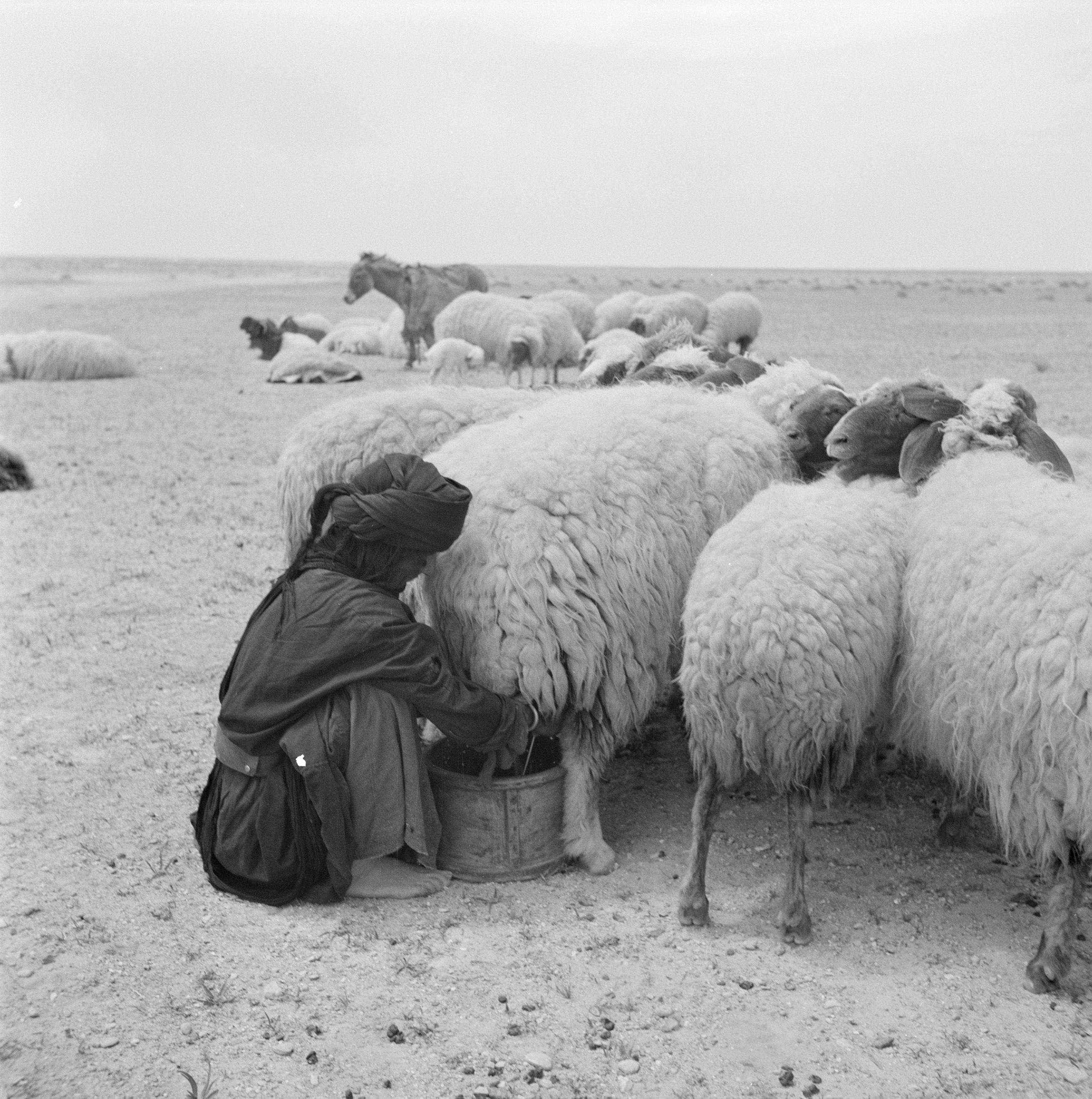
Traite des brebis chez les Bédouins de Syrie, 1950.

Des races sont classées selon leur type de laine. Les races à laine ont une laine dense et bouclée très appréciée des utilisateurs. La plupart d'entre elles sont issues de moutons mérinos dont la race continue à dominer le monde industriel de la laine. Le record de prix de vente pour un mouton appartient à un bélier mérinos australien vendu 16 000 dollars australiens en 2008. Les races à laine mixtes sont généralement des races à viande à croissance rapide, croisées avec des béliers à tête noire. Certaines grandes races intermédiaires, comme le Corriedale, élevé pour sa viande et pour sa laine, sont un croisement de races à laine longue avec une racine à belle laine et ont été sélectionnées pour une grande production commerciale. Les races à laine longue sont les plus grandes, mais elles ont généralement une vitesse de croissance réduite. Les races à laine longue sont les plus appréciées pour les croisements, pour améliorer les caractéristiques d'autres races. Par exemple : la race américaine Columbia a été développée en croisant des béliers Lincoln (une race à longue laine) avec les brebis mérinos de Rambouillet à la laine fine. Une nouvelle race britannique, l'Exlana, issue du croisement entre une Blackbelly Barbade et une Sainte-Croix, a été développée afin de perdre automatiquement sa laine dès que les températures augmentent. La laine ayant beaucoup perdu de sa valeur, cela évite au berger une tonte non rentable.
Certaines races de moutons donnent une laine grossière, à poils longs ou moyens. Ces races sont traditionnellement utilisées pour faire la laine des tapis, laine d'une grande variabilité, mais dont la principale qualité est de résister à une utilisation intensive. Comme la demande de tapis de laine de qualité diminue, certains éleveurs de ce type de moutons ont essayé d'utiliser quelques-unes de ces races traditionnelles à d'autres fins. D'autres sont toujours utilisées principalement comme race à viande.
Un petit nombre de races sont utilisées pour le lait. La plupart sont des races mixtes, élevées en premier pour leur viande ou leur laine, accessoirement pour leur lait, mais quelques races sont principalement utilisées pour la traite. Ces moutons produisent une plus grande quantité de lait et sur une plus longue durée que les autres. Les différentes qualités de lait se distinguent par la teneur en matières grasses et en protéines, mais pas par la teneur en lactose. La durée de la lactation varie de 90 à 150 jours pour les brebis domestiques et de 120 à 240 jours pour les races laitières. La production de lait est de 50 à 100 litres par an pour les brebis domestiques et de 80 à 500 pour les meilleures races laitières. Certains laits sont transformés en fromages de brebis réputés : manchego en Espagne, roquefort en France, feta en Grèce.

#### Moutons à poil ras

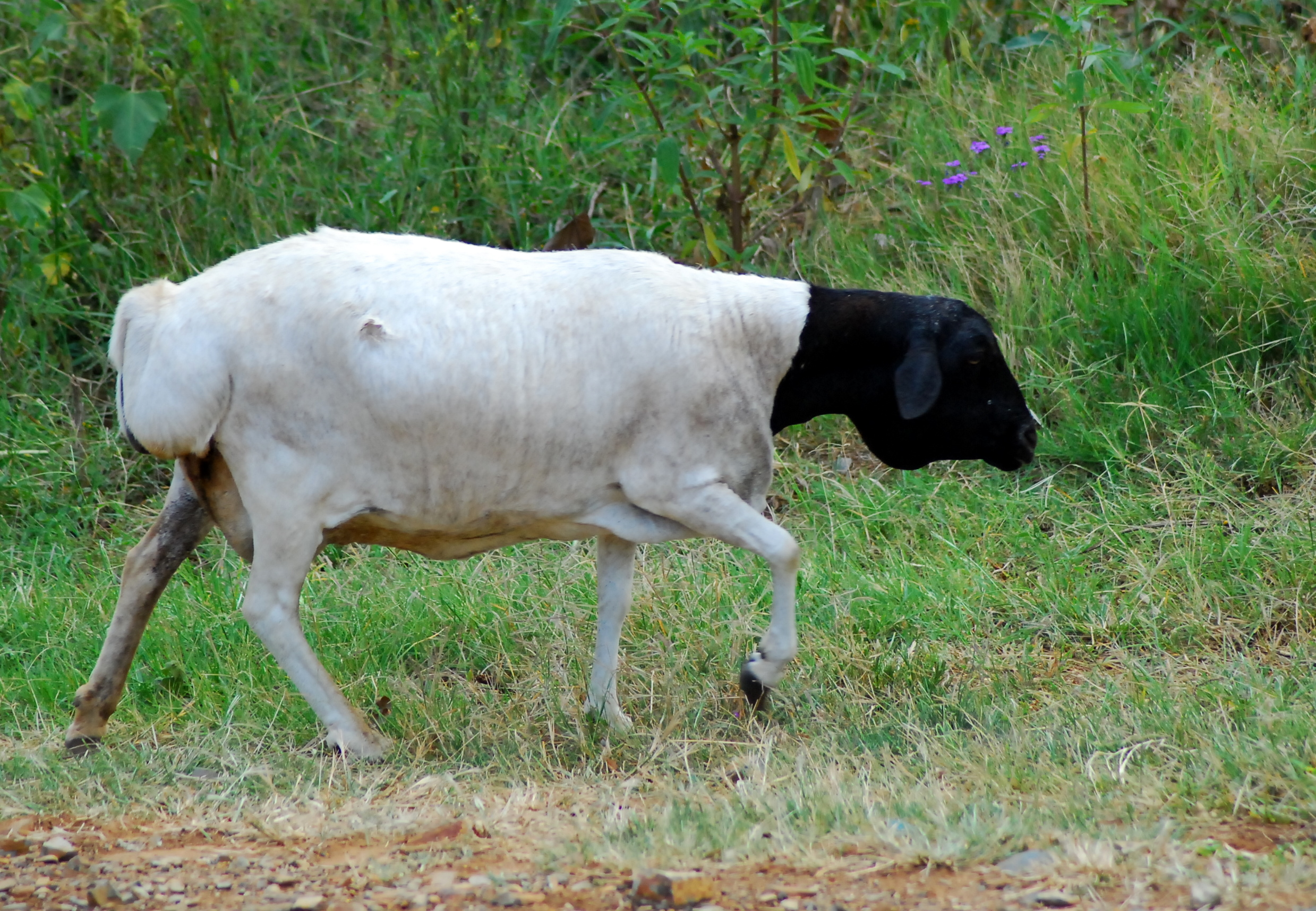
Persan à tête noire, race à croupe grasse et poil ras, une des races mères du Dorper. C'est aussi une race motte pour les deux sexes.

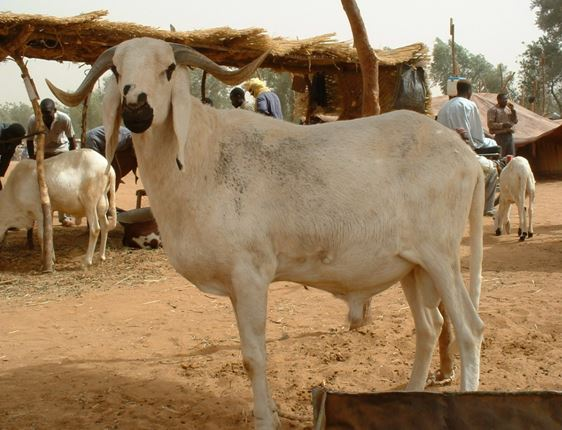
Mouton à poil ras Bali-Bali mâle d'Afrique de l'Ouest en mars 2015.

Plusieurs races ovines ont le poil généralement court qui ne frise pas comme chez les autres races. Ces variétés, qui ressemblent aux premiers moutons domestiques avant le développement des races à laine, sont élevées pour leur viande et leur peau. Certaines races modernes de mouton à poil ras, comme le Dorper, sont le résultat de croisements de races à laine et de races à poil ras. Elles sont moins coûteuses à l'entretien car elles n'ont pas besoin d'être tondues. Elles sont aussi plus résistantes aux parasites externes et supportent mieux la chaleur. Les moutons à poil ras sont communs dans les régions intertropicales d'Afrique et d'Amérique. Ils sont appelés « Pelibuey » à Cuba et au Mexique et « Pelo do Boi » au Brésil, c'est-à-dire « peau de bœuf » parce que leur peau présente le même aspect que celle du bœuf. Ils sont parfois confondus avec les chèvres mais, contrairement à celles-ci, ils ne sont pas inféconds avec les moutons à laine ; ils ont généralement la queue pendante alors que celle des chèvres est dressée. En 2019, leur nombre est estimé à 90 millions en Afrique, 6 millions au Brésil, 2 millions dans les Caraïbes, plus des populations en Inde du Sud et Asie du Sud-Est, soit un total de 100 millions représentant 7 à 10% de la population mondiale de moutons. Beaucoup moins étudiés que les moutons à laine, ils représentent pourtant une part importante de la diversité génétique de l'espèce.

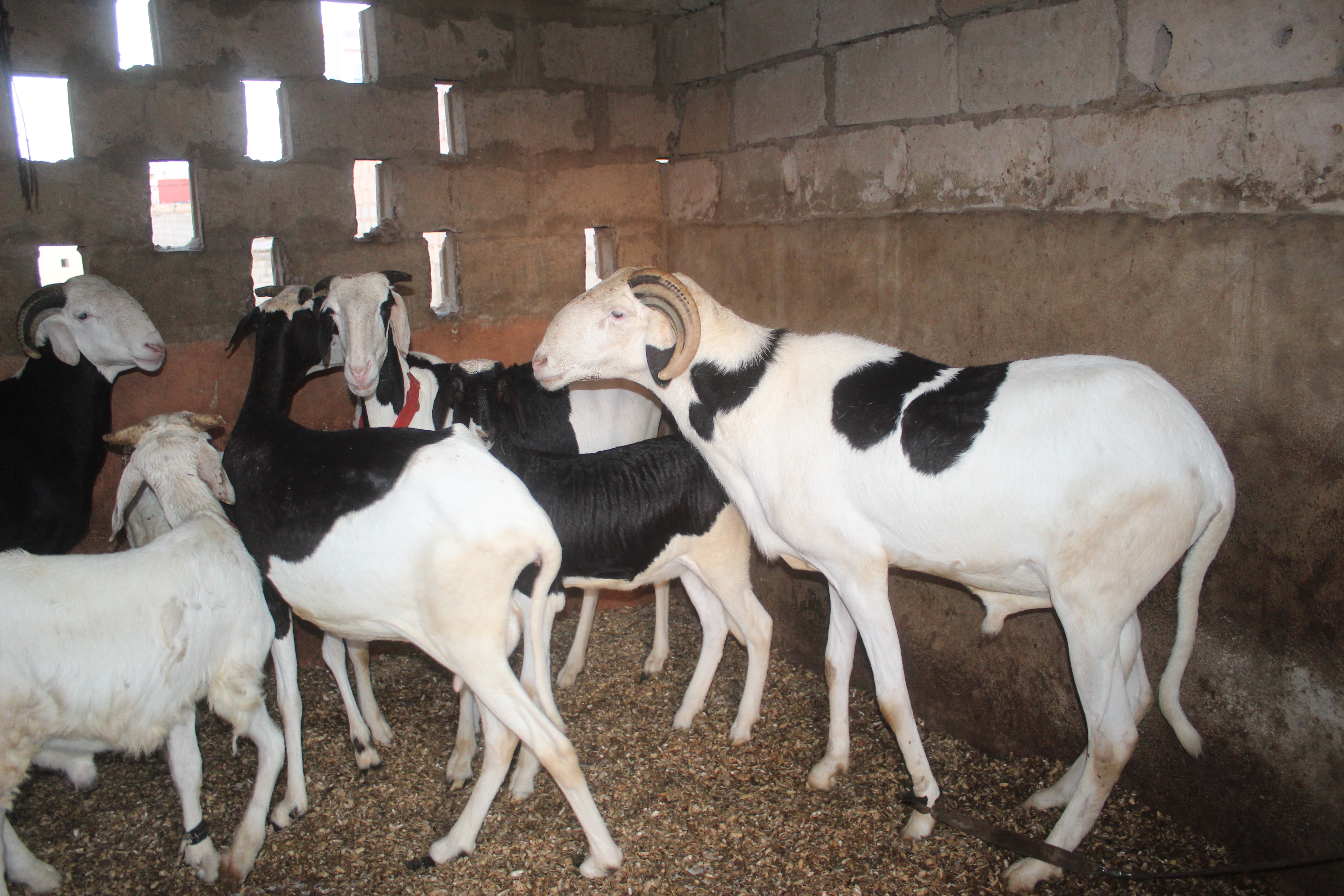

Les races ouest-africaines sont généralement plus grandes, à longues jambes dans les zones sèches du Sahel, et plus petites dans les zones de forêt et de savane. Les races sahéliennes, plus mobiles, sont associées à des populations d'éleveurs transhumants ; le mâle peut atteindre 35 à 50 kg, un spécimen exceptionnel atteignant 100 kg. Ils ont des longues cornes recourbées ou spiralées chez le mâle et parfois chez la femelle, la queue longue et pendante, pas de crinière ; les diverses variétés sont connues comme Maure, Peul, Touareg, Ouest-africain à longues jambes, Guinéen à longues jambes, Bornou, Samburu, Bali-Bali, Touabire. Le mouton sahélien est aussi connu comme mouton du Désert soudanais : avec ses variétés croisées de Watish et Baggara, il représente 90 à 95% des moutons consommés au Soudan. Les éleveurs cherchent à obtenir l'agnelage pendant la saison des pluies où la nourriture est plus abondante. Les races des savanes et forêts sont plus petites (30 à 40 kg en savane, 20 à 30 kg en forêt), les cornes courtes, la queue brève et horizontale, une crinière ou barbiche sur la gorge ; elles sont parfois désignées comme Djallonké, Fouta-Djalon, Kirdi, Lakka, Naine du Nigéria, Naine ouest-africaine, bien qu'elles ne soient pas « naines » au sens strict.

## Alimentation

### Système digestif

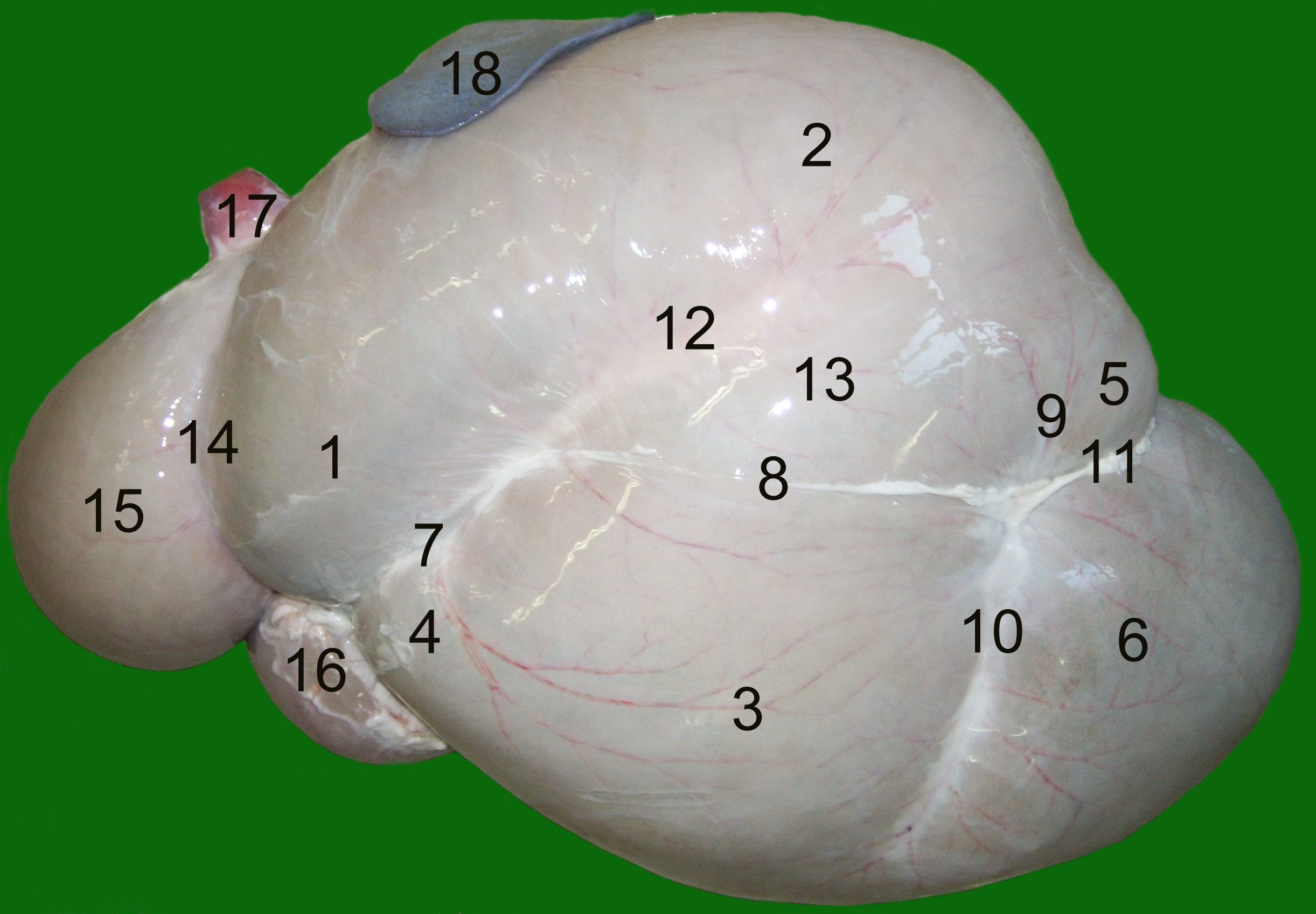
Ensemble gastrique d'un mouton.

Les moutons sont des mammifères exclusivement herbivores. Comme tous les ruminants, ils ont un système digestif complexe composé de quatre compartiments, qui leur permet de décomposer la cellulose des tiges, feuilles, graines et coques ingérées en acides gras volatils (acide propionique, butyrique, acétique…) et en glucides simples. Lorsque les moutons paissent, la végétation est mâchée pour former une masse appelée bol, qui, une fois avalée, passe dans la première chambre : le rumen. Le rumen a une capacité de 19 à 38 l ; c'est là que fermente le bol par le biais d'une relation symbiotique entre les bactéries, les protozoaires et les levures de la flore digestive. Le bol appelé alors bol de rumination est périodiquement régurgité dans la bouche pour être à nouveau mastiqué et imprégné de salive. Cette régurgitation est une adaptation permettant de réduire le temps de pâturage, le reste du processus ayant lieu par la suite. Cela est bénéfique pour les moutons qui doivent paître tête baissée et sont à ce moment-là plus vulnérables aux prédateurs.
Les troupeaux alternent plusieurs fois dans la journée ce cycle de prise de nourriture et de rumination. Les animaux se regroupent et se couchent pour ruminer.
Par fermentation, le rumen produit des gaz (méthane, gaz carbonique) qui doivent être expulsés. Cette expulsion se fait lors de la rumination. Le rot de gaz va alors entraîner à l'envers vers la gueule, une boulette d'herbe précédemment avalée et stockée dans le rumen (bol). L'animal prend le temps de mâcher ce fourrage qui avait été avalé d'abord rapidement : il s'agit alors de la rumination. Le bol alimentaire sera alors prêt pour la digestion. Des perturbations, telles que des changements brusques dans le régime alimentaire, certaines plantes particulièrement fermentescibles (herbe trop jeune, luzerne, trèfle), mais aussi des variations brusques de pression atmosphérique, peuvent provoquer des pathologies potentiellement mortelles comme le ballonnement ou la météorisation. Une intervention s'impose pour sauver l'animal de l'étouffement à l'aide d'une sonde œsophago-gastrique et si besoin d'un trocart, un tube qui perce la peau et le rumen et permet l'évacuation rapide des gaz.
Après la fermentation dans le rumen, son contenu passe dans le bonnet et le feuillet. Les parties les moins fermentescibles des aliments comme certaines protéines peuvent ne pas être dégradées dans le rumen et être digérées dans la caillette. La compréhension de ces mécanismes a permis de mettre au point des systèmes de calcul des valeurs fourragères comme celui de l'INRA. 
Après les trois premières chambres, le contenu digestif se déplace dans la caillette où se termine la digestion gastrique avant le passage dans l'intestin. La caillette est la seule chambre analogue à l'estomac des mammifères non-ruminants puisqu'elle est capable de sécréter des sucs gastriques y compris de l'acide chlorhydrique.
Les bovins passent en moyenne de 300 à 450 minutes à ruminer par jour, soit un peu plus que les ovins. Chez les bovins comme chez les ovins, 62 à 83 % de la rumination se fait en position couchée. À l'auge, les durées d'ingestion et de rumination sont du même ordre pour les ovins et les bovins, alors que les quantités ingérées varient de 1 à 12.

### Pâturage et aliments de complément

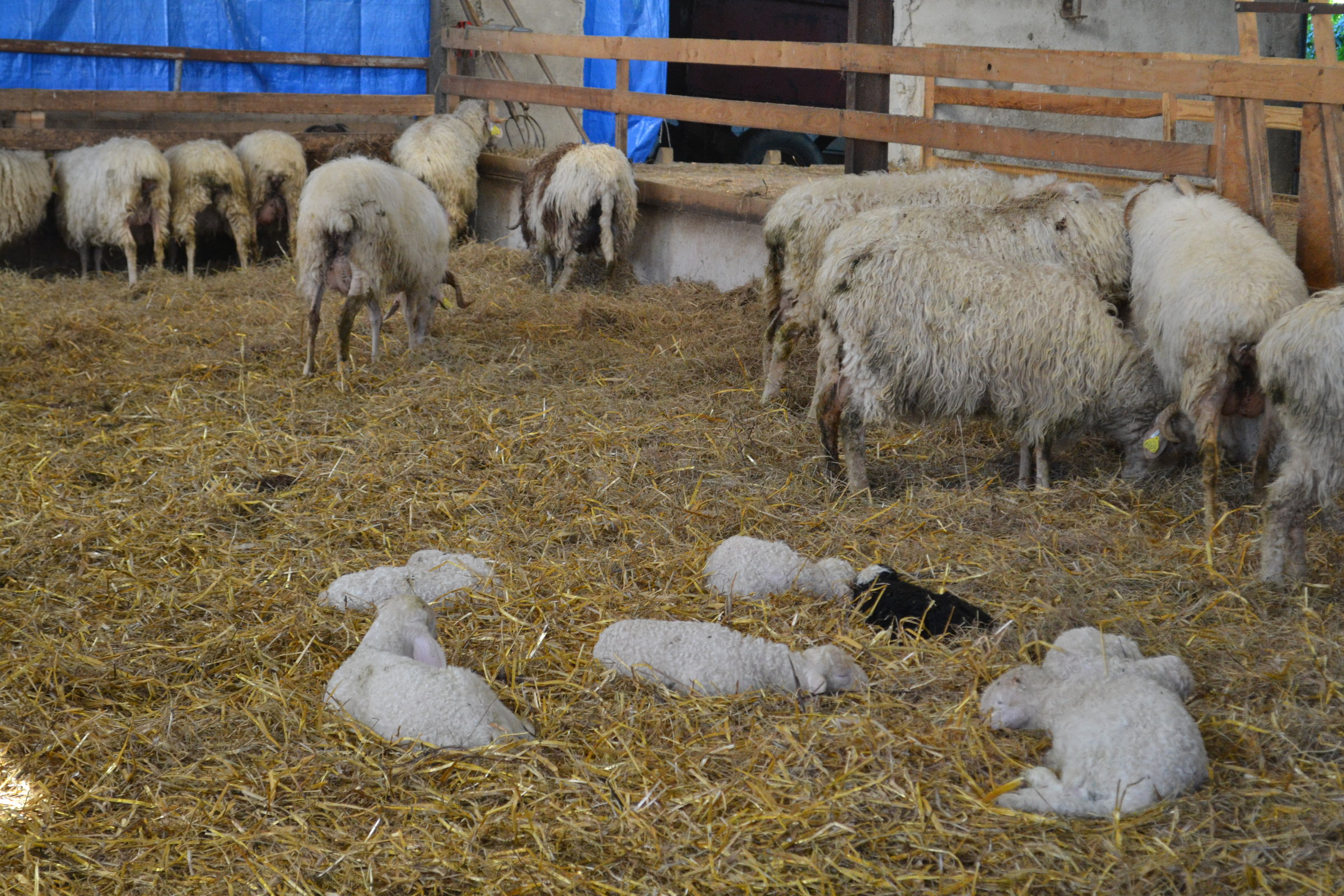
Moutons dans leur bergerie

Les meilleures pâtures pour les moutons ne sont pas des prairies de graminées pures mais des mélanges de graminées et d'autres plantes herbacées de type dicotylédones (légumineuses en particulier). Les types de pâtures où les moutons sont élevés varient fortement, de pâturages semés à leur intention à des zones naturelles parfois très pauvres. Les plantes toxiques les plus communes pour les moutons sont présentes dans la plupart des pays du monde et comprennent (sans s'y limiter) les glands de chêne, les tomates, l'if, la rhubarbe, les pommes de terre et les rhododendrons.

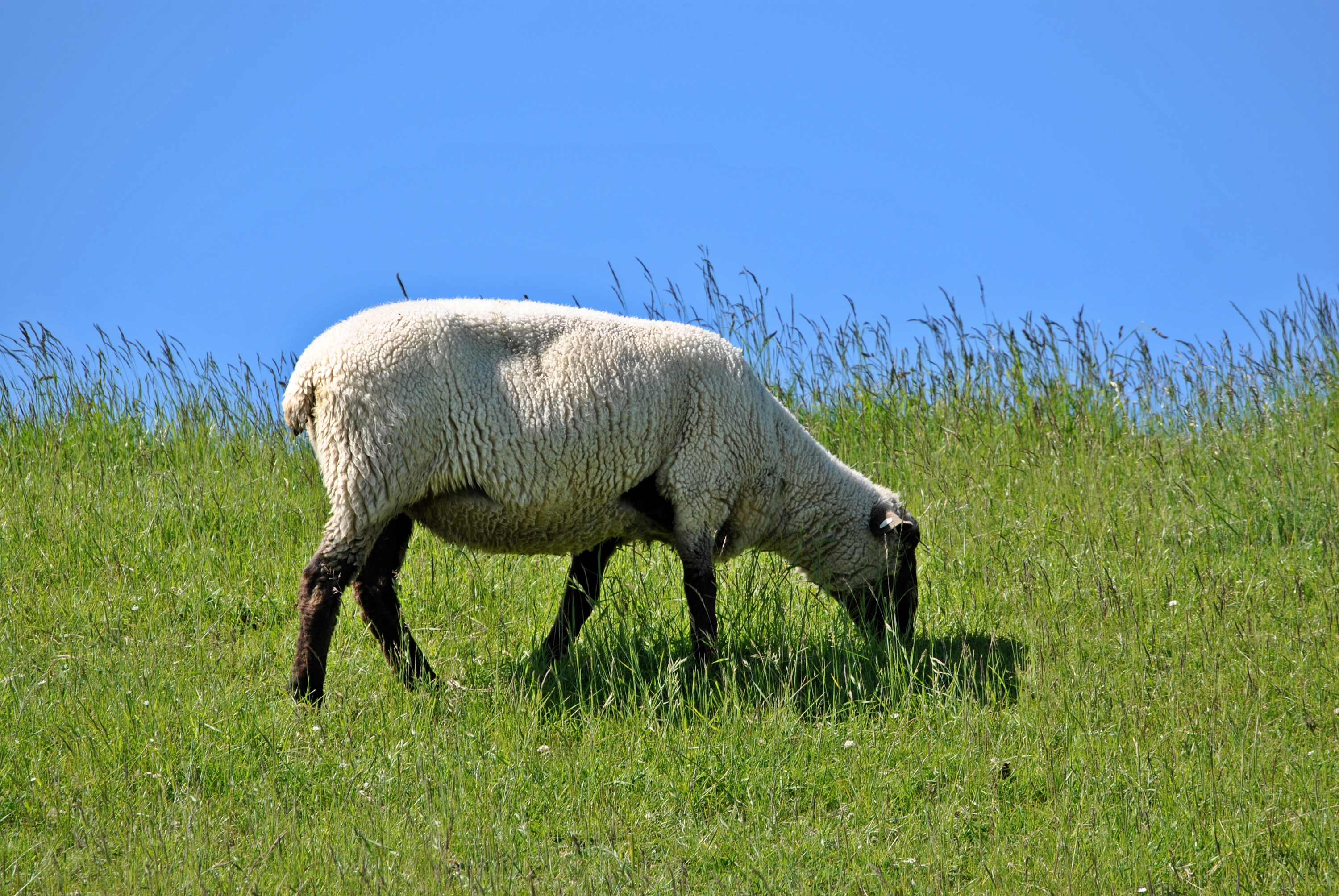
Mouton au pâturage sur une digue, Krummhörn, Allemagne

En dehors des fourrages verts et des concentrés, l'autre aliment de base pour les ovins est le foin, surtout pendant les mois d'hiver. Tous les moutons peuvent survivre en pâture l'hiver mais, pour des questions de rentabilité, il est plus facile de les rentrer et de les nourrir de foin. La plupart des régimes alimentaires des moutons comprennent également un apport de minéraux et vitamines, soit incorporés dans le reste de l'alimentation, soit en pierres à lécher.
Les moutons ont besoin d'une source permanente d'eau potable à leur disposition. La quantité d'eau nécessaire varie avec la saison, le type et la qualité des aliments consommés. Lorsque les moutons se nourrissent de grandes quantités d'herbes fraîches et en saison humide (notamment avec la rosée matinale, les moutons se nourrissant beaucoup dès l'aube), ils ont moins besoin d'eau. Lorsque les moutons sont parqués ou mangent de grandes quantités de foin sec, ils ont besoin de plus d'eau. Les moutons ont besoin d'eau propre, et peuvent refuser de boire de l'eau qui est couverte d'écumes ou d'algues.
Le mouton est un des rares animaux élevés pour la viande qui n'ait jamais été élevé en stabulation permanente. Bien qu'il y ait un mouvement croissant préconisant l'abandon de ce style d'élevage, un grand pourcentage de bovins de boucherie, de porcs et de volailles est encore élevé dans de telles conditions. Cependant quelques races bien spécifiques d'ovins sont régulièrement nourries toute l'année avec des aliments préparés et, plus rarement, sont gardées enfermées. Là où il n'existe pas suffisamment de pâturages disponibles ou si les pâturages ne sont pas assez nourrissants, les producteurs peuvent supplémenter les agneaux avant l'abattage pour les engraisser (phase appelée « finition »), parfois dans des parcs d'engraissement. De nombreux éleveurs supplémentent l'alimentation des brebis et béliers avec du grain au cours de la période de reproduction pour augmenter la fécondité. Les brebis sont également supplémentées pendant les dernières semaines de la gestation pour augmenter le poids des agneaux à la naissance (70 % du poids d'un agneau à la naissance se prenant au cours de ces dernières semaines) et pendant l'allaitement,. Les aliments pour ovins doivent être spécialement formulés, comme pour la plupart des autres animaux domestiques. Certains aliments préparés pour les chèvres peuvent avoir des teneurs en cuivre mortelles pour les moutons. Le même danger se présente avec les suppléments minéraux comme les pierres à lécher.

## Impact sur l'environnement

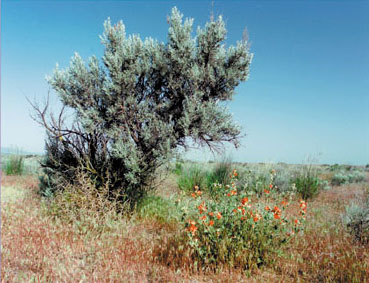
Armoise.

Les moutons sont des herbivores qui se nourrissent essentiellement d'herbe broutée au ras du sol, contrairement à d'autres ruminants apparentés comme les chèvres et les chevreuils qui se nourrissent plutôt de feuilles. Avec une face beaucoup plus fine que les vaches, les moutons coupent l'herbe plus près du sol et épuisent plus rapidement les pâturages que les bovins. Pour cette raison, de nombreux bergers utilisent le système de pâtures tournantes où un troupeau occupe successivement les différentes parcelles (paddocks), ce qui donne le temps aux plantes de récupérer,.
Paradoxalement, les moutons peuvent à la fois être la cause de la propagation ou de la disparition d'espèces végétales envahissantes. En piétinant et coupant la végétation naturelle des pâturages, les moutons et autres animaux d'élevage favorisent l'apparition de plantes envahissantes. Toutefois, les moutons préfèrent souvent manger les espèces envahissantes telles, aux États-Unis, les bromes, l'euphorbe âcre, les puéraires et les centaurées maculées. Des espèces naturelles telles que les armoises les remplacent, et, dans ce cas, le pâturage des moutons est un moyen efficace de restauration de la végétation naturelle.

## Vie sociale

### Comportement grégaire

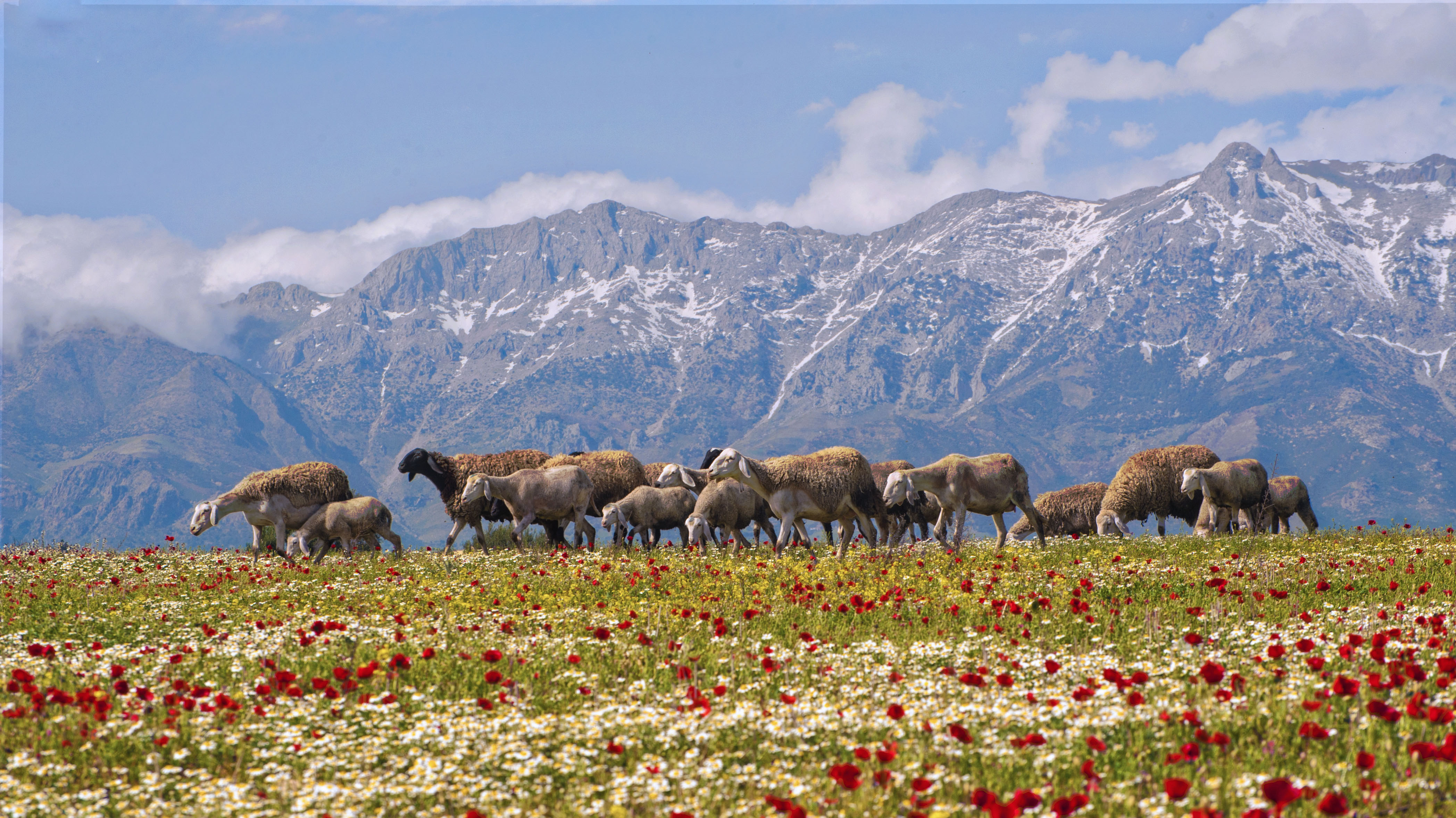
Moutons près d'El Asnam (Bouira), en Algérie. Avril 2018.

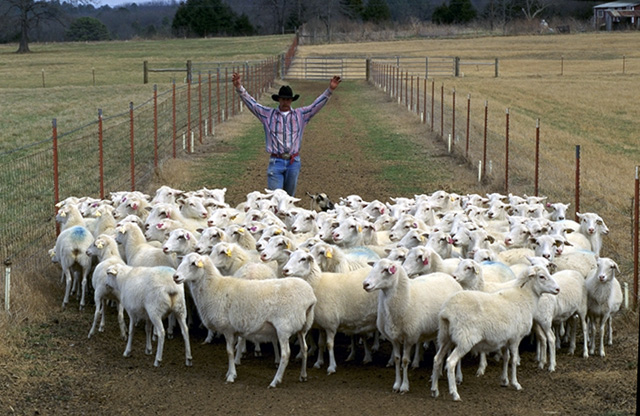
Moutons en Arkansas.

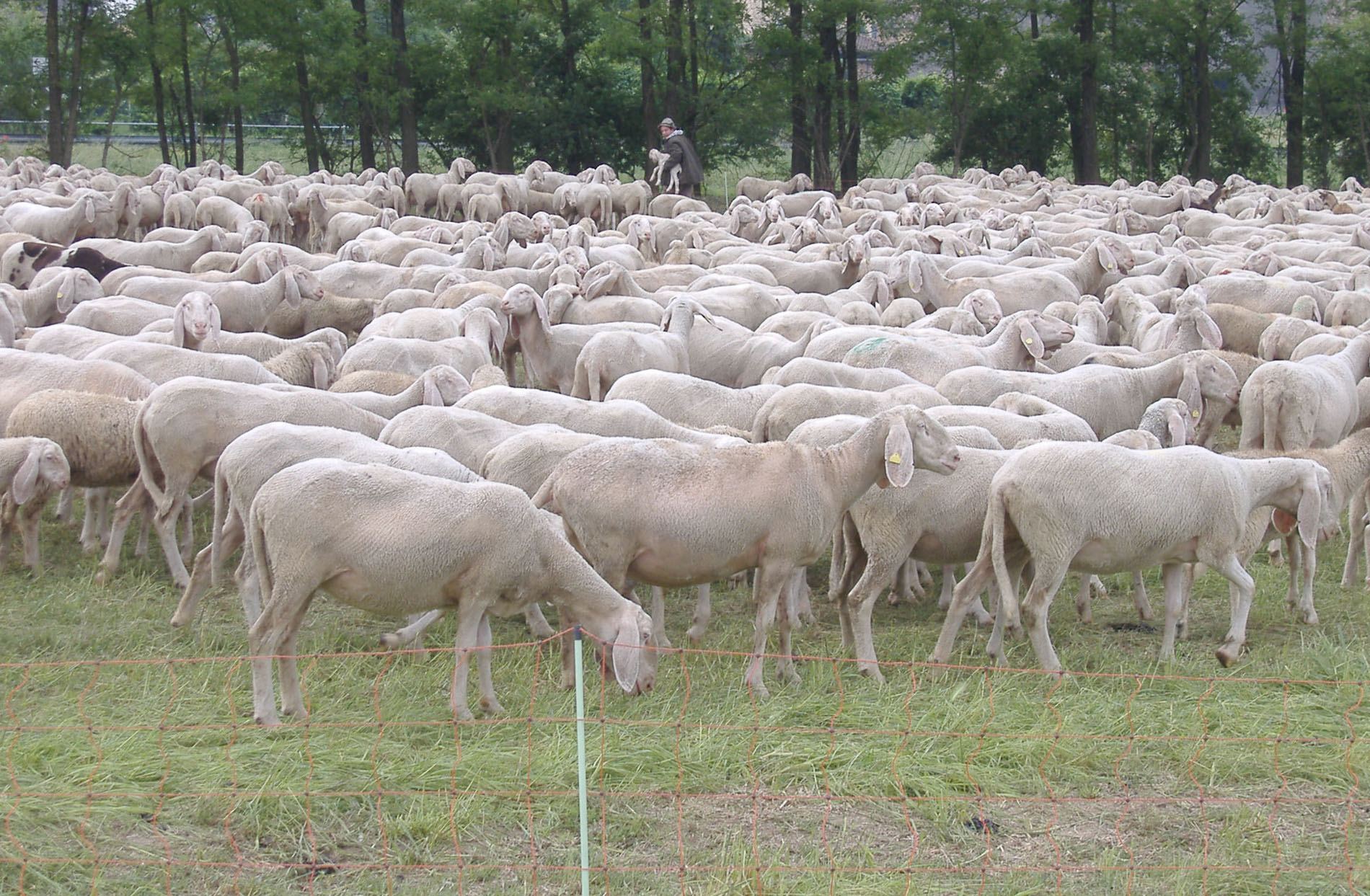
Béliers de passage à Cavenago d'Adda, Italie, 16 mai 2009.

Les moutons sont des animaux qui, lorsqu'ils se sentent menacés, ont un fort instinct grégaire et ce trait peut être considéré comme le trait comportemental fondamental de l'espèce. La hiérarchie dominante naturelle des moutons et leur inclination à suivre docilement un chef de file vers de nouveaux pâturages ont été certainement les facteurs essentiels qui en ont fait une des premières espèces animales domestiquées. Tous les moutons ont tendance à se tenir à proximité des autres membres du troupeau, bien que l'intensité de ce comportement varie avec les races. Les éleveurs exploitent ce comportement pour garder les moutons ensemble sur des pâturages non clos et pour les déplacer facilement. Les bergers peuvent aussi s'aider de chiens de berger dont les capacités peuvent les aider au déplacement des troupeaux. Les moutons sont aussi très intéressés par les aliments et le fait d'être souvent nourris par l'homme fait qu'on les voit venir solliciter les gens pour avoir de la nourriture. Les éleveurs qui ont des moutons à déplacer peuvent exploiter ce comportement en marchant en tête du troupeau avec un seau de nourriture ou un agneau dans les bras ce qui permet de les déplacer rapidement sans contrainte,.
Ils communiquent entre eux en lançant des bêlements. On dit que la brebis bêle, mais le bélier blatère.
Dans les régions où les moutons n'ont pas de prédateurs naturels, ils n'ont pas ce comportement grégaire. On peut aussi dresser les moutons pour qu'ils restent sur des pâturages bien précis non clôturés sans qu'ils aillent errer librement dans les zones environnantes. Les brebis enseignent ce comportement à leurs agneaux et lorsque les troupeaux entiers sont abattus, il y a lieu de réapprendre ce comportement aux animaux de remplacement,.
Le comportement observé pour les troupeaux de moutons ne se retrouve, en règle générale, que pour les groupes de moutons supérieurs ou égaux à quatre. En dessous de ce nombre, ils peuvent réagir différemment. Pour les ovins, le principal mécanisme de défense est tout simplement la fuite lorsqu'ils estiment qu'un danger a franchi leur distance de sécurité. Ensuite, s'ils se sentent acculés, ils peuvent taper du pied, charger, ruer ou bondir. Cela est particulièrement vrai pour les brebis avec des agneaux nouveau-nés.
En troupeau, les moutons ont tendance à suivre un meneur qui, le plus souvent, est tout simplement la première brebis à se déplacer. Toutefois, les moutons établissent une hiérarchie physique avec des animaux à position dominante dans le groupe. Les animaux dominants ont tendance à être plus agressifs envers les autres et se nourrissent habituellement en premier dans les mangeoires. La taille des cornes, surtout pour les béliers, est un facteur important dans la hiérarchie du troupeau. Les béliers avec des cornes de tailles différentes semblent moins enclins à lutter entre eux pour établir une hiérarchie que les béliers avec des cornes de même taille. Les moutons deviennent très stressés lorsqu'ils sont séparés du reste de leur troupeau.

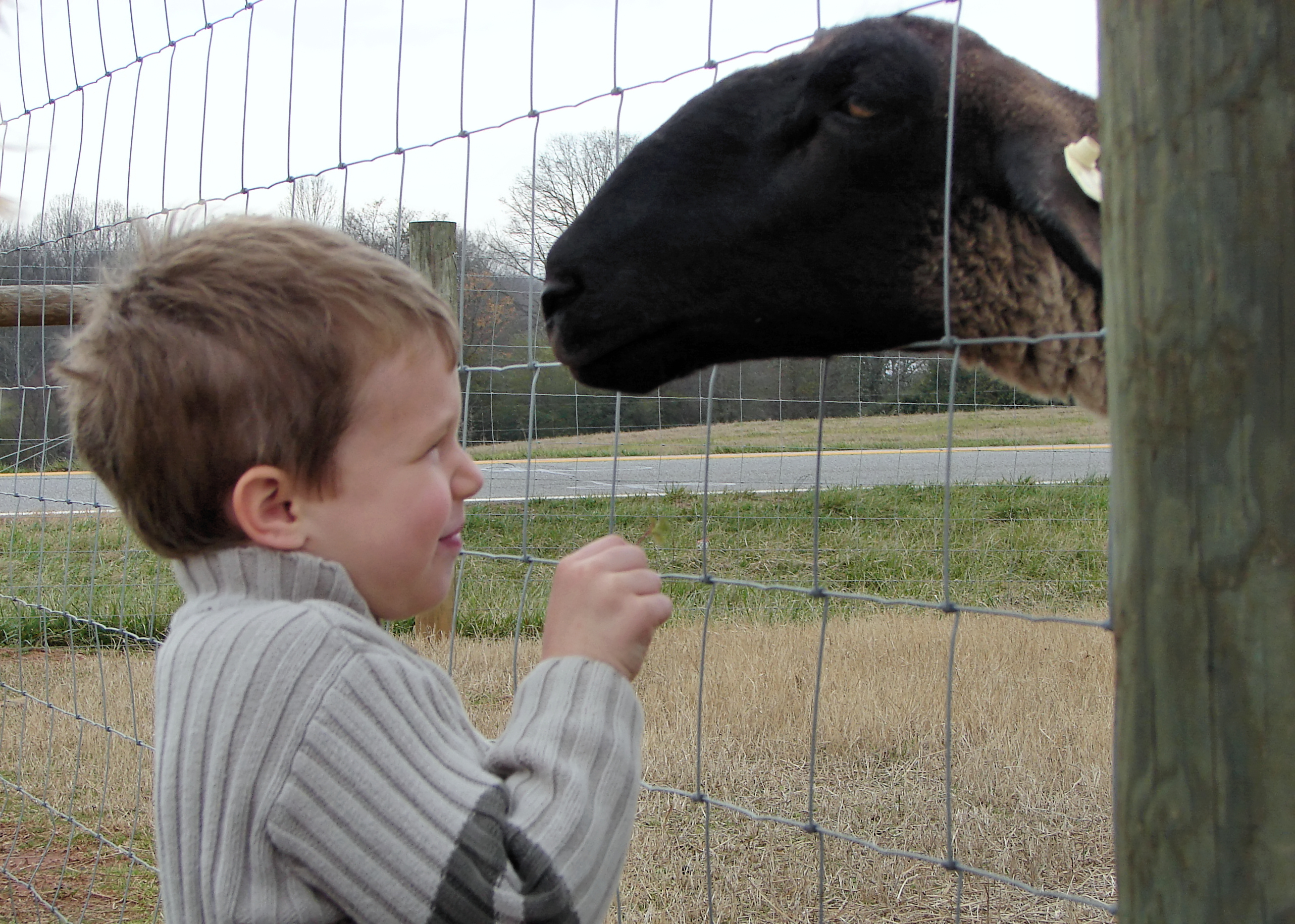
Un mouton est capable de reconnaître un visage humain et de s'en souvenir pendant plusieurs années.

Les moutons savent reconnaître les visages des humains et des autres ovins et peuvent s'en souvenir pendant des années,. À l'intérieur d'un troupeau, les moutons apparentés ont tendance à être plus proches entre eux qu'avec le reste du troupeau ; dans les troupeaux contenant plusieurs races, des sous-groupes raciaux ont tendance à se former, et une brebis et ses descendants directs se déplacent souvent ensemble même dans les grands troupeaux,.
Leur instinct grégaire et la rapidité avec laquelle ils fuient en cas de danger font que souvent leur comportement est mal compris par les non-initiés. Pourtant, une monographie d'une université de l'Illinois sur les moutons les a placés juste après les porcs et sur un pied d'égalité avec les bovins pour leur QI, et quelques moutons ont montré des capacités pour résoudre des problèmes ; ainsi, un troupeau dans le Yorkshire, en Angleterre a trouvé le moyen de traverser les grilles barrières placées sur le sol en se déplaçant sur le dos. En plus, s'ils sont capables de se rappeler longtemps le visage des individus, des moutons peuvent également différencier des états émotionnels par les caractéristiques du visage,. En travaillant patiemment, ils peuvent apprendre leur nom. De forts liens affectifs peuvent être tissés avec eux et avec les êtres humains qui s'en occupent. De nombreux moutons sont dressés pour être dirigés par un licou pour des séances de présentation ou à d'autres fins. Les moutons répondent également bien à la formation conditionnée. Très rarement, les moutons sont utilisés comme bêtes de somme. Les nomades tibétains répartissent à parts égales leurs bagages sur le dos des animaux lorsqu'ils déménagent.

### Reproduction et allaitement
La stratégie de reproduction des moutons est semblable à celle des autres espèces de bétail. Un troupeau de brebis est généralement fécondé par un seul bélier, choisi par l'agriculteur ou devenu dominant après lutte avec d'autres béliers dans les populations en liberté. La plupart des brebis ont des saisons de reproduction dues au rapport jour/nuit, bien que certaines soient en mesure de se reproduire tout au long de l'année. Les brebis atteignent généralement leur maturité sexuelle entre six et huit mois (mais généralement les éleveurs attendent qu'elles aient un an pour les laisser se reproduire afin d'éviter les accidents dus à des grossesses précoces), les béliers généralement entre quatre et six mois. Les brebis ont des cycles menstruels de 17 jours, avec un œstrus de 24 à 36 h, l'ovulation ayant lieu 18 à 36 h après le début des chaleurs, période au cours de laquelle elles dégagent une odeur qui indique aux béliers qu'elles sont prêtes à s'accoupler. Une minorité de moutons affichent un comportement homosexuel (8 % en moyenne) ou sont free-martins (femelles qui ont un comportement mâle par suite du mauvais fonctionnement de leurs ovaires).

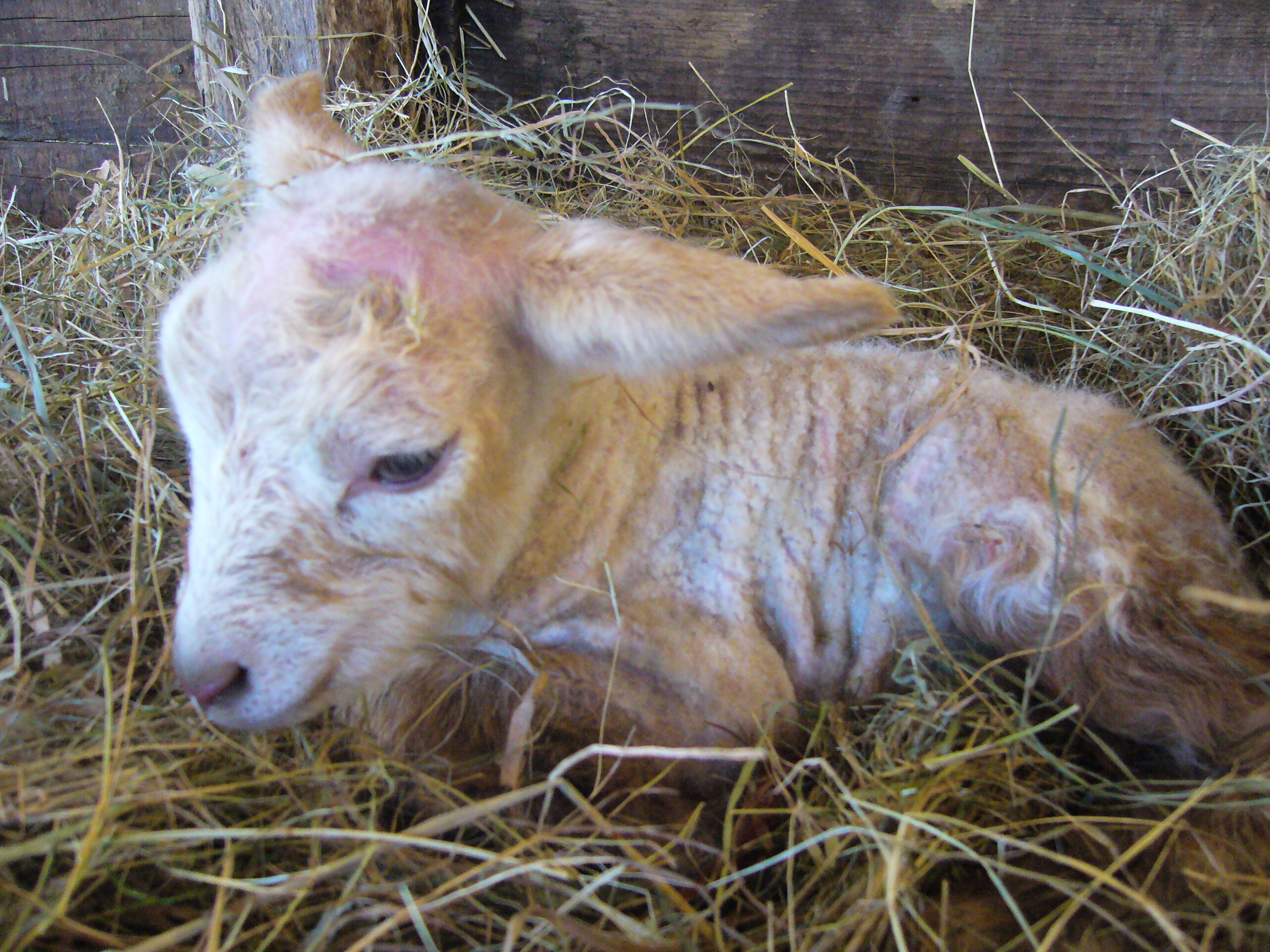
Agneau âgé d'une heure.
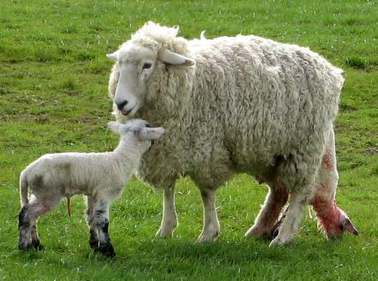
Une brebis mettant bas son deuxième agneau dans un pré en Nouvelle-Zélande.
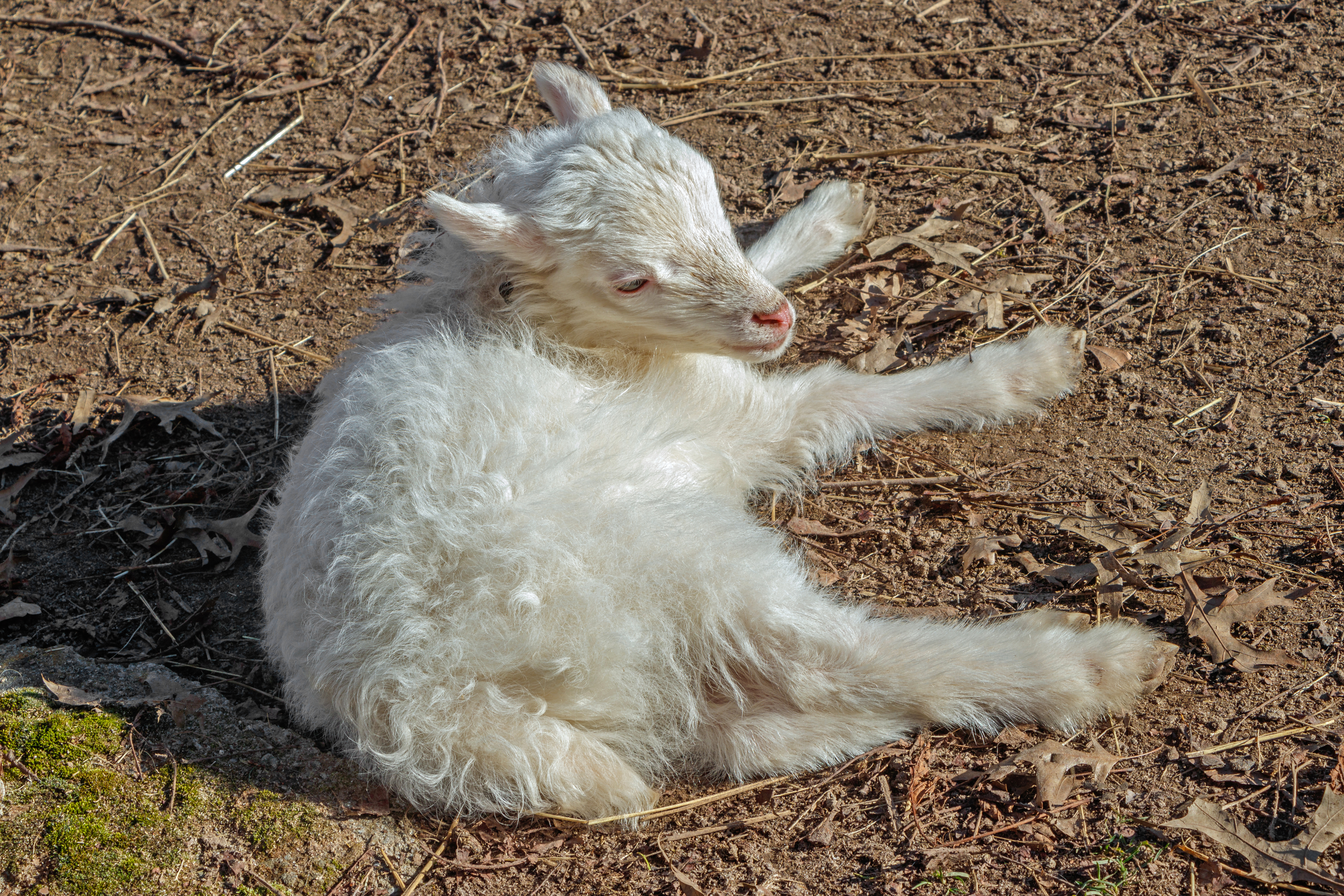
Un autre agneau.
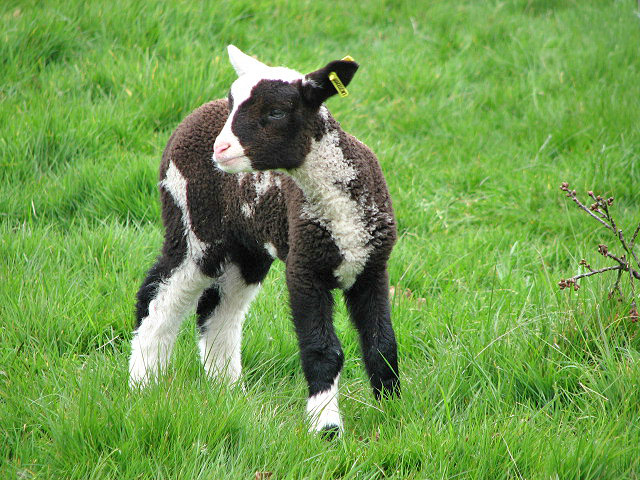
Agneau quzu, Azerbaïdjan.
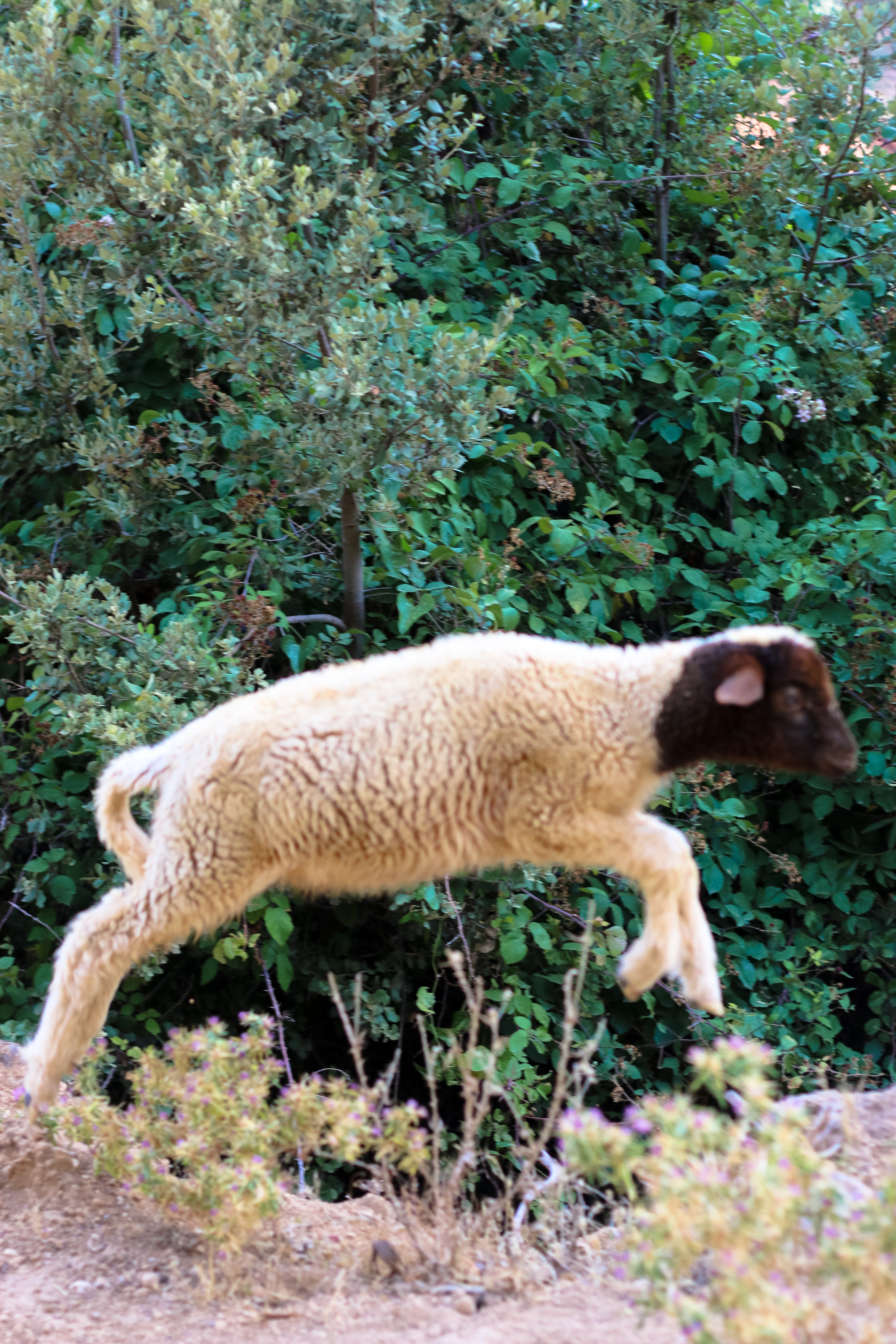
Agneau sautant, Zaouia d'Ifrane, Maroc.

Sans intervention humaine, les béliers luttent au cours de la période du rut pour déterminer quels individus pourront s'accoupler avec les brebis. Les béliers, en particulier ceux qui ne se connaissent pas, s'affrontent également en dehors de la période de rut pour établir leur position dominante ; si on les laisse s'affronter, un bélier peut exceptionnellement en tuer un autre. Au cours du rut, des béliers, même normalement très amicaux envers leur maître, peuvent devenir agressifs envers l'homme en raison d'une augmentation de leurs hormones mâles.
Après l'accouplement, les brebis ont une période de gestation d'environ cinq mois (150 jours) et la mise-bas dure normalement de une à trois heures. En France, elle a lieu généralement de janvier à juillet. La plupart des brebis ont des portées de un ou deux agneaux bien que certaines races puissent avoir régulièrement des portées plus importantes,. Au cours ou peu de temps après la mise bas, les brebis et leurs agneaux peuvent être placés dans des petits parcs d'agnelage, de petits enclos conçus pour aider la brebis et ses petits à cimenter leurs liens entre eux,.
La mise bas des ovins peut être problématique. Les éleveurs ont sélectionné des brebis qui produisent des agneaux avec un poids de plus en plus élevé à la naissance, de sorte que les brebis ont de plus en plus de difficulté à agneler ; d'ailleurs, l'équilibre entre la facilité d'agnelage et une productivité élevée est un des dilemmes des éleveurs de moutons. En cas de problèmes, les personnes présentes lors de la mise-bas peuvent aider les brebis par l'extraction ou le repositionnement des agneaux. Après la naissance, la brebis doit percer le sac amniotique (s'il ne s'est pas rompu spontanément avant) et commencer à nettoyer l'agneau en le léchant. La plupart des agneaux commencent à se tenir debout dans l'heure qui suit leur naissance. Dans des circonstances normales, les agneaux s'alimentent dès qu'ils sont debout, recevant le colostrum essentiel pour le nouveau-né. Les agneaux qui ne parviennent pas à téter ou qui sont rejetés par leur mère ont besoin d'aide pour vivre, et doivent être soit conduits à la mamelle, soit élevés au biberon, soit confiés à une autre brebis mais cela est beaucoup plus délicat. Quelques chèvres, dans un grand troupeau, peuvent apporter une supplémentation, dont sont friands les agneaux aux mères de lactation déficiente.

### Opérations post-natales
Lorsque les agneaux ont récupéré, ils sont marqués aux oreilles, ont la queue coupée et, pour les mâles, sont éventuellement castrés. Les vaccinations sont généralement effectuées à ce moment-là. Les agneaux reçoivent des plaquettes portant un numéro d'identification aux oreilles pour plus tard pouvoir être identifiés sans erreur. La castration est effectuée sur les agneaux mâles qui ne sont pas destinés à la reproduction, bien que certains bergers choisissent de ne pas appliquer cette procédure pour des raisons d'éthique, économiques ou pratiques. Les agneaux mâles qui sont destinés à être abattus ou séparés des brebis avant la maturité sexuelle ne sont généralement pas castrés. Le raccourcissement de la queue est pratiqué pour des raisons de santé. Les objections à toutes ces procédures ont été soulevées par les groupes de défense des droits des animaux mais les agriculteurs les défendent en disant qu'elles résolvent beaucoup de problèmes pratiques et vétérinaires en n'infligeant qu'une douleur temporaire aux agneaux,. En Australie et en Nouvelle-Zélande, dans les pays où sévit la myase, les agneaux subissent souvent le mulesing, une opération encore plus douloureuse qui consiste à écorcher l'animal autour de l'anus et éventuellement de la vulve, la laine ne repoussant plus sur les parties écorchées. L'écussonnage (crutching) consiste en une simple tonte sur les mêmes parties mais doit être répété.

Marquage des moutons
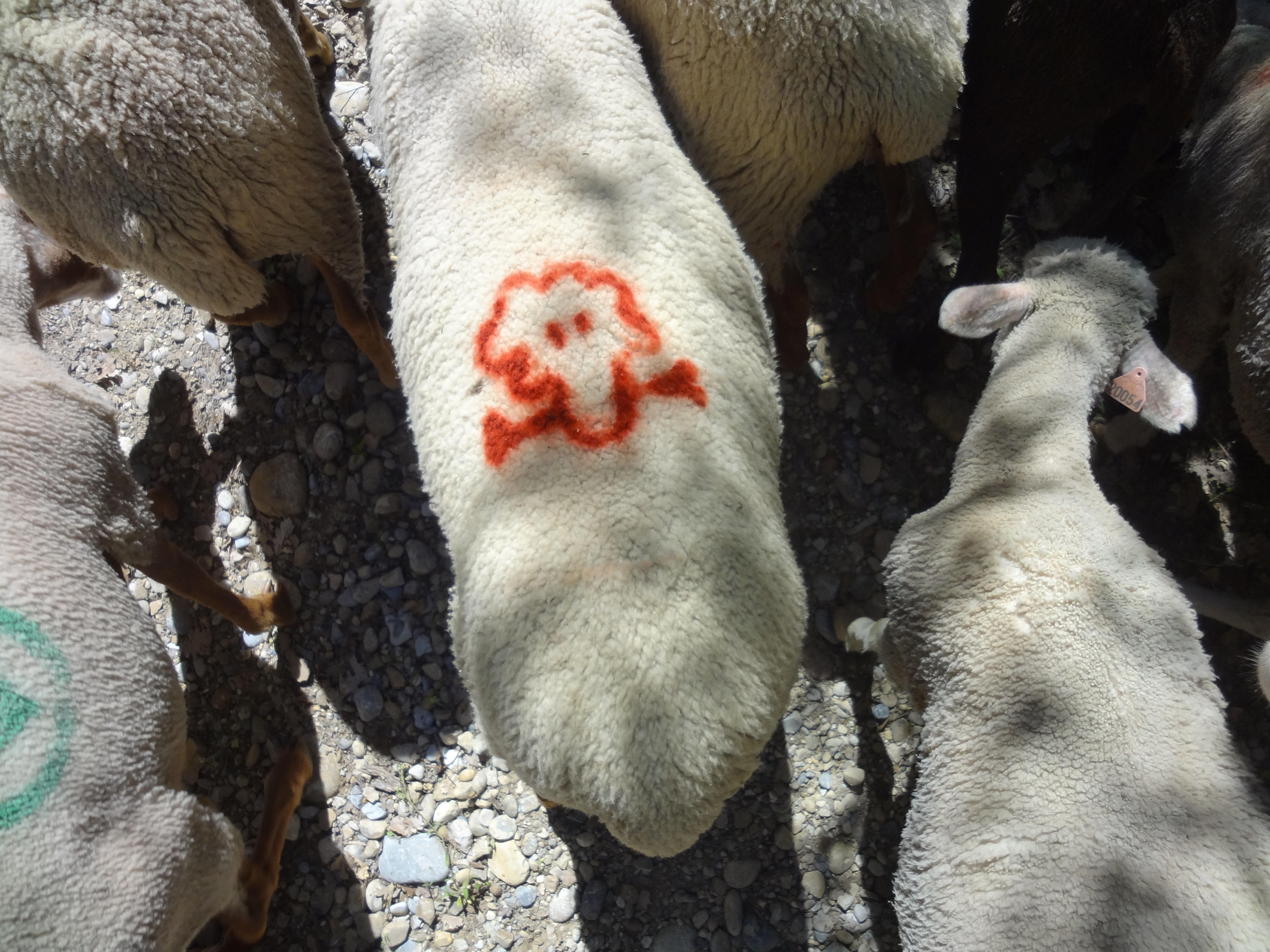
Marque de berger « pirate », Longo Maï, France.
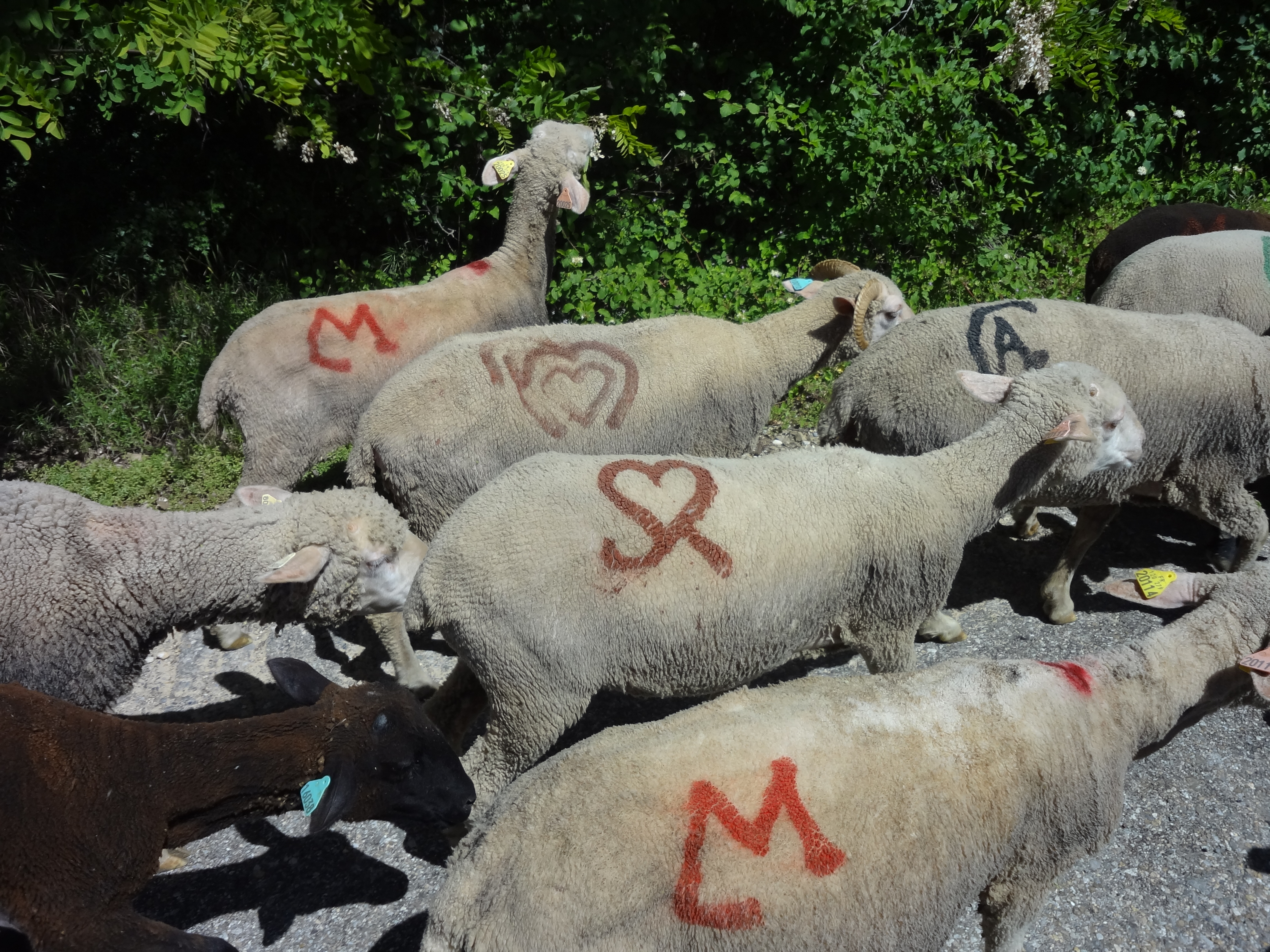
Marques de bergers avec des cœurs.
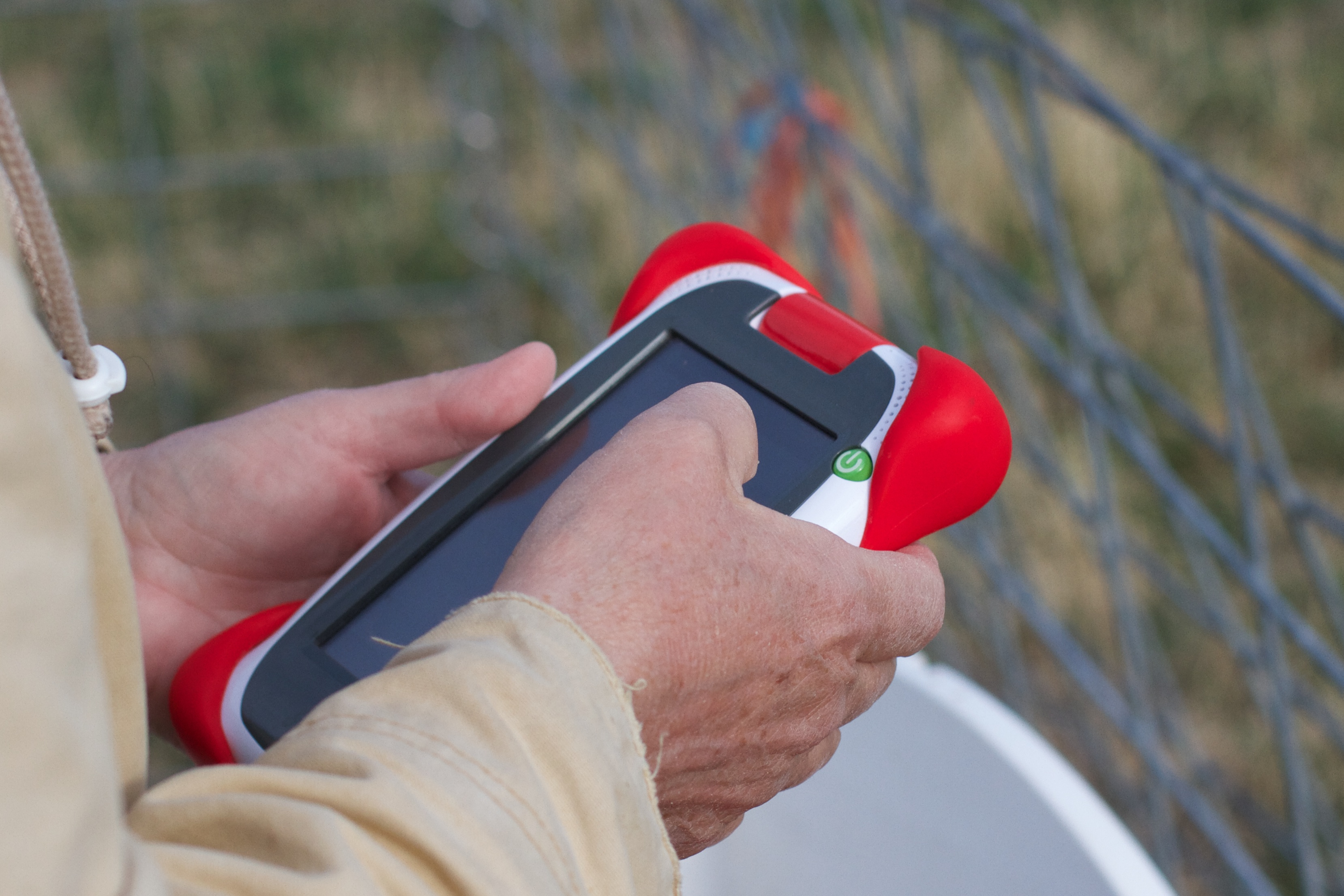
Enregistrement des données, Paonia, Colorado.

## Santé et menaces

### Santé

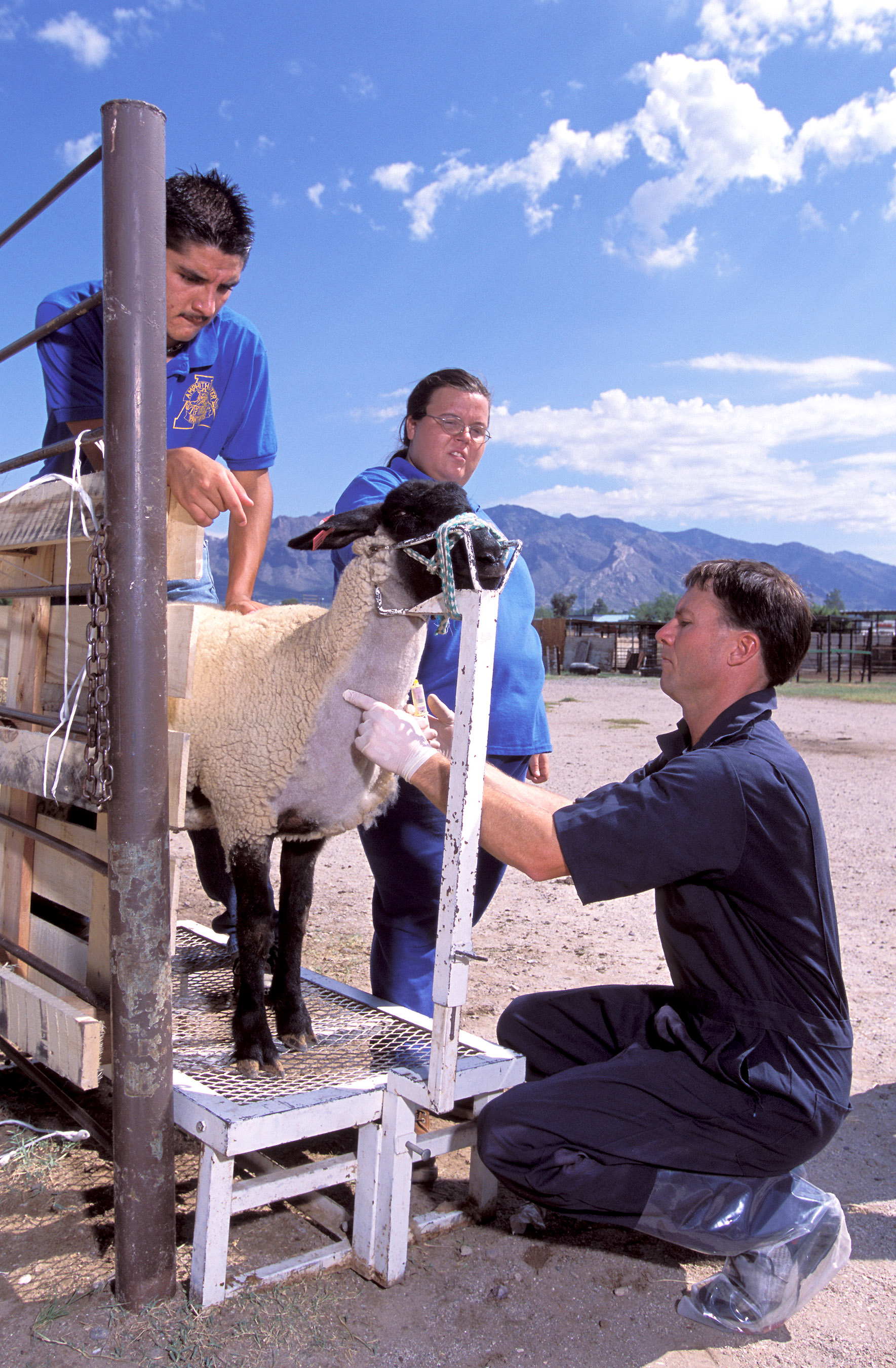
Un vétérinaire prélève du sang à un mouton à la recherche de la tremblante du mouton.

Les moutons peuvent être victimes d'empoisonnement, de maladies infectieuses et de blessures physiques. Comme les autres espèces pourchassées, les moutons ont tendance à masquer les signes de leur maladie, afin d'éviter d'être la cible de prédateurs. Cependant, il y a des signes évidents de maladie : l'animal mange peu, bêle trop souvent sans raison apparente et est généralement apathique. Tout au long de l'histoire, une grande partie de l'argent dépensé et du travail des éleveurs a eu pour objectif de prévenir les affections des animaux. Au cours de l'histoire, les bergers ont eu souvent recours à des méthodes empiriques trouvées par l'expérimentation sur les animaux de la ferme. Dans les pays comme les États-Unis, les moutons n'ont pas une importance économique suffisante pour que les sociétés pharmaceutiques effectuent des essais cliniques coûteux pour faire approuver leurs médicaments pour une utilisation chez le mouton. Aussi les bergers ont souvent recours à des médicaments approuvés pour d'autres animaux. Aux XXe et XXIe siècles, une minorité de propriétaires de moutons se sont tournés vers d'autres méthodes de traitements tels que l'homéopathie, la phytothérapie et même la médecine traditionnelle chinoise pour traiter leurs animaux,. L'efficacité de ces médecines vétérinaires parallèles fait l'objet de beaucoup de scepticisme dans des revues scientifiques,,. La nécessité de médicaments traditionnels anti-parasitaires et antibiotiques est largement répandue et est le principal obstacle à l'agriculture biologique pour les moutons.

### Maladies
Pour éviter les intoxications, il est également important de se méfier de produits comme les pesticides, les engrais minéraux, les huiles de vidange ainsi que des liquides de refroidissement des radiateurs de voiture (qui contiennent de l'éthylène glycol, un antigel très agréable au goût mais très toxique).

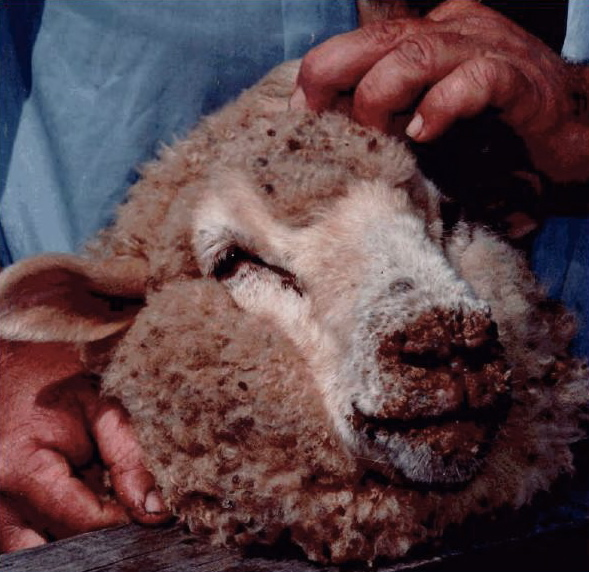
Un mouton atteint de dermatite pustuleuse ovine, une maladie virale transmissible à l'homme par simple contact.

De nombreux éleveurs prennent toute une série de mesures préventives afin d'éviter les problèmes. La première est de faire en sorte que tous les moutons soient en bonne santé au moment de l'achat. De nombreux acheteurs évitent les points de vente connus pour avoir abrité des animaux de réforme même en bonne santé ou des animaux malades ou tout simplement de qualité inférieure. Cela peut être également le maintien d'un nouveau troupeau en quarantaine pour un mois. Il y a deux mesures de prévention fondamentales pour le maintien des animaux en bonne santé : une bonne nutrition et la réduction du stress. La manipulation des animaux, les lieux nouveaux les amènent à produire du cortisol, une hormone de stress. Cela peut conduire à un affaiblissement du système immunitaire, rendant ainsi les moutons beaucoup plus vulnérables à la maladie. Les signes de stress chez les ovins sont les suivants : halètement excessif, grincement des dents, mouvements d'agitation, consommation de leur laine, mâchonnement de morceaux de bois.
Les formes communes de médication préventive pour les ovins sont les vaccins et les traitements antiparasitaires. Les parasites, tant externes qu'internes sont très fréquents chez les ovins et peuvent soit provoquer une issue fatale pour les animaux, soit réduire la productivité des troupeaux. Les vers parasites nématodes sont les parasites internes les plus courants. Ils sont ingérés pendant que les animaux pâturent, se développent dans l'hôte et sont expulsés du tube digestif (se retrouvant dans l'herbe et entamant un nouveau cycle). On donne aux moutons des médicaments anti-parasitaires oraux pour les débarrasser de ces vers, parfois après avoir fait un comptage dans les fèces des animaux pour évaluer le degré d'infestation. Ensuite, les moutons doivent être déplacés vers un nouveau pâturage afin d'éviter l'ingestion des mêmes parasites. Cependant, les estives sont partagées avec les bouquetins qui hébergent des parasites internes communs et qui pourraient servir de refuge ou même contribuer au maintien de nématodes gastro-intestinaux résistants aux traitements. Les parasites externes des moutons comprennent : les poux (sur les différentes parties du corps), les mélophages du mouton, les œstres du nez, les psoroptes responsables de la gale du mouton et les myiases cuticoles. Les poux sucent le sang des moutons et provoquent une malnutrition générale et une baisse de productivité mais ne sont pas mortels. Les asticots des espèces de mouches responsables des myiases sont beaucoup plus destructeurs. Les mouches pondent leurs œufs dans les blessures ou les endroits humides, dans la laine sale. Lorsque les larves éclosent, elles creusent un chemin dans la chair de la brebis dont elles se nourrissent et si elles sont en assez grand nombre, peuvent éventuellement causer la mort de l'animal. Le mulesing est le principal moyen utilisé pour lutter contre cette parasitose. Les œstres du nez sont des mouches qui vivent dans les sinus des naseaux des brebis, causant des difficultés respiratoires et de l'inconfort pour les animaux. Les signes cliniques en sont un mouchage répété, des éternuements et des mouvements frénétiques de la tête. Les parasites externes peuvent être contrôlés grâce à des badigeons, des pulvérisations ou l'immersion des moutons par des solutions insecticides adaptées.
Les moutons peuvent être affectés par un large éventail de maladies bactériennes. Les maladies des sabots, comme le piétin sont traitées par des bains de pieds et d'autres méthodes. Ces maladies provoquent la boiterie des animaux et gênent leur alimentation. La paratuberculose affecte surtout les jeunes ovins. La fièvre catarrhale est une maladie virale transmise par des moucherons et causant fièvre et inflammation des muqueuses.
Quelques maladies des moutons sont transmissibles à l'homme. La dermatite pustuleuse contagieuse du mouton (ou Orf) est une maladie de peau due à un parapoxvirus provoquant des lésions cutanées qui se transmettent à l'homme par contact. Plus grave, certains organismes qui peuvent provoquer des avortements spontanés chez les ovins peuvent être transmis aux femmes enceintes. Un autre sujet de préoccupation est la tremblante du mouton, une maladie à prions et la fièvre aphteuse car ces deux maladies très contagieuses peuvent décimer tout le troupeau. La fièvre aphteuse est légèrement à risque pour l'homme.
Principales maladies du mouton :
- Brucellose
- Douve du foie : parasite du foie du mouton
- Fièvre catarrhale (ou maladie de la langue bleue)
- Piétin
- Lathyrisme
- Maladie de Schmallenberg
- Tremblante du mouton

### Prédateurs

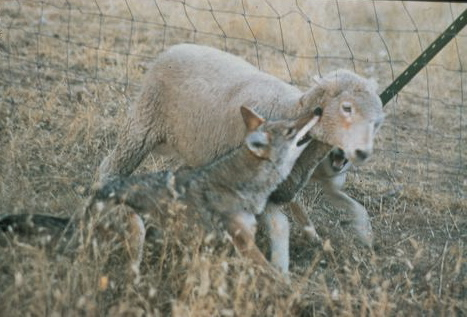
Un agneau attaqué par des coyotes selon la méthode classique : une morsure à la gorge.

En dehors des maladies, la prédation est une menace pour les moutons qui diminue la rentabilité pour les éleveurs. Les moutons ont peu de moyens de défense, comparés à d'autres espèces de bétail. Même s'ils survivent à une attaque, ils peuvent mourir par la suite de leurs blessures ou tout simplement de panique. Cependant, l'impact de la prédation varie considérablement selon les pays. En Afrique, en Australie, en Amérique et dans certaines régions d'Europe et d'Asie, les prédateurs posent un problème grave. Aux États-Unis, par exemple, plus du tiers des moutons morts (hors abattage) en 2004 sont morts à cause des prédateurs. En revanche, d'autres pays sont pratiquement dépourvus de prédateurs, en particulier des îles (Grande-Bretagne, Irlande, Islande...) connues pour un important élevage extensif des moutons. De par le monde, les canidés, y compris le chien domestique, sont les principaux responsables de la mort de moutons,,. D'autres animaux se nourrissent de temps en temps d'ovins : les félins, les ours, les oiseaux de proie, les corbeaux et les porcs sauvages,. Des croyances attribuent même la mort de certains moutons à des créatures imaginaires telles que le Chupacabra, le Drekavac ou autres. 

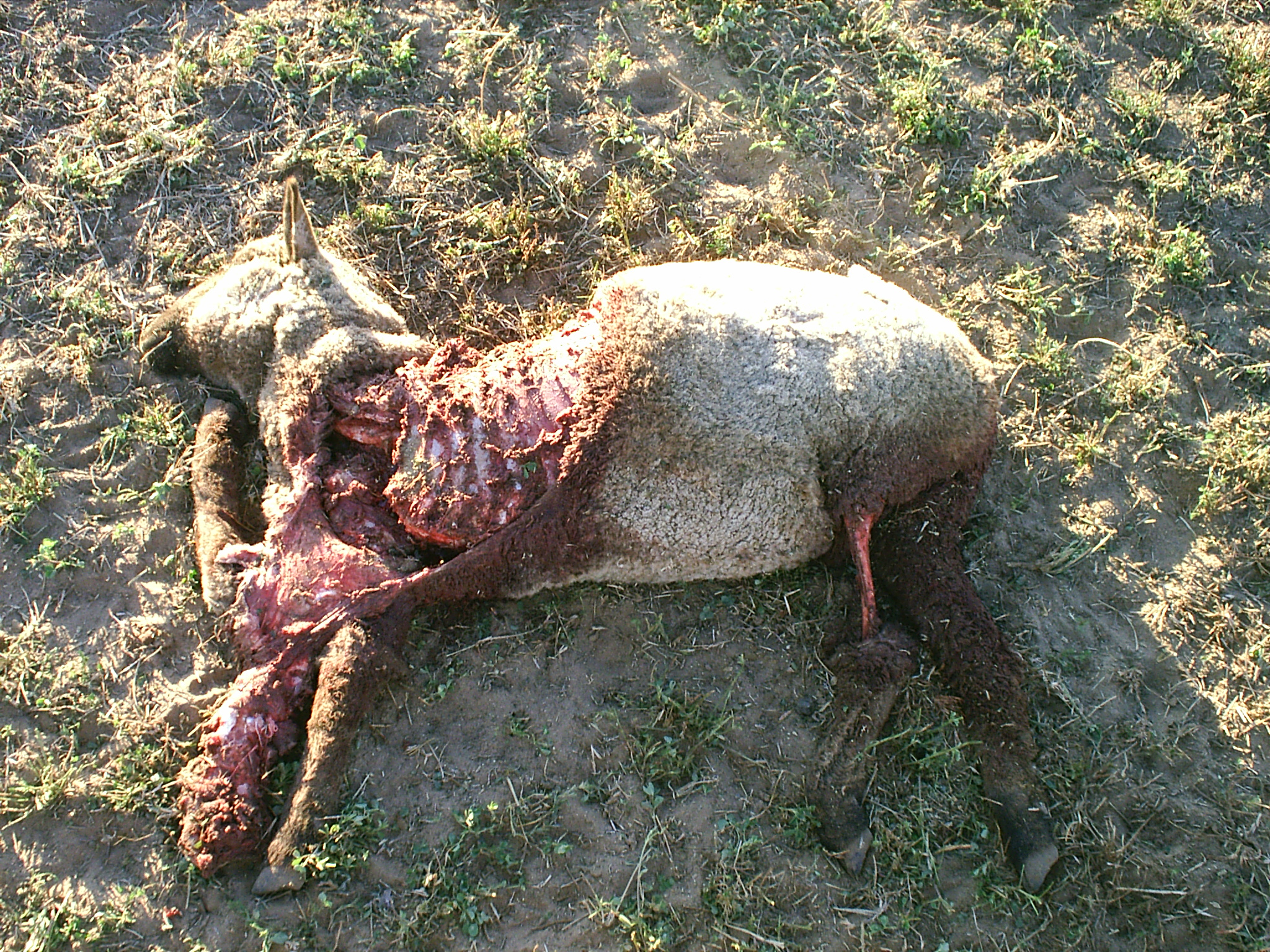
Un agneau tué par un coyote. Généralement, les animaux tués par des prédateurs ne sont consommés qu'en partie.

Les éleveurs utilisent une grande variété de mesures pour lutter contre les prédateurs. Les anciens bergers utilisaient leur propre présence, la présence de chiens de berger et des structures de protection telles que des granges et des clôtures. Les clôtures (à la fois ordinaire et électrique), les enclos à moutons et la mise à l'abri des agneaux la nuit à l'intérieur de bâtiments continuent d'être largement utilisés. Les bergers actuels utilisent aussi des fusils, des pièges et des poisons pour tuer les prédateurs, provoquant une baisse importante dans leur population. Mais l'éveil des protecteurs de la nature et de la conservation des espèces font que l'utilisation de ces méthodes relève généralement du ressort d'organismes gouvernementaux spécialement désignés plutôt que des producteurs de moutons
Les années 1970 ont vu une recrudescence de l'utilisation des chiens d'élevage (le chien de montagne des Pyrénées ou montagne des Pyrénées, appelé dans les Pyrénées patou) et le développement de nouvelles méthodes de contrôle des prédateurs par les éleveurs, dont beaucoup ne sont pas mortelles. Les ânes et les lamas sont utilisés depuis les années 1980 pour garder les moutons, en utilisant le même principe de base que pour les chiens de berger. La présence concomitante dans les pâtures d'animaux plus grands tels que les bovins ou les chevaux, peut contribuer à dissuader les prédateurs, même si ces espèces ne gardent pas activement les moutons. De nouvelles méthodes modernes de protection des moutons utilisent des techniques dissuasives qui ne sont pas mortelles pour les prédateurs, telles que les gyrophares et les alarmes sonores.

## Histoire de l'élevage des moutons

### Domestication

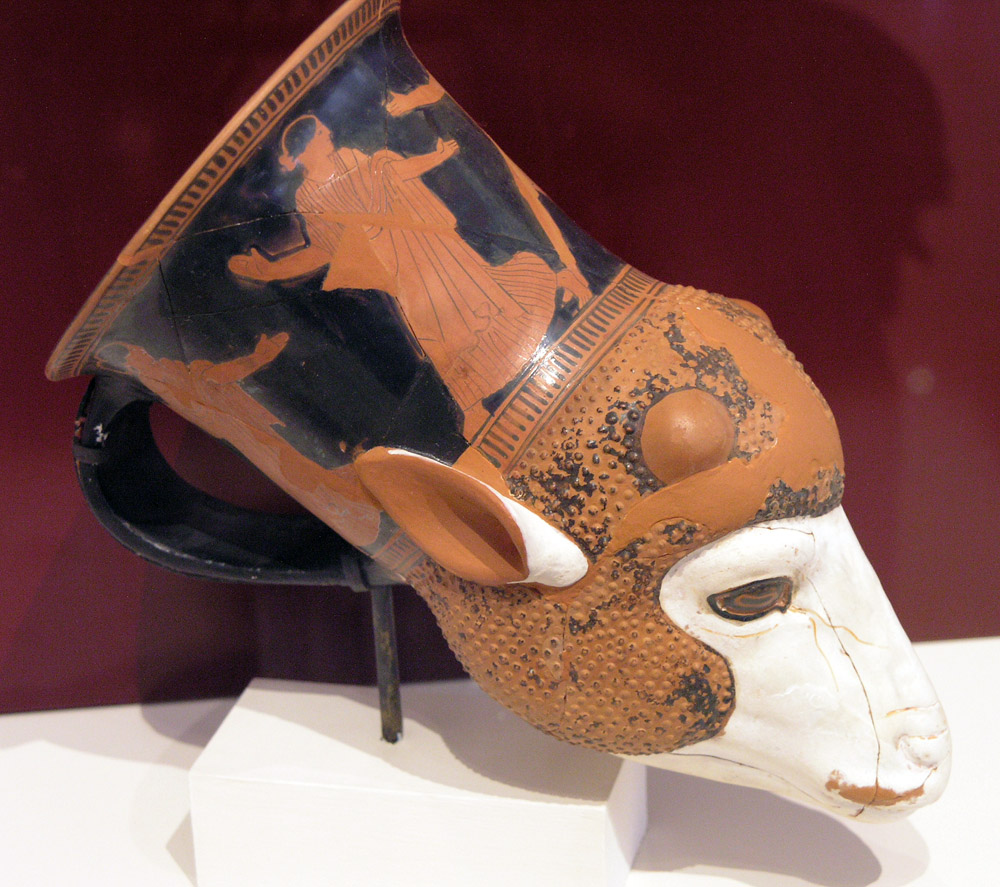
Un rhyton à tête de mouton, Attique (Grèce), 460-450 av. J.-C.

Les moutons ont été parmi les premiers animaux à être domestiqués par l'homme ; des sources indiquent une domestication datant d'entre 9 000 et 11 000 ans en Mésopotamie,,,. L'espèce a plusieurs caractéristiques, comme un manque relatif d'agressivité, une taille gérable, une maturité sexuelle précoce, un caractère sociable et des taux de reproduction élevés, qui font qu'elle est particulièrement facile à apprivoiser. Aujourd'hui, Ovis aries est une espèce entièrement domestiquée, un animal qui est largement tributaire de l'homme pour sa santé et sa survie. De petites populations sauvages de moutons existent encore mais uniquement dans des zones dépourvues de prédateurs (habituellement des îles). Les populations de moutons sauvages n'ont jamais atteint l'ampleur de celles des chevaux sauvages, des chèvres, des porcs ou de chiens.
Les détails sur la descendance des moutons depuis leurs ancêtres sauvages sont actuellement peu connus. L'hypothèse la plus communément admise est que Ovis aries descende des espèces de mouflons d'Europe et d'Asie. On a également supposé que le mouflon européen est une ancienne espèce de moutons domestiques retournée à l'état sauvage plutôt que le contraire. Quelques races de moutons, comme le Castlemilk Moorit d'Écosse, sont le résultat de croisements de moutons avec des espèces sauvages de mouflons européens. On pensait que l'urial (Ovis vignei) avait pu être un ancêtre de mouton actuel car il y a quelquefois des croisements mouton-urial en Iran. Toutefois, l'urial, l'argali (Ovis ammon) et le mouflon des neiges (Ovis nivicola) ont un nombre différent de chromosomes de celui d'Ovis aries, ce qui rend une relation directe invraisemblable et les études phylogénétiques ne montrent aucun signe d'ascendance de l'urial chez le mouton. D'autres études comparant les races de moutons d'Europe et d'Asie ont montré d'importantes différences génétiques entre les deux. Deux explications à ce phénomène ont été proposées. La première est qu'il y a actuellement une espèce ou des sous-espèces de moutons sauvages inconnus qui ont contribué à la formation de l'espèce ovine domestique. Une deuxième hypothèse suggère que cette variation soit le résultat de plusieurs vagues de captures de mouflons dans la nature, de façon semblable à celle d'autres animaux d'élevage.

### Sélection de populations de moutons à laine et début du pastoralisme

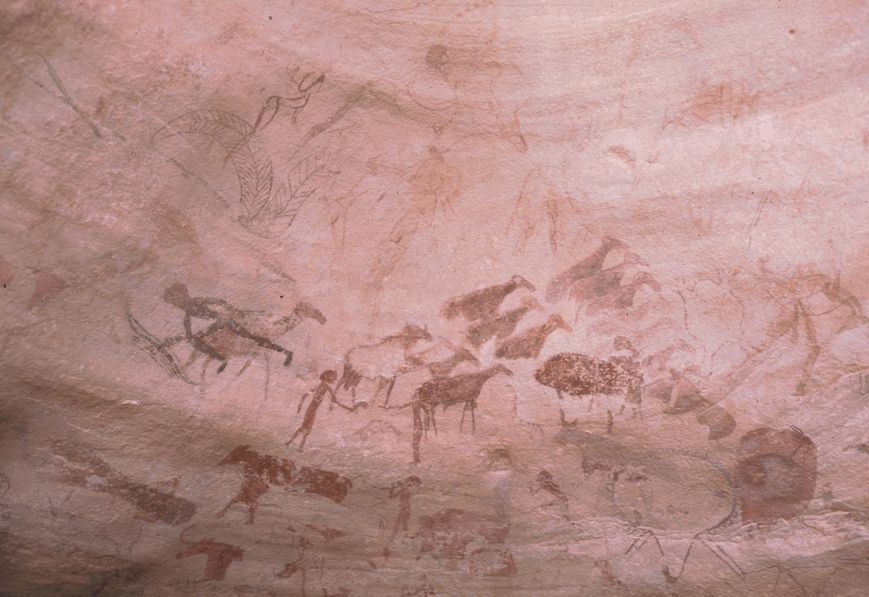
Troupeau de moutons, peinture rupestre néolithique du Tassili n'Ajjer.

Au départ, les moutons ont été élevés uniquement pour leur viande, leur lait et leur peau. Les stèles trouvées sur les sites archéologiques iraniens donnent à penser que les premières sélections de moutons pour leur laine peuvent avoir commencé environ au VIe millénaire av. J.-C.,. On trouve cependant des tissus de laine dès -8000 (Nahal Hemar en Judée), mais les premiers vêtements de laine ont peut-être été tissés seulement deux à trois mille ans plus tard.
La période d'Obeïd (-6500 à-3750) Proche-Orient est caractérisée par une aridification qui culmine avec l'événement climatique de 8200 BP. Elle pousse probablement les agriculteurs à utiliser de nouvelles méthodes comme l'irrigation et le pastoralisme. Le pastoralisme suppose des moutons suffisamment dociles pour être conduits en troupeaux dans des espaces ouverts. Il permet d'exploiter des prairies clairsemées comme les steppes. Il ne nécessite qu'un outillage sommaire : tentes de peaux, cordes, batons, couteaux et racloirs, des outres pour l'eau et le lait ... La laine permet de fournir, éventuellement par échange, des toiles pour se protéger du froid ou du soleil et des tapis qui constituent le seul mobilier des nomades.
L'existence de ce pastoralisme nomade a été démontrée pour la Judée dès -6200 (Yarmoukian (en)) et en Syrie.
Capables de survivre dans des régions aux climats contrastés les pasteurs nomades contribuent à l'expansion néolithique. Ainsi, dès -6000 on trouve des traces d'élevage ovin et caprin attestées par l'archéologie en Asie centrale à Jeitun et en Algérie au Capsien où il est possible de dire qu'il s'agit d'animaux importés.

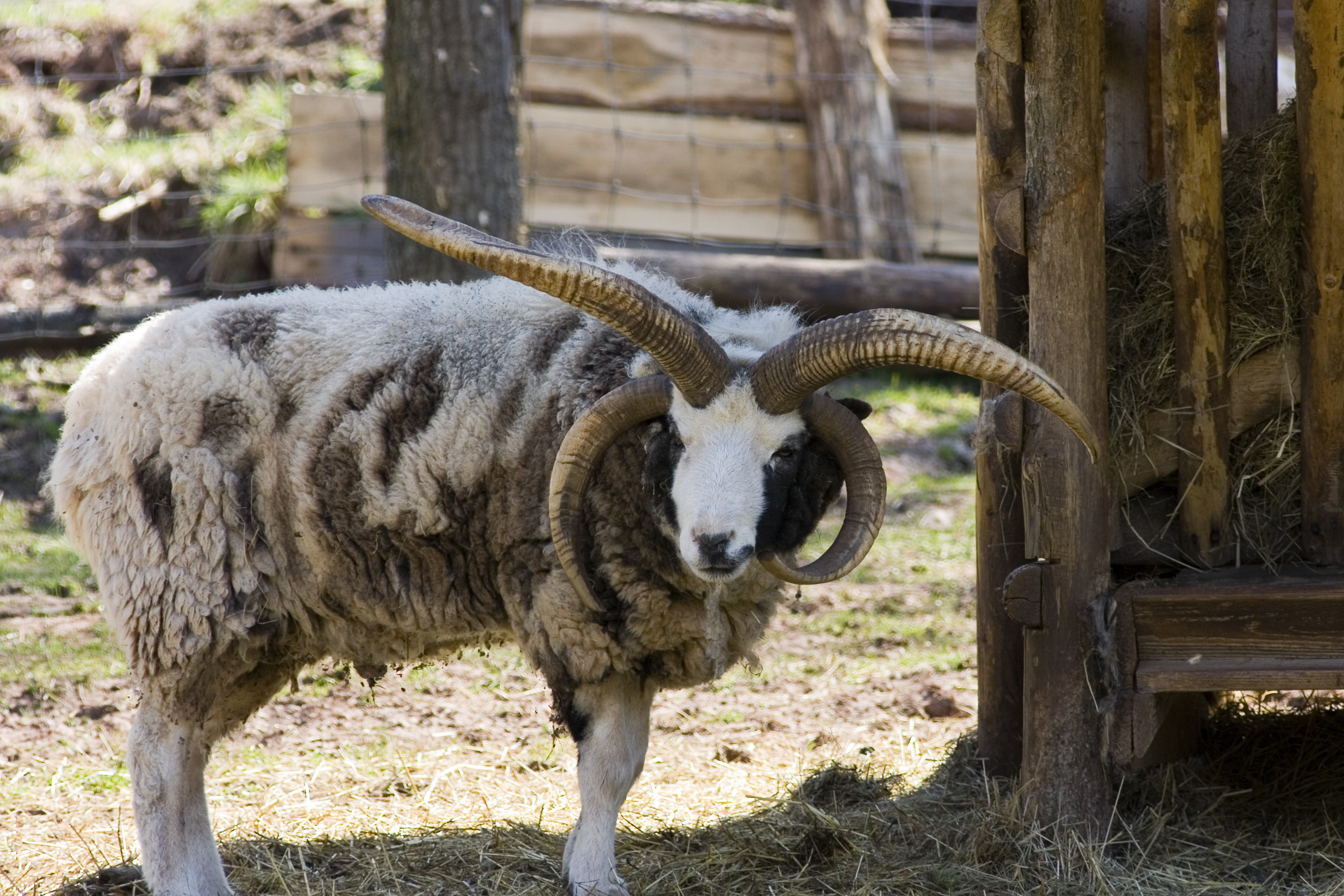
Le mouton Jacob : une race dite ancienne aux caractéristiques parfois étonnantes : toison pie et 2 paires de cornes pour cet individu. WildPark Tambach, Coburg, Allemagne.

À l'âge de bronze, les moutons avaient toutes les caractéristiques principales des races modernes et étaient largement répandus dans toute l'Asie occidentale. Toutefois, il existe une différence essentielle sur les techniques de recueil de la laine entre les moutons actuels et les moutons d'autrefois. Les premiers moutons ne pouvaient pas être tondus et devaient avoir leur laine recueillie à la main dans un processus de délainage. La laine pouvait également être recueillie sur le sol après sa chute. Ce trait survit aujourd'hui dans quelques races telles que le Soay. En effet, le Soay, ainsi que d'autres races d'Europe du Nord ont la queue courte, une toison qui ne peut être tondue, une petite taille et des cornes chez les deux sexes rappelant étroitement les anciens moutons. À l'origine, le tissage et la filature de laine était un art pratiqué à la maison, avant d'être une technique industrielle. Les Sumériens, les Babyloniens, les Perses dépendaient de l'élevage des moutons et, bien que le lin ait été le premier tissu à être façonné pour l'habillement, la laine était un produit prisé. L'élevage de troupeaux pour leur toison a été une des premières industries et les troupeaux étaient un moyen d'échange dans l'économie de troc. De nombreuses figures bibliques avaient de grands troupeaux et les sujets du roi d'Israël étaient imposés en fonction du nombre de béliers qu'ils possédaient.

### Afrique

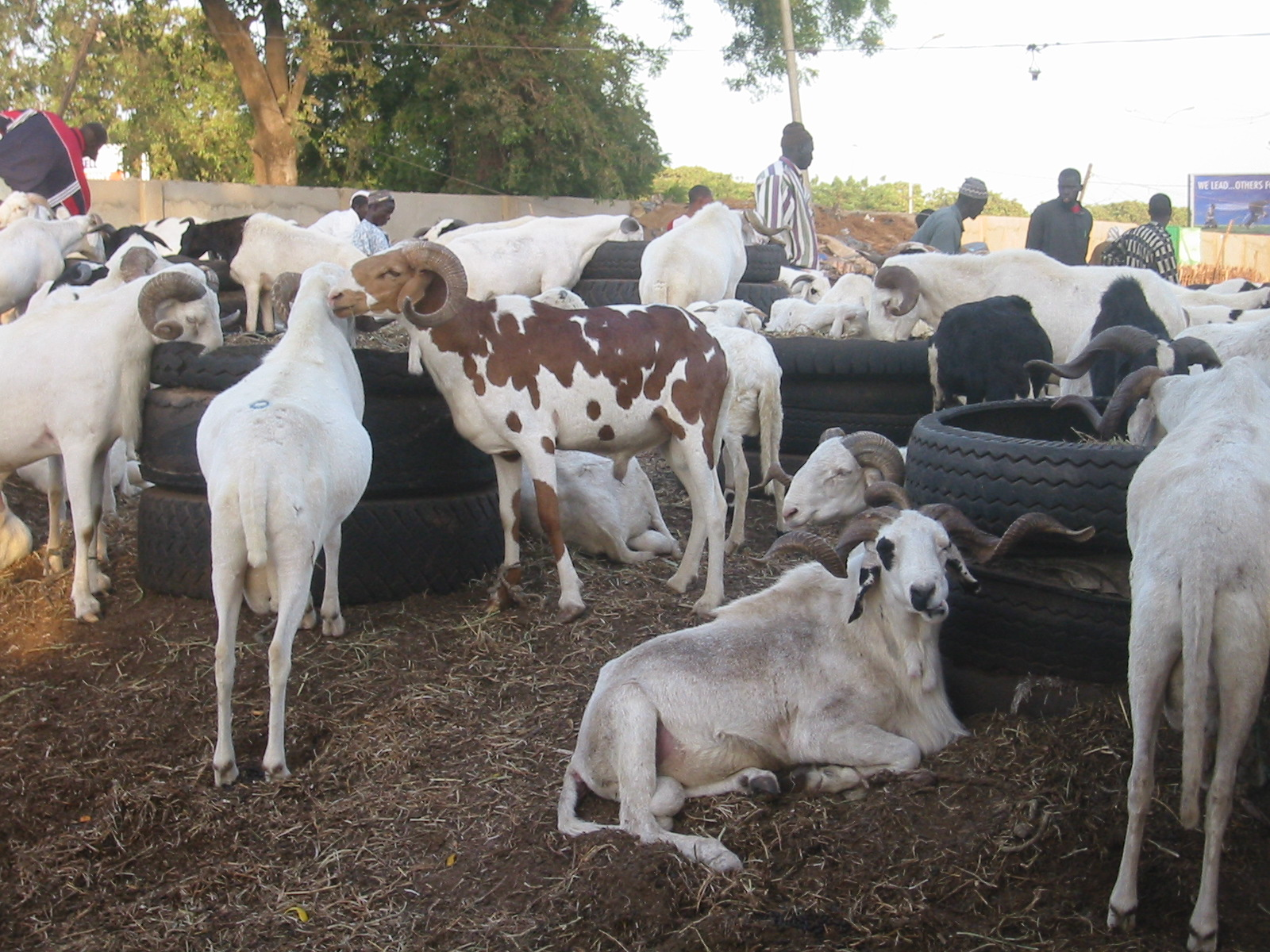
Troupeau de moutons en Gambie en 2009.

Les moutons sont arrivés sur le continent africain peu de temps après leur domestication en Asie occidentale. Quelques historiens développent une théorie alternative très controversée faisant de l'Afrique le continent d'origine des moutons domestiques. Cette théorie est basée principalement sur des interprétations d'œuvres d'art et des études ostéologiques du mouflon à manchettes. Les premiers moutons sont entrés dans le nord de l'Afrique via le Sinaï et sont arrivés dans la société égyptienne antique il y a entre sept et huit mille ans. Les moutons ont toujours fait partie de l'agriculture de subsistance en Afrique, mais aujourd'hui un des seuls pays qui conserve un nombre important de moutons est l'Afrique du Sud. Les éleveurs sud-africains, pour tenter de lutter contre les nombreux prédateurs du pays, ont inventé un collier empoisonné pour la protection du bétail, et qui provoque des empoisonnements graves voire mortels des prédateurs lorsqu'ils les mordent au cou.
En Afrique occidentale, le mouton à poil ras de type sahélien prédomine dans la savane sahélienne à Acacia, celui de type savane-forêt dans la savane soudanienne occidentale, la mosaïque de forêt-savane guinéenne, les forêts de l'ouest et de l'est de la Guinée, la forêt du bassin du Congo et le miombo de l'Angola. 
Des variétés de grande taille comme le Touabire sont engraissées dans l'enclos familial comme « mouton de case » et sacrifiées pour les fêtes. L'abattage rituel musulman est répandu en milieu urbain et parfois pratiqué dans la Diaspora africaine en France et en Europe où il donne lieu à de nombreux problèmes de réglementation.

### Asie

#### Moyen-Orient et Asie centrale

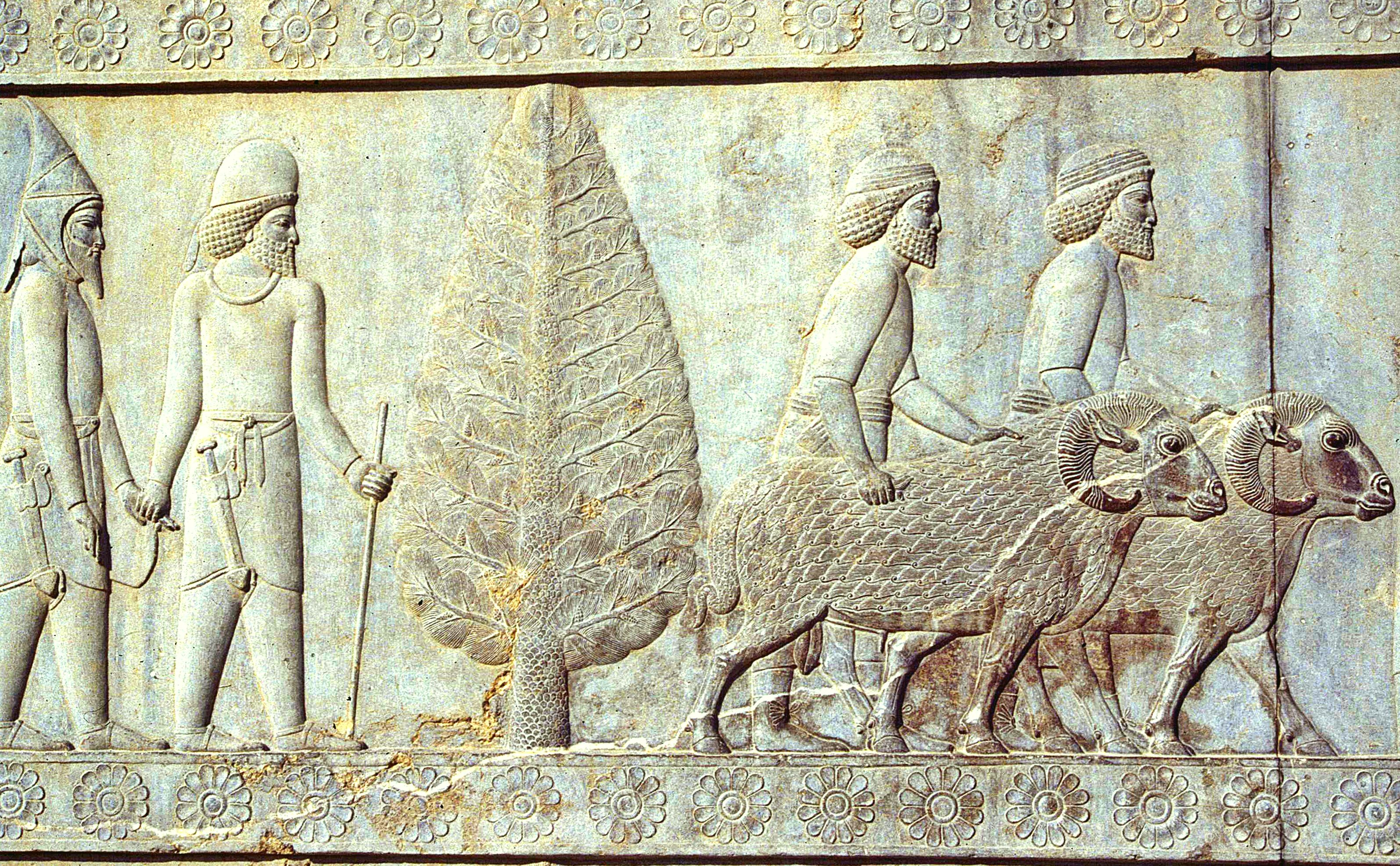
Offrande de béliers, palais achéménide de Persépolis, Ve s. av. J.-C.

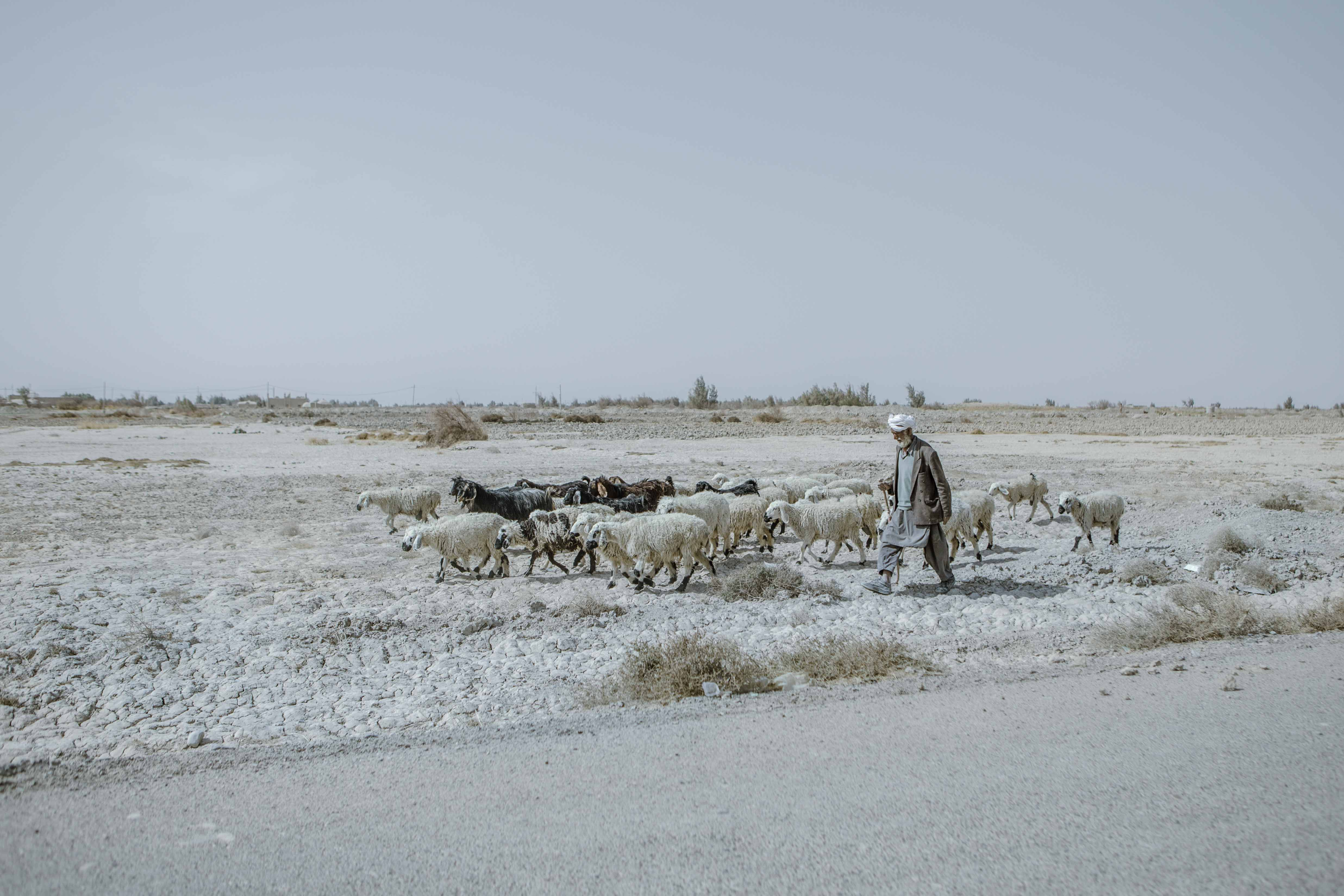
Un troupeau en période de sécheresse en Sistan-et-Baloutchistan (Iran) en 2018.

Au Moyen-Orient, région d'origine de l'élevage ovin, celui-ci a d'abord été pratiqué par des communautés sédentaires : seuls un nombre limité de bergers pratiquait la transhumance annuelle du petit bétail, moutons et chèvres, entre les hauts plateaux et les basses terres, la plus grande partie de la famille, avec ses réserves de grain et son outillage, restant sédentaire sur les terres de culture. Dans l'Iran antique, ces bergers sont désignés sous le nom de « kurdes », terme qui semble avoir désigné une classe sociale avant de correspondre à un groupe ethnique et à une langue ; cette différenciation ne devient nette qu'après la conquête musulmane de la Perse (VIIe – VIIIe siècles). Au cours du Moyen Âge islamique, ces communautés sédentaires sont soumises à une pression croissante des Oghouzes, nomades turciques venus de la steppe eurasiatique, ce qui amène une diffusion croissante du mode de vie nomade. 
En 1966, on recense en Iran 43 millions de têtes de petit bétail, principalement des moutons, dont 18 millions appartiennent aux tribus nomades ; ils constituent la principale source de viande, laine et peaux, y compris pour l'exportation (tapis persans), et leur lait fournit le fromage et le yaourt. Les moutons à queue grasse comme le karakul sont les plus appréciés pour leur chair et leur toison ; on rencontre aussi le Makou en Azerbaïdjan occidental et le Baloutchi dans l'est de l'Iran. Leur poids, et donc leur valeur marchande, peut varier considérablement selon la saison et les étapes de la transhumance.
En Afghanistan et Ouzbékistan, le mouton karakul, qui peut survivre à des températures extrêmes et s'abreuver d'eau saumâtre, est élevé pour sa viande mais surtout pour la très fine toison de l'agneau nouveau-né qui donne une fourrure appréciée, l'astrakan. La laine de l'animal jeune ou adulte sert à tisser les tapis de Boukhara.

#### Chine

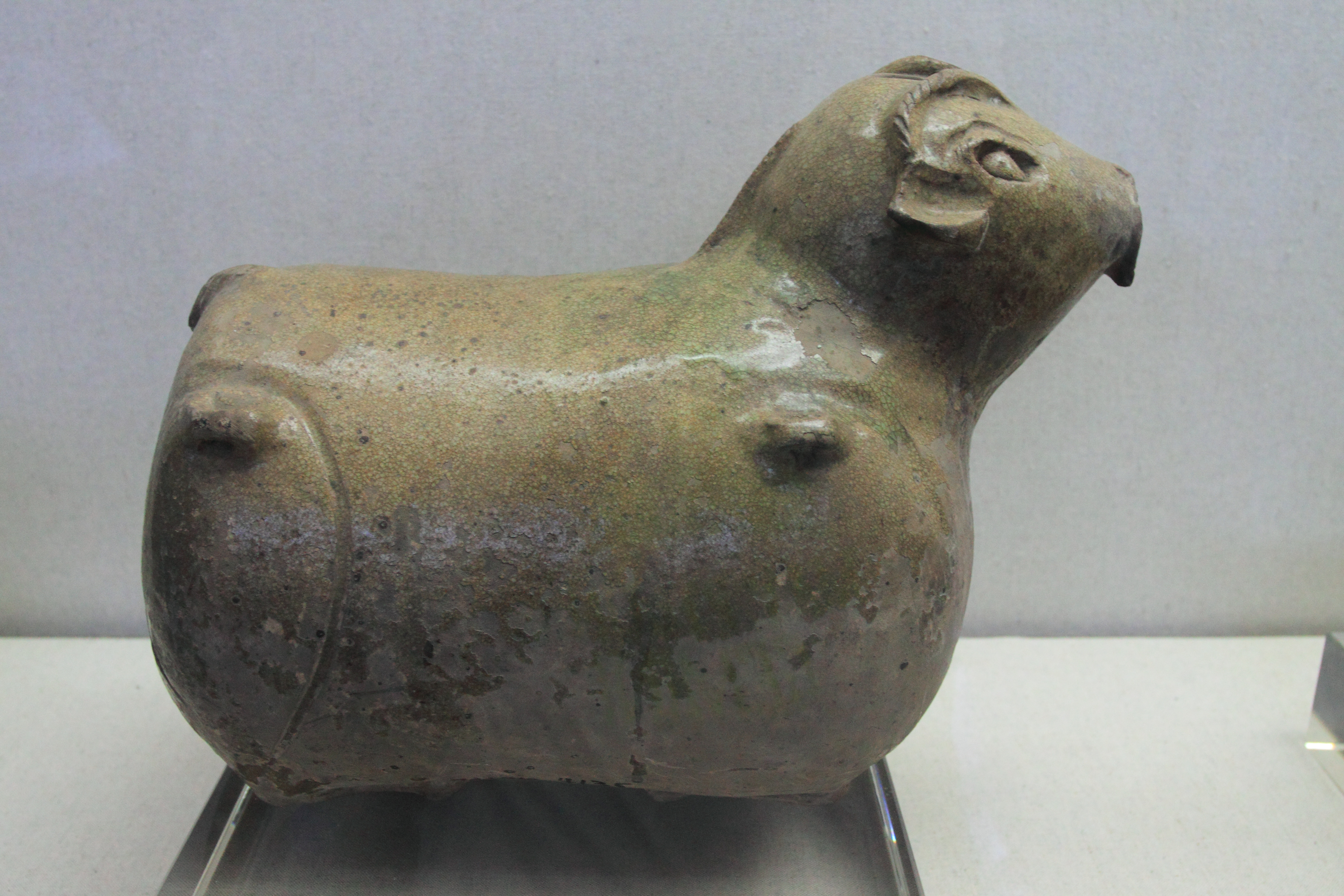
Sculpture de bélier, Jiangxi, période Shang, v. 1570-1045 av. J.-C.

En Chine, l'élevage ovin apparaît pendant le Néolithique : les plus anciens restes de moutons ont été trouvés à Taosi dans le Shanxi (vers 2500-1900 av. J.-C., âge calibré) et suggèrent déjà l'exploitation de la laine. Dans le Xinjiang, où les vestiges sont mieux conservés par le climat sec, l'élevage nomade pour le lait et la laine tient une place importante dans l'économie à partir du IIe millénaire av. J.-C. Le mouton, comme le bœuf et le cheval, est dédié comme animal de sacrifice à partir de l'Âge du Bronze : les plus anciennes traces viennent du site de Yanshi dans le Henan (vers 1600-1300 av. J.-C.). 
Sous les dynasties Ming et Qing, à la saison où le pâturage était maigre, les riches propriétaires achetaient à bas prix les moutons des familles appauvries, les mettaient à l'enclos et les nourrissaient de sous-produits de leurs champs pour les engraisser et les revendre avec profit : cette pratique s'appelait « clôturer le mouton ». 
Dans les années 1990-2000, la forte croissance de l'économie chinoise et l'évolution du goût des consommateurs entraînent une demande accrue de viande de mouton, en partie satisfaite par l'importation, principalement d'Australie. La production en Chine est pilotée par des grandes entreprises modernes à concentration verticale, les « têtes de dragon », qui se substituent aux anciennes agences étatiques, à côté d'une multitude de petites exploitations familiales et de nombreuses entreprises moyennes plus ou moins spécialisées. La clientèle populaire achète souvent la viande sur les marchés forains tandis que les classes aisées s'adressent de plus en plus à des supermarchés à l'occidentale.

#### Inde

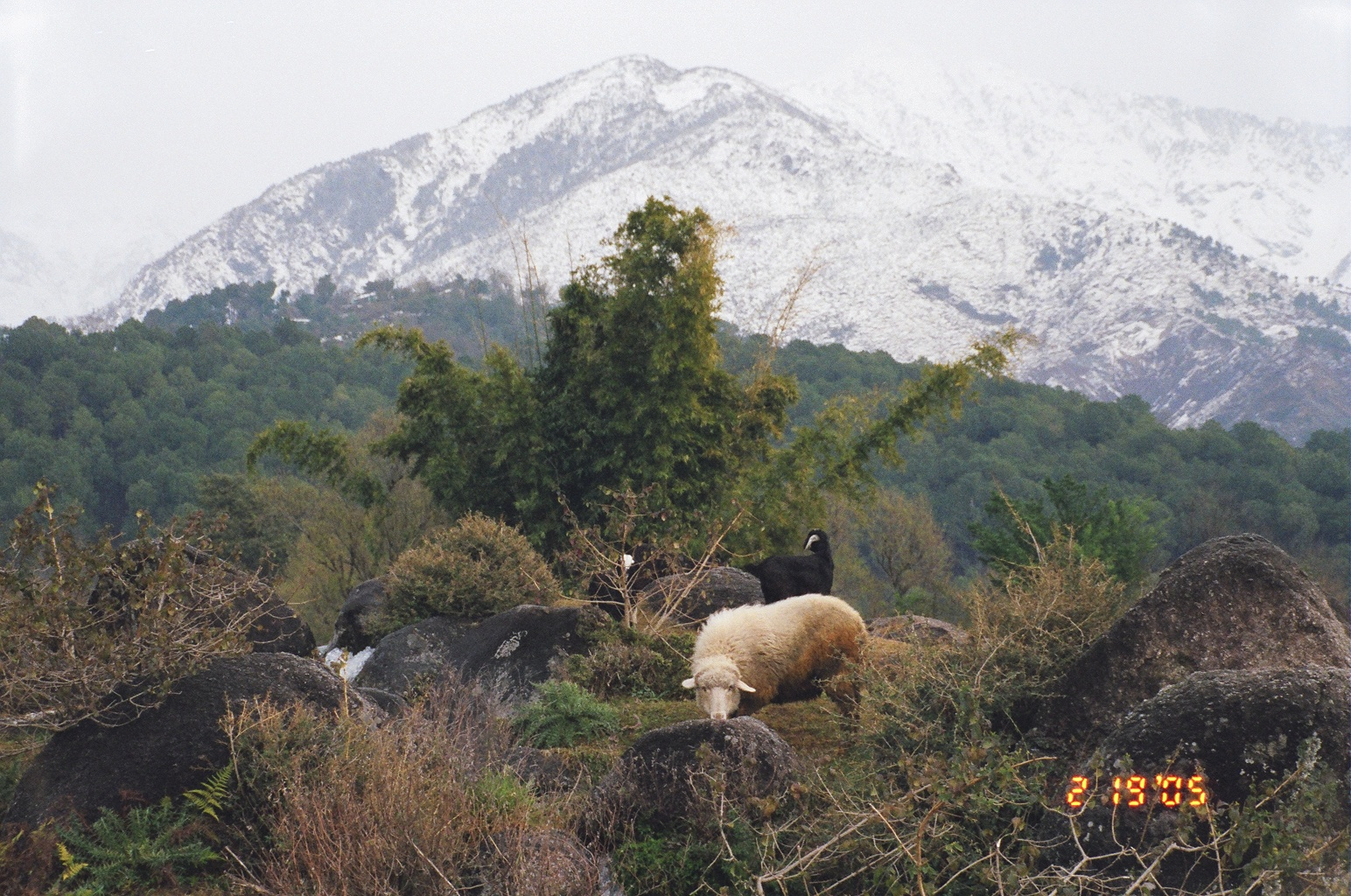
Élevage de moutons dans les montagnes de l'Himachal Pradesh en 2008.

En Inde, l'élevage du mouton est souvent pratiqué par des castes et communautés semi-nomades dans des conditions qui varient beaucoup selon les traditions et conditions naturelles, le plus souvent dans des zones arides, semi-arides ou sujettes à la sécheresse : les troupeaux de l'Himalaya (races Changthang, Gurez, Karnal, Bhakarwal, Biangi Bhagarwal, Gaddi, etc.) donnent une laine fine, ceux du désert de l'ouest (races Marwari, Jaisalmeri, Pugal, Nali et Kutchi) une laine rude qui sert à faire des tapis, tandis que ceux du sud du Dekkan (races Ganjam, Bellary, Hassan, Mandya, Bannur, Mecheri, Kilakarsal, Vembur, Coimbatore, Nilgiri, Ramnad White, Madras Red, Tiruchi Black) ne donnent pratiquement pas de laine et sont élevés seulement pour la viande et le fumier. En 2000, le pays comptait entre 42 et 59 millions de moutons. L'élevage bien géré peut contribuer à fertiliser les sols mais la répartition des ressources en eau pose de nombreux problèmes.

#### Japon
Au Japon, le mouton était inconnu jusqu'à une époque récente, de sorte que les images symboliques de mouton, empruntées au calendrier chinois, manquent totalement de réalisme. C'est seulement pendant la période d'expansion militaire du début du XXe siècle que l'Empire japonais se préoccupe de développer l'élevage de moutons, pour la laine, au Japon et dans ses colonies de Corée et Mandchourie. En 2018, il ne reste plus que 200 éleveurs et 11 529 têtes à Hokkaido, de sorte que le pays doit importer la plus grande partie de sa consommation.

### Europe

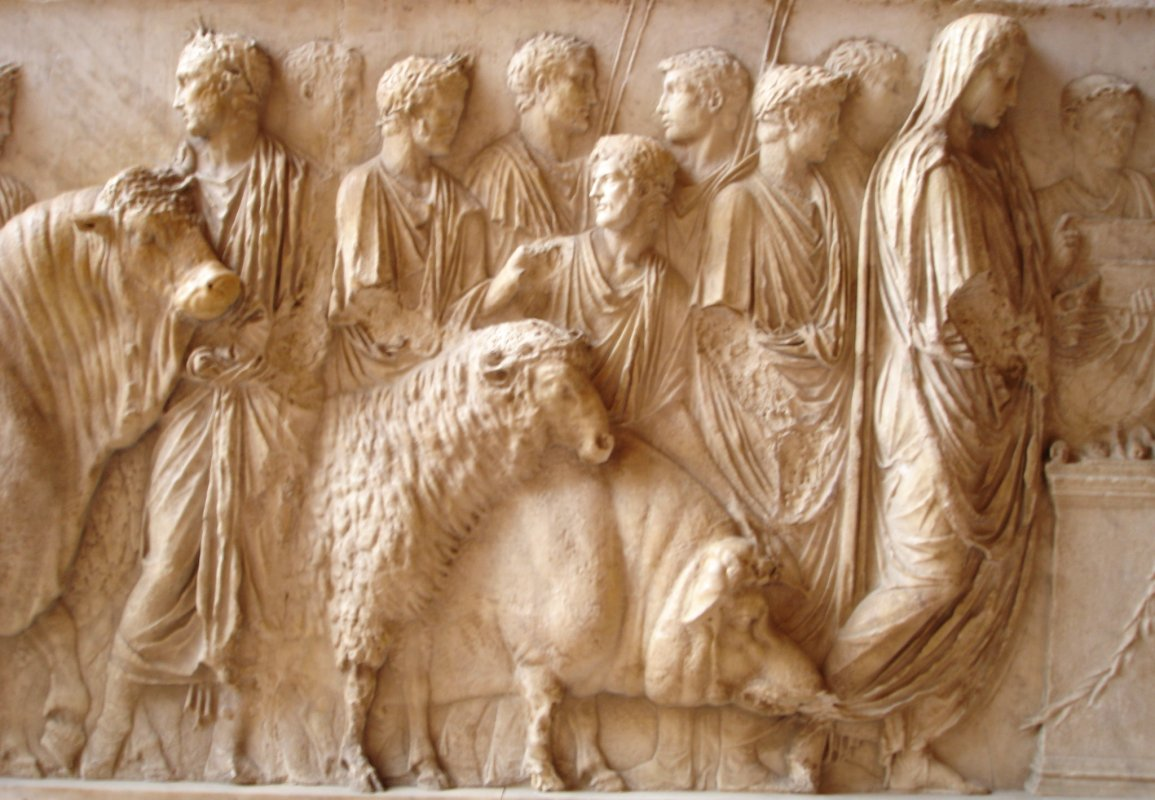
Un taureau, un mouton et un cochon conduits au sacrifice à Rome au Ier siècle apr. J.-C.

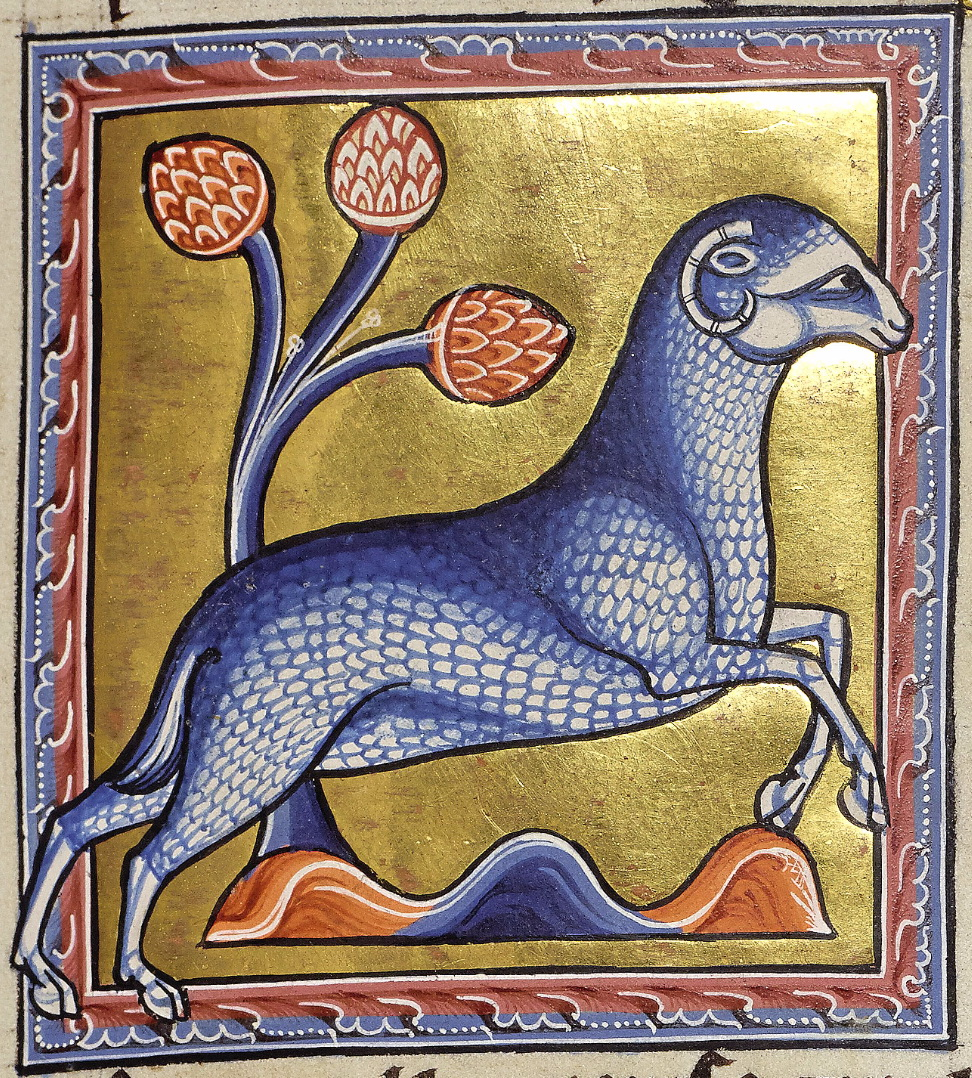
Représentation d'un bélier du bestiaire d'Aberdeen, enluminure du XIIe siècle.

À partir de l'Asie du sud-ouest, l'élevage du mouton va se propager rapidement vers l'Europe. Pratiquement depuis sa création, la civilisation grecque antique avait fait du mouton son principal animal d'élevage et on dit que les animaux recevaient un nom propre. Les moutons scandinaves d'un type très proche de ceux d'aujourd'hui, avec une queue courte et une toison multicolore, sont apparus aussi dès le début de cette propagation. Plus tard, les Romains vont élever les moutons sur une large échelle et l'Empire a été un agent important dans la propagation de l'élevage du mouton sur l'ensemble du continent. Pline l'Ancien, dans son encyclopédie l'Histoire naturelle, parle longuement de mouton et de la laine. Déclarant « Merci beaucoup, aussi, d'avoir reçu les moutons, à la fois pour apaiser les dieux, et pour nous donner leur toison. », il poursuit en décrivant en détail les anciennes races de moutons et leurs nombreuses couleurs, la longueur et la qualité de leur laine. Les Romains ont également été les premiers à couvrir leurs moutons, en leur enfilant un manteau (aujourd'hui généralement en nylon) pour améliorer la propreté et la brillance de leur laine.
Pendant la domination romaine en Grande-Bretagne, une grande usine de transformation de la laine a été créée à Winchester, en Angleterre, vers 50. En l'an 1000, l'Angleterre et l'Espagne étaient les épicentres de la production ovine dans le monde occidental,. Comme les premiers éleveurs de moutons mérinos, qui ont historiquement dominé le commerce de la laine, étaient espagnols, l'Espagne s'est considérablement enrichie. L'argent rapporté par la laine a servi en grande partie à financer la politique des dirigeants espagnols et, par conséquent, les voyages vers le Nouveau Monde par les conquistadores. La puissante Mesta (son titre complet est Honrado Concejo de la Mesta, l'honorable Conseil de la Mesta) était une corporation de propriétaires de moutons formée essentiellement de riches marchands espagnols, du clergé catholique et de la noblesse qui contrôlaient les troupeaux de moutons mérinos Au XVIIe siècle, la Mesta représentait plus de deux millions de têtes de moutons mérinos.

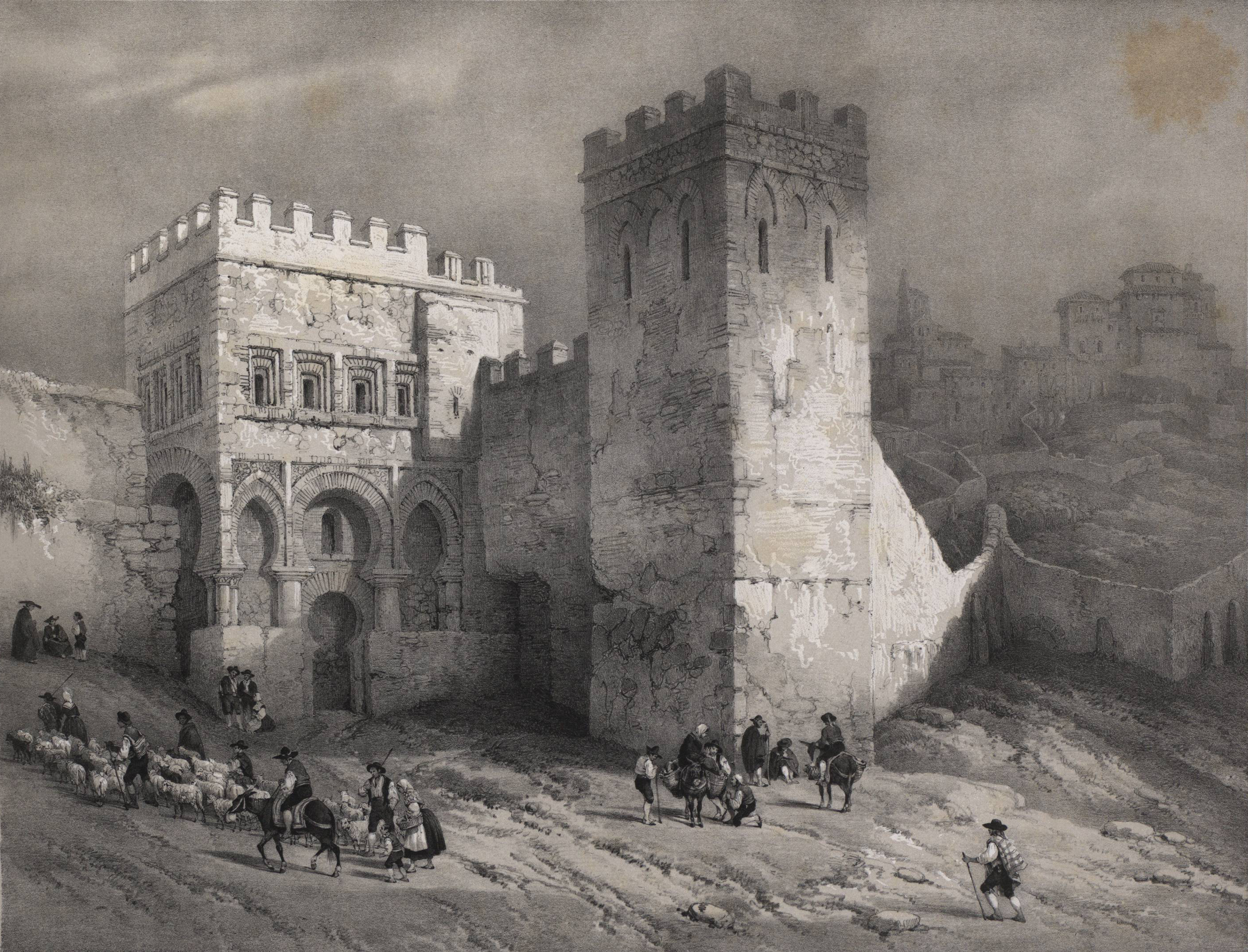
Troupeau de moutons en Espagne, gravure de Genaro Pérez de Villa-Amil, 1844.

Les troupeaux de la Mesta faisaient une transhumance saisonnière à travers l'Espagne. Au printemps, ils quittaient les pâturages d'hiver (invernaderos), en Estrémadure et en Andalousie pour aller paître sur les pâturages d'été (agostaderos) en Castille, avant de revenir à nouveau en automne. Les dirigeants espagnols désireux d'accroître leurs revenus accordaient des droits importants à la Mesta, souvent au détriment des paysans locaux. Les énormes troupeaux de mérinos avaient un droit de passage sur les routes de la transhumance (Cañadas). Villes et villages étaient obligés par la loi de laisser paître les troupeaux sur leurs terres et la Mesta avait sa propre police qui pouvait convoquer des personnes en infraction devant ses propres tribunaux. L'exportation de mérinos sans autorisation royale était également une infraction punissable, ce qui assura un quasi-monopole sur la race à l'Espagne jusqu'à l'invasion de l'Espagne par Napoléon Ier au début du XIXe siècle. Auparavant, en 1786, Louis XVI avait pu obtenir par un accord secret, un troupeau de mérinos de son cousin le roi d'Espagne qui a constitué la base pour la race de moutons mérinos de Rambouillet (ou mérinos français). Après la fin de l'interdiction d'exporter, les moutons mérinos furent exportés dans le monde entier et l'élevage espagnol revint vers des races de mouton à laine grossière, telles que la Churra, et perdit sa place sur le marché mondial de la laine.

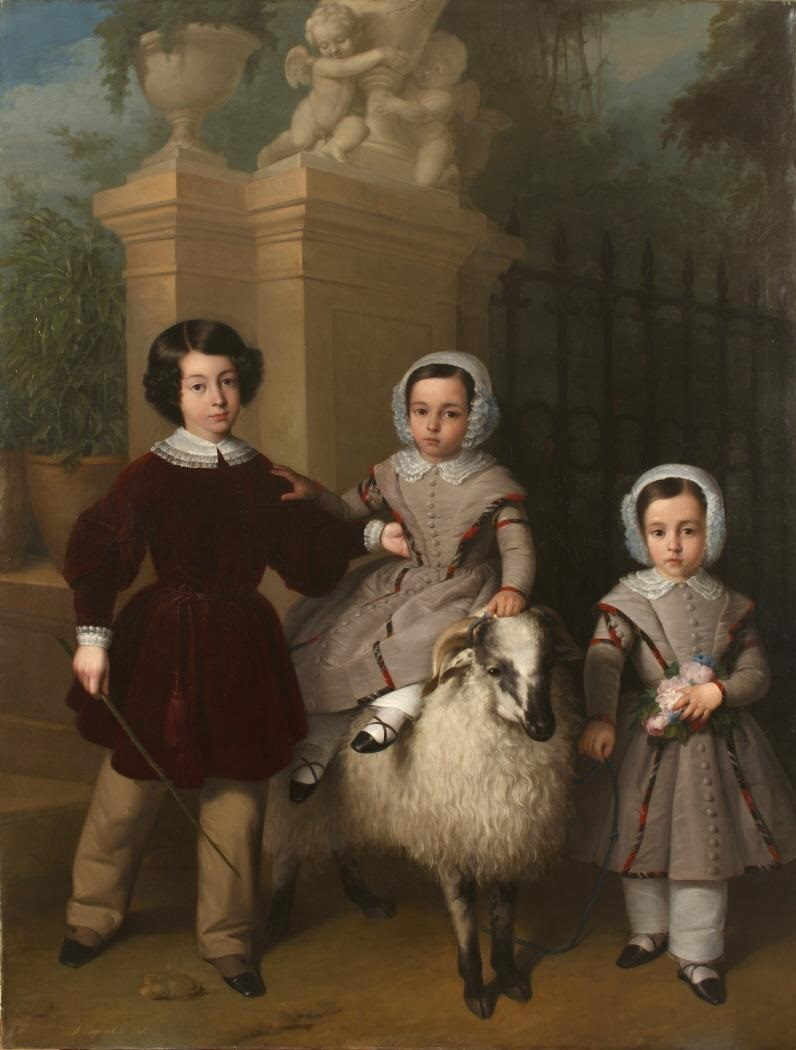
Le mouton comme animal de compagnie, toile d'Antonio María Esquivel, 1843.

L'industrie du mouton en Espagne était basée sur une gestion migratoire des troupeaux, avec de grands troupeaux de mérinos se déplaçant sur l'ensemble du territoire. En comparaison, le modèle utilisé pour l'élevage des ovins en Angleterre est tout à fait différent, mais les moutons avaient une importance similaire pour l'économie de l'Empire britannique. Jusqu'au début du XXe siècle, la vente de laine et de moutons à l'extérieur du pays était une infraction punissable et aujourd'hui, symboliquement, le président de la Chambre des lords est toujours assis sur un coussin en laine connu sous le nom de Woolsack. La forte concentration et le caractère sédentaire des éleveurs au Royaume-Uni a permis de sélectionner des races de moutons spécialement adaptées à un usage particulier et à la région où ils vivaient, donnant ainsi naissance à une exceptionnelle variété des races par rapport à la petite taille du pays. Cette grande variété des races a également produit une grande variété de produits permettant ainsi de rivaliser avec la laine superfine du mouton mérinos espagnol. Au moment du règne d'Élisabeth Ire, le commerce de moutons et de la laine était la principale source de recettes fiscales de la Couronne d'Angleterre et le développement et la propagation de l'élevage du mouton a joué un grand rôle dans l'économie du pays,.
Un événement important, non seulement dans l'histoire de l'espèce ovine domestique, mais de tous les animaux, est l'œuvre de Robert Bakewell dans la seconde moitié du XVIIIe siècle. Avant lui, l'amélioration des races était souvent basée sur le hasard, sans démarche scientifique pour la sélection des reproducteurs. Bakewell a établi les principes de la reproduction sélective, surtout l'élevage sélectif en ligne pour les moutons, les chevaux et les bovins. Son travail a influencé par la suite Gregor Mendel et Charles Darwin,. Sa contribution la plus importante sur les moutons a été le développement de la race Leicester Longwool, une race à maturation rapide et de conformation trapue qui a été à la base de nombreuses races modernes. Aujourd'hui, l'importance de l'industrie du mouton au Royaume-Uni a diminué de manière significative

### Amériques

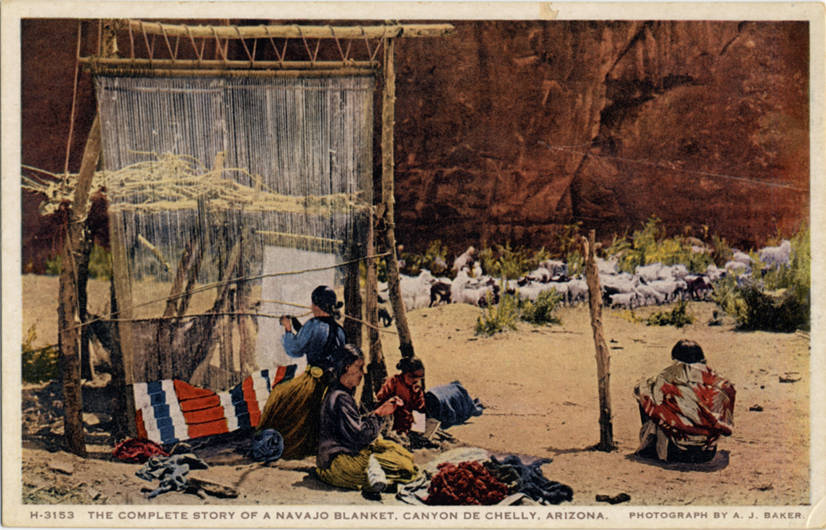
Troupeau et tissage d'une couverture de laine chez les Navajos, v. 1910-1919.

Aucune des espèces ovines originaire d'Amérique n'a jamais été domestiquée, bien qu'elles soient plus proches génétiquement du mouton domestique que de nombreuses espèces ovines d'Asie et d'Europe. La première race de mouton arrivée en Amérique du Nord est probablement la race Churra arrivée avec Christophe Colomb lors de son deuxième voyage en 1493,. Le deuxième lot de moutons arriva avec Hernán Cortés en 1519 au Mexique. Il ne semble pas y avoir eu de commerce de laine ou d'animaux entre les populations locales, mais les troupeaux vont se propager dans tout ce qui est maintenant le Mexique et le sud-ouest des États-Unis avec les colons espagnols. La race Churra a également été introduite dans la tribu amérindienne Navajo et est devenue une partie essentielle de leurs moyens de subsistance et de leur culture. L'actuelle race Navajo-Churro est le résultat de ce patrimoine.

#### Amérique du Nord

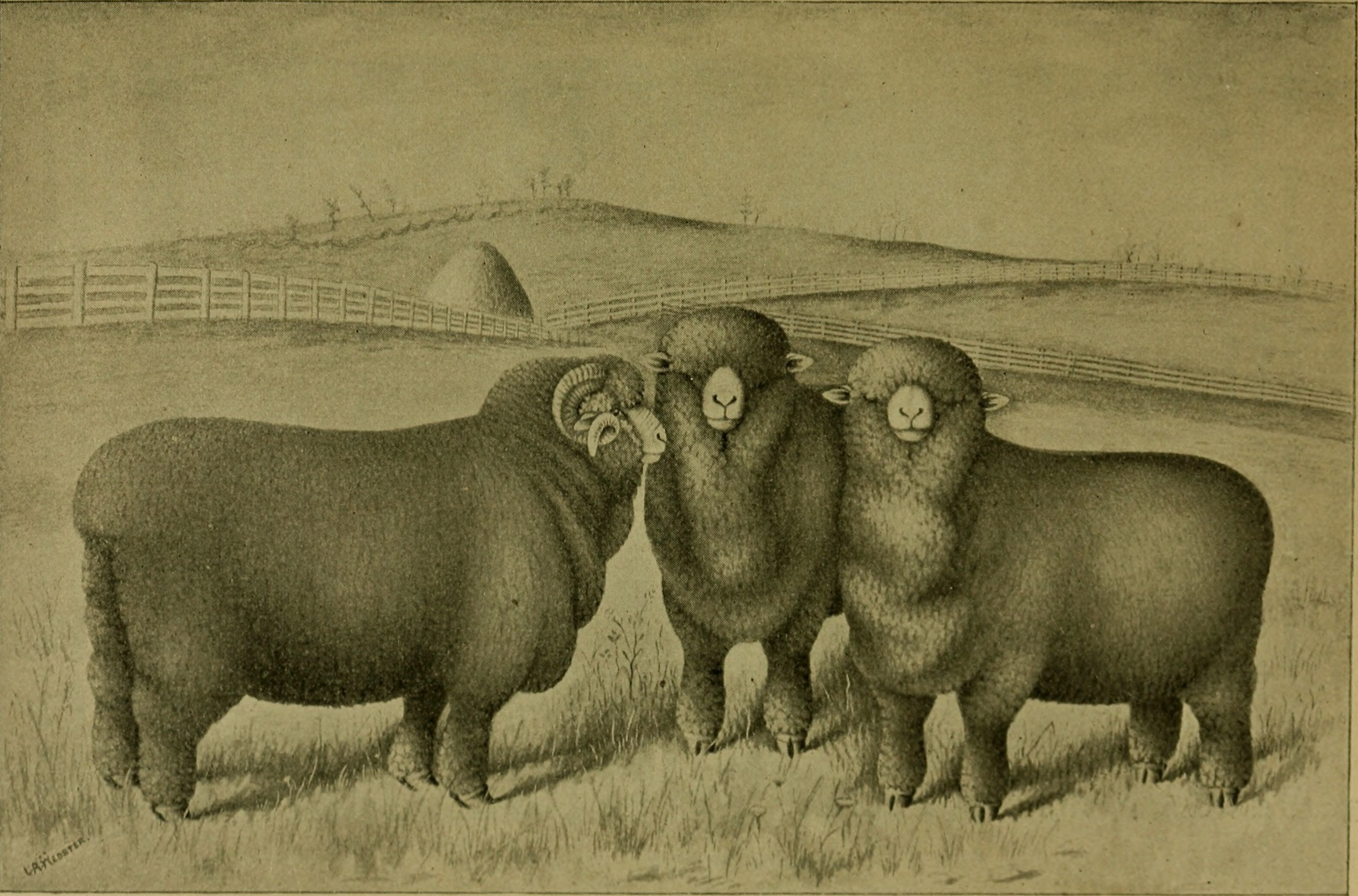
Gravure du traité The domestic sheep - its culture and general management, par Henry Stewart, Chicago, 1900.

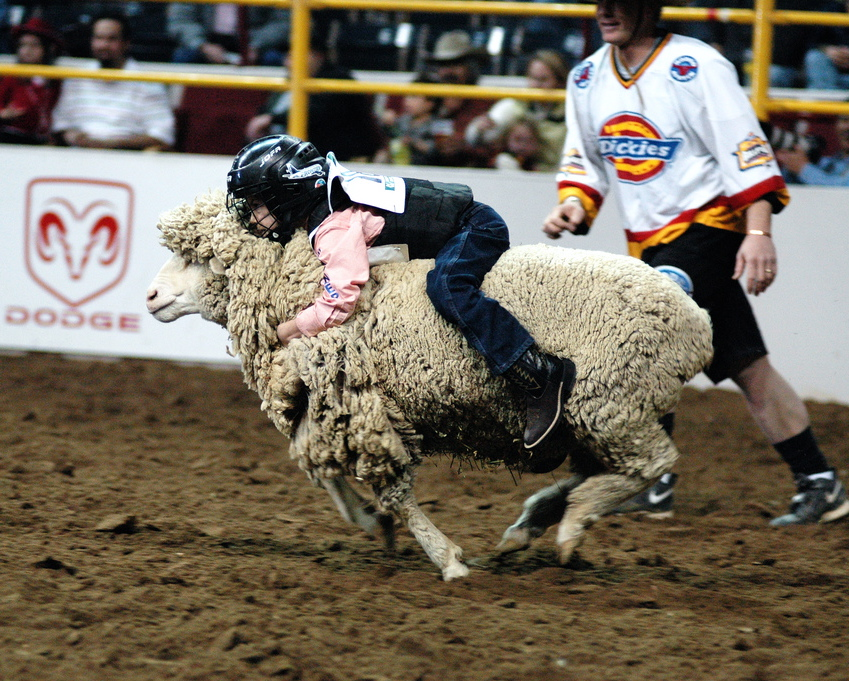
Un enfant participe à un rodéo sur le dos d'un mouton

Le transport suivant de moutons vers l'Amérique du Nord n'aura lieu qu'en 1607, avec le voyage du Susan Conant en Virginie. Toutefois, les moutons qui sont arrivés au cours de cette année-là ont tous été abattus à cause de la famine et aucun troupeau permanent ne put s'installer dans la colonie pendant deux ans, jusqu'en 1609, lorsque les moutons furent introduits à Jamestown (Virginie). En 1611, les colons avaient porté leur cheptel à 400 têtes. En 1640, il y avait environ 100 000 moutons dans les 13 colonies et, en 1662, on construisit une usine de laine à Watertown, au Massachusetts,. Pendant les périodes de troubles politiques et de guerre civile en Grande-Bretagne dans les années 1640-1650, le commerce maritime a été perturbé et les colons ont jugé urgent de démarrer leur propre production de laine pour leurs vêtements. De nombreuses îles au large de la côte ont été débarrassées de leurs prédateurs pour y mettre les moutons en sécurité : Nantucket, Long Island, Martha's Vineyard et les petites îles à Boston Harbor en ont été les principaux exemples. Il reste quelques rares races de moutons américains, comme le Hog Island qui sont le résultat de ces troupeaux insulaires. La mise en liberté (féralisation) de moutons et de chèvres dans les îles était une pratique courante de la colonisation au cours de cette période. Dès le début, le gouvernement britannique va interdire l'exportation de moutons ou de laine vers l'Amérique pour empêcher toute tentative de concurrence avec les îles Britanniques. C'est une des nombreuses mesures commerciales restrictives qui ont précipité la révolution américaine, car l'industrie du mouton a continué d'augmenter en dépit des interdictions.
Peu à peu, à partir des années 1800, la production ovine va migrer vers l'ouest des États-Unis. Aujourd'hui, la grande majorité des troupeaux vit dans la partie occidentale du pays. Au cours de cette migration vers l'ouest, la concurrence entre les éleveurs d'ovins et de bovidés va devenir plus vive, pouvant s'achever parfois en guerres rangées. En dehors de la simple concurrence pour les pâturages et les droits sur l'eau, les éleveurs de bovidés pensaient que les sécrétions des glandes des pieds des moutons rendaient impropres les terrains aux bovidés,. Lorsque la production ovine fut bien installée sur l'ouest des États-Unis, elle s'adapta à d'autres coutumes de l'ouest américain comme le rodéo. Dans l'Amérique d'aujourd'hui, un événement traditionnel amusant est les rodéos de mouton dans lesquels les enfants concourent pour voir qui peut rester le plus longtemps sur le dos d'un mouton avant de tomber. Une autre conséquence du mouvement vers l'ouest des troupeaux de moutons en Amérique du Nord a été le déclin des espèces sauvages comme le mouflon canadien (Ovis canadensis). La plupart des maladies de l'espèce ovine domestique sont transmissibles aux ovins sauvages, et ces maladies, ainsi que le surpâturage et la perte de leur habitat, ont été cités comme les principaux facteurs de la chute du nombre de mouflons américains. La production ovine a atteint un sommet en Amérique du Nord au cours des années 1940-1950 avec 55 millions de têtes. Depuis, et encore aujourd'hui, le nombre de moutons ne cesse de diminuer avec la baisse du prix de la laine et la diminution de la consommation de viande ovine.

#### Amérique centrale et du Sud

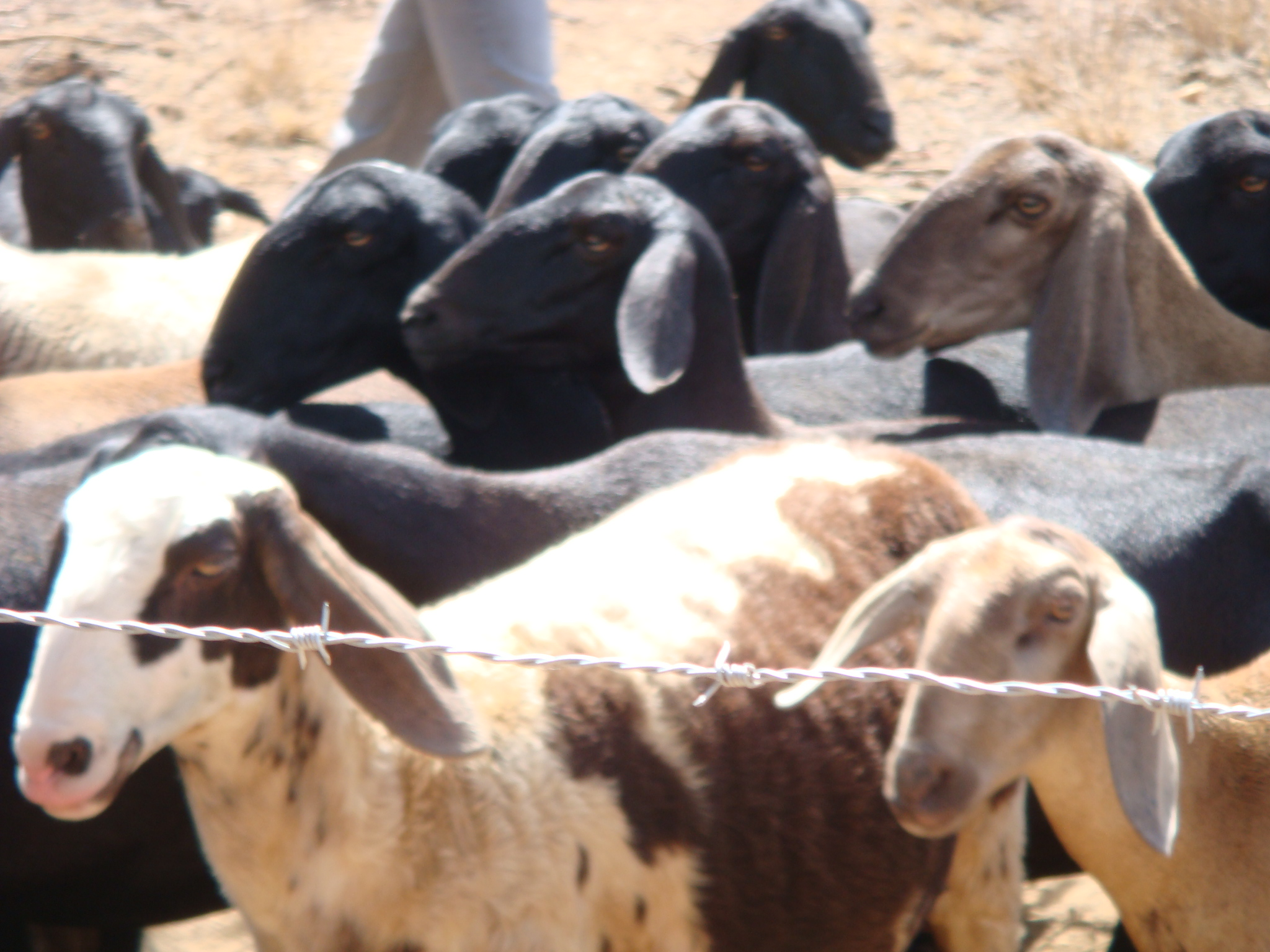
Moutons Berganes au Brésil en mai 2012.

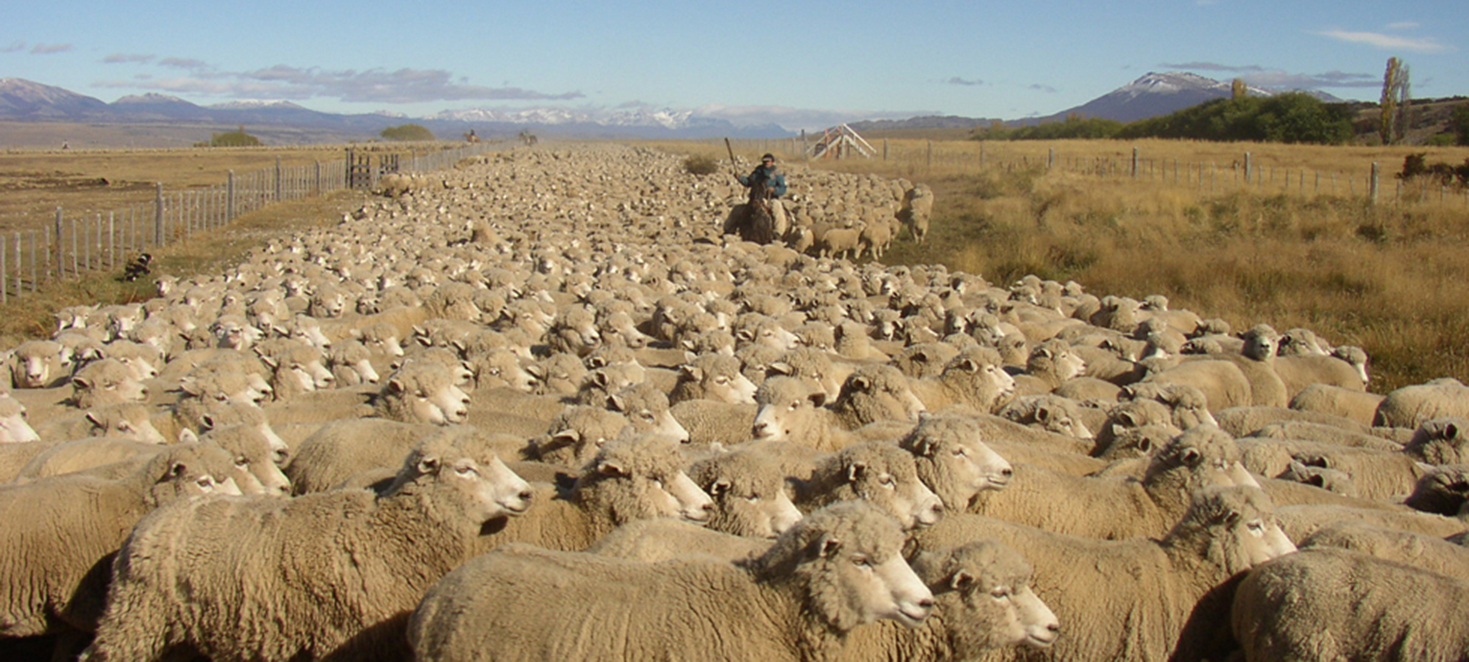
Moutons en Patagonie, Argentine.

Les races à poil ras des Caraïbes et du Nord-Est du Brésil sont proches de celles de l'Afrique intertropicale, principalement celles du Cameroun à l'Angola : elles en diffèrent principalement par l'absence de cornes. 
En Amérique du Sud et en particulier en Patagonie, l'élevage du mouton est une industrie encore active. L'élevage du mouton a été largement favorisé sur cette partie du continent américain par l'immigration espagnole et britannique, populations dont les pays d'origine avaient une importante industrie de l'élevage du mouton à cette époque.
L'Amérique du Sud a un assez grand nombre de moutons, mais la nation ayant le plus important cheptel ovin en 2004 (le Brésil) avait à peine plus de 15 millions de têtes, beaucoup moins que la plupart des grands pays d'élevage. Les principaux défis que doivent relever les éleveurs de moutons d'Amérique du Sud sont la baisse phénoménale du prix de la laine à la fin du XXe siècle et la destruction de l'habitat par l'exploitation forestière et le surpâturage.
La région sud-américaine la plus importante internationalement pour l'élevage du mouton est la Patagonie, qui a été la première à rebondir après la chute des prix de la laine. Avec simplement quelques rares prédateurs et pratiquement aucune concurrence pour les pâturages (le seul mammifère rival est le guanaco), la région est la mieux adaptée au monde pour élever des moutons, surtout la région du rio de la Plata dans la Pampa. L’implantation de colons éleveurs d'origine européenne à la suite de la Conquête du Désert, à partir de 1880, s'est faite aux dépens des Indiens Mapuches et Tehuelches qui nomadisaient dans cette région. La production ovine en Patagonie a culminé en 1952 à plus de 21 millions de têtes, mais est revenue à moins de dix millions aujourd'hui, pour une population humaine de moins d'un million vers 1980. La dégradation des sols causée par l'élevage a largement contribué à ce déclin bien que le mouton reste emblématique de l'identité régionale. La plupart des éleveurs se concentrent sur la production de laine de moutons Mérinos et Corriedale pour l'exportation mais la rentabilité a diminué avec la baisse du prix de la laine, tandis que l'industrie du gros bétail continue de croître.

### Australie et Nouvelle-Zélande

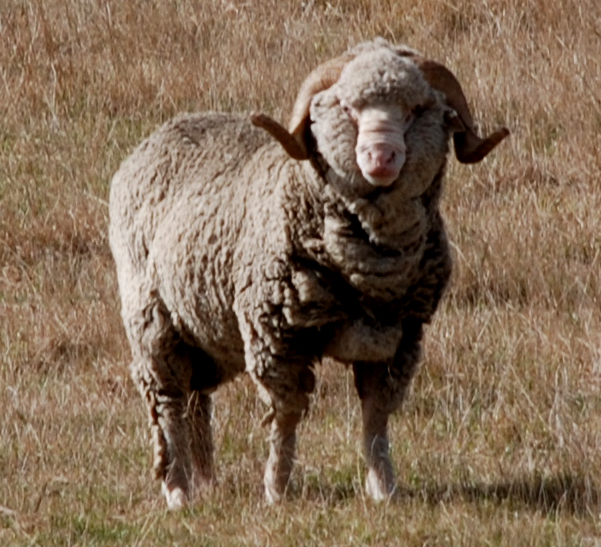
Un mérinos néo-zélandais.

L'Australie et la Nouvelle-Zélande sont des pays majeurs pour l'élevage des moutons qui demeure un emblème de l'agriculture et de l'économie de ces pays. La Nouvelle-Zélande a le plus fort rapport au monde de moutons par habitant avec 12 moutons par habitant et l'Australie est incontestablement le plus grand exportateur de moutons au monde. En 2007, la Nouvelle-Zélande a même déclaré le 15 février journée nationale de l'agneau pour célébrer l'histoire de la production ovine du pays Le premier troupeau de moutons (70 bêtes) à destination de l'Australie est arrivé du Cap de Bonne-Espérance en 1788. Les suivants furent un troupeau de 30 moutons en provenance de Calcutta puis d'Irlande en 1793. Au début, tous les ovins importés en Australie étaient utilisés exclusivement pour les besoins alimentaires des colonies pénitentiaires. Les débuts de l'industrie lainière australienne sont dus à la vision prémonitoire et aux efforts du capitaine John Macarthur. À sa demande, 16 moutons mérinos espagnols ont été importés en 1797, début de l'élevage industriel ovin. En 1801 Macarthur était à la tête de 1000 moutons et, en 1803, il a exporté 111 kg de laine en Angleterre. Aujourd'hui, Macarthur est généralement considéré comme le père de l'industrie ovine australienne.

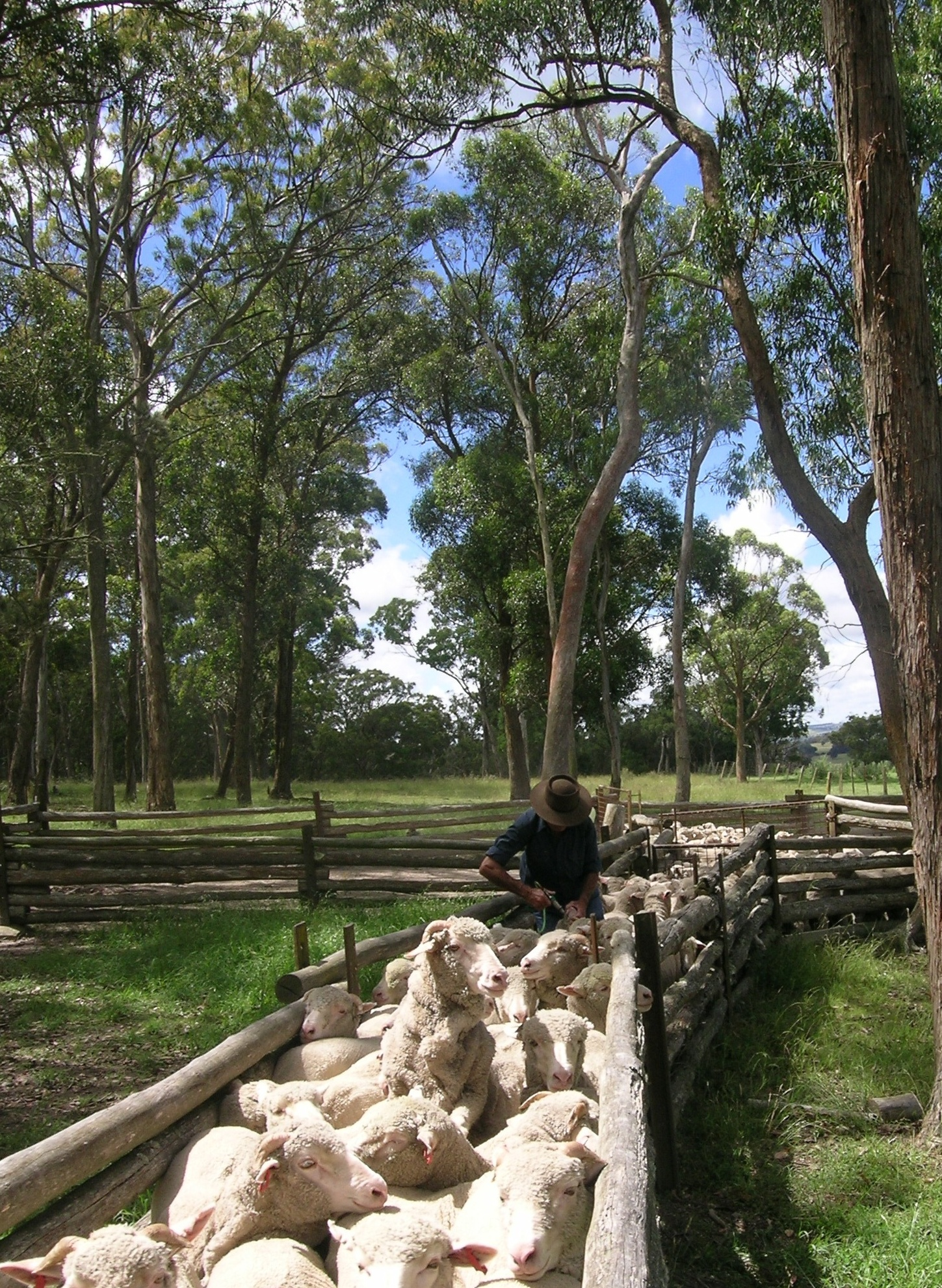
Vaccination d'un troupeau de moutons mérinos en Nouvelle-Galles du Sud.

Le développement de l'industrie du mouton en Australie a été explosif. En 1820, le continent avait 100 000 moutons, dix ans plus tard, il en avait un million. En 1840, la Nouvelle-Galles du Sud avait à elle seule 4 millions d'ovins ; dix ans plus tard le nombre était passé à 13 millions. Même si la majeure partie de la croissance dans les deux pays est due au soutien actif de la Grande-Bretagne dans son désir de se fournir en laine, les deux pays (Australie et Nouvelle-Zélande) ont travaillé indépendamment pour développer des races : Corriedale, Coolalee, Coopworth, Perendale, Polwarth, Booroola Merino, Peppin Merino, et Poll Merino sont toutes des races sélectionnées en Nouvelle-Zélande ou en Australie. La production de laine était une activité économique bien adaptée pour une colonie très éloignée de sa mère-patrie. Avant l'avènement de moyens de transports maritimes et aériens rapides, la laine était un des rares produits viables qui ne risquait pas de se gâter avant d'arriver dans les ports britanniques. L'abondance de nouvelles terres et les hivers doux de la région ont également contribué à la croissance de l'industrie du mouton en Australie et en Nouvelle-Zélande.
En Australie, les moutons ont toujours été en grande partie élevés sur de vastes terrains clôturés et étaient destinées à la production de laine superfine pour les vêtements et autres produits, ainsi qu'à la production de viande. Les troupeaux néozélandais étaient gardés comme en Angleterre, dans des exploitations clôturées sans bergers. Bien que la laine était autrefois la principale source de revenus pour les propriétaires de moutons de Nouvelle-Zélande, aujourd'hui, c'est la production de viande qui est cette source,.

#### Bien-être des animaux
L'élevage de moutons australiens est le seul à recevoir des critiques véhémentes internationales pour ses pratiques. Les élevages de moutons en Australie sont cités dans Animal Liberation, le livre du mouvement des droits des animaux, comme principale preuve de la nécessité de supprimer l'élevage de moutons de l'agriculture animale. La pratique du mulesing, dans laquelle la peau du périnée de l'animal est retirée sans anesthésie pour prévenir les cas de myase, a été largement condamnée comme inutile et douloureuse. En réponse, un programme d'élimination progressive du mulesing est en cours d'exécution, la Nouvelle-Zélande a déjà supprimé le procédé.
La plupart de la viande ovine exportée par l'Australie consiste soit en des carcasses congelées vendues au Royaume-Uni soit en des animaux vivants vendus au Moyen-Orient. Transportés dans d'anciens bateaux pétroliers reconvertis en transporteurs de bétail dans des conditions déplorables pour les critiques, les moutons sont transportés vivants comme souhaité par les nations du Moyen-Orient, afin de répondre aux exigences de l'abattage rituel halal. Les opposants à l'exportation d'animaux vivants disent que les ovins exportés vers ces pays hors des lois australiennes sur la cruauté envers des animaux sont traités avec une brutalité horrible alors que des installations halal existent en Australie, pour rendre l'exportation d'animaux vivants inutile. Quelques célébrités et entreprises se sont engagées à boycotter tous les produits ovins australiens en signe de protestation,.

## Importance économique
| Pays             | 2000        | 2010        | 2020        |
| ---------------- | ----------- | ----------- | ----------- |
| Chine            | 131 095 105 | 145 352 018 | 173 095 534 |
| Australie        | 118 552 000 | 68 085 496  | 63 529 366  |
| Inde             | 59 447 000  | 67 744 000  | 68 099 762  |
| Iran             | 53 900 100  | 47 591 000  | 46 587 010  |
| Nigeria          | 26 000 000  | 35 519 760  | 47 743 807  |
| Royaume-Uni      | 42 264 000  | 31 084 000  | 32 697 000  |
| Nouvelle-Zélande | 42 260 000  | 32 562 612  | 26 028 935  |
| Soudan           | 46 095 000  | 52 079 000  |             |
| Turquie          | 30 256 000  | 21 794 508  | 42 126 781  |
| Pakistan         | 24 084 000  | 27 757 000  | 31 225 000  |

Les moutons participent de façon importante à l'économie agricole mondiale. Cependant, ils sont maintenant largement concurrencés par d'autres espèces de bétail, en particulier le porc, le poulet et les bovins. La Chine, l'Australie, l'Inde et l'Iran ont les plus importants troupeaux de moutons, utilisés à la fois pour la consommation locale et l'exportation de laine et de viande. D'autres pays, comme la Nouvelle-Zélande, ont de plus petits troupeaux, mais ils ont un grand impact économique international en raison du volume de leurs exportations. Les moutons jouent aussi un rôle majeur dans de nombreuses économies locales, dans des marchés très particuliers basés par exemple sur l'agriculture biologique, les produits durables et chez les partisans d'une économie locale,. Dans les pays en voie de développement, en particulier, les troupeaux peuvent faire partie de l'agriculture de subsistance plutôt que d'une agriculture commerciale. Les moutons eux-mêmes peuvent être une monnaie d'échange dans une économie de troc.
Certains agriculteurs qui élèvent des moutons vivent aussi du commerce des moutons vivants. Fournir des agneaux pour les jeunes lors de programmes comme les 4-H ou participer à des concours agricoles est souvent un moyen rentable pour vendre des moutons. Des agriculteurs peuvent également choisir de se consacrer à une race spécifique de moutons afin de vendre des animaux de race pure ou d'en louer les béliers reproducteurs. Une nouvelle méthode pour gagner de l'argent avec des moutons vivants est la location des troupeaux pour le pâturage, afin de fournir des services de tontes qui sont utilisés pour contrôler la végétation indésirable dans les espaces publics et réduire ainsi le risque d'incendie.
Malgré la baisse de la demande et du prix des moutons sur de nombreux marchés, l'élevage des moutons présente plus d'avantages économiques que celui d'autres animaux d'élevage. Il ne nécessite pas d'abris coûteux comme ceux demandés pour l'élevage intensif de poulets ou de porcs. Les moutons utilisent de façon efficace les terres sur lesquelles ils vivent, six environ peuvent vivre sur une surface qui serait juste suffisante pour une vache ou un cheval,. Les moutons peuvent aussi consommer des plantes, telles que des mauvaises herbes, que la plupart des autres animaux ne touchent pas et produisent plus de jeunes à un rythme plus rapide que nombre d'autres espèces animales. L'élevage des moutons est particulièrement intéressant pour les producteurs indépendants, les fermes familiales dont les moyens d'investissements sont limités car l'élevage du mouton est un des rares élevages que l'agriculture n'a pas encore intégré verticalement dans l'agro-industrie.
Par leur capacité à trouver leur nourriture sur de vastes étendues, à valoriser le fourrage grossier et leur capacité d'adaptation aux conditions climatiques extrêmes les petits ruminants, et particulièrement les moutons, sont particulièrement efficaces pour valoriser les terres agricoles les plus pauvres (causses, zones arides) ou difficilement mécanisables (montagnes). Cette activité, le pastoralisme, est aujourd'hui redécouverte dans les pays développés sous le nom d'écopastoralisme.
En France, en 2000, l'élevage des moutons a fourni 141 000 tonnes de viande, 235,6 millions de litres de lait qui ont permis de fabriquer 46 700 tonnes de fromages et 12 000 tonnes de laine.

## Produits de consommation
Les moutons fournissent une vaste gamme de produits de bases : matières premières ou produits agricoles vivriers.

### Laine

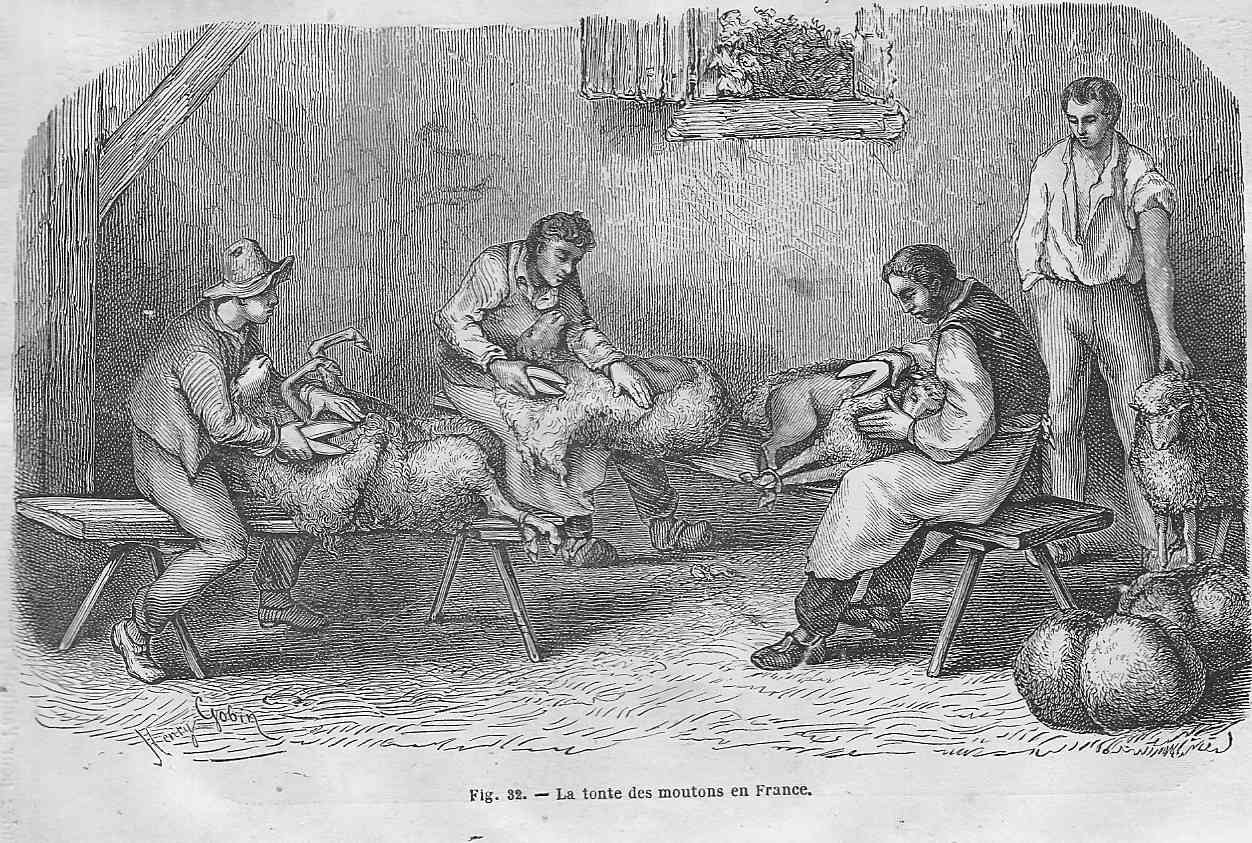
Tonte de moutons en France, L. Moll et Eug. Gayot, Encyclopédie pratique de l'agriculture, 1877.

La laine est tondue au printemps, lavée, cardée puis filée et tissée ou bien feutrée. La laine a été un des premiers textiles largement répandus. Depuis la fin du XXe siècle, son prix a baissé de façon spectaculaire à la suite de la popularisation et des prix bon marché des fils synthétiques. Pour de nombreux bergers, le coût de la tonte est plus élevé que le prix de vente de la toison, ce qui rend le commerce de la laine pratiquement impossible sans subventions. Les toisons sont utilisées comme matériau pour d'autres produits tels que la laine d'isolation.

### Viande

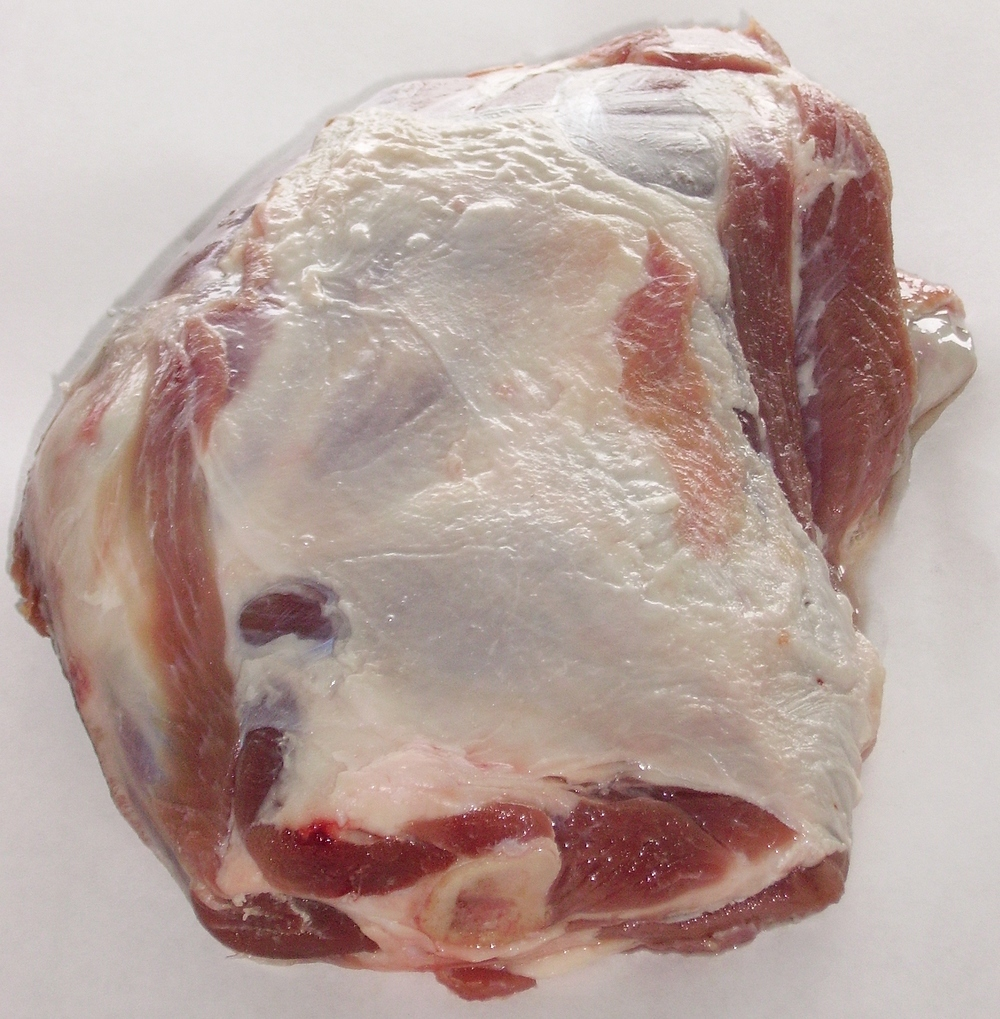
Épaule d'agneau

Au XXIe siècle, la vente de la viande est la partie la plus rentable dans l'industrie du mouton, même si on consomme beaucoup moins de viande ovine que de poulet, de porc ou de bœuf. La viande de mouton et le lait de brebis ont été une des premières sources de protéines consommées par les humains après le passage de la chasse et de la cueillette à l'agriculture. Le mot viande de « mouton » est employé pour la viande de mouton âgé d'au moins deux ans, le mot « agneau » est utilisé pour les moutons immatures de moins d'un an et généralement beaucoup plus jeunes, et le mot agnelle pour des brebis de moins d'un an mais ayant agnelé au moins une fois.
À l'heure actuelle, les pays ayant la plus forte consommation de viande ovine sont les États du Golfe Persique, la Nouvelle-Zélande, l'Australie, la Grèce, l'Uruguay, le Royaume-Uni et l'Irlande. Ces pays consomment de 3 à 18 kg de viande ovine par habitant et par an,. La viande de mouton est également populaire en France, en Afrique (en particulier au Maghreb), dans les Caraïbes, le reste du Moyen-Orient, en Inde et dans certaines parties de la Chine. Ces pays ont souvent une vieille tradition de production ovine. Dans ces pays, en particulier, d'autres plats comprenant des abats peuvent être très populaires ou traditionnels. Les testicules de jeunes béliers -appelés animelles ou rognons blancs- sont considérés comme un mets délicat dans de nombreuses régions du monde. La recette la plus originale est probablement le haggis écossais, composé de divers viscères cuits à l'intérieur de la panse. En comparaison, les pays comme les États-Unis en consomment moins de 0,5 kg par an alors qu'ils mangent 22 kg de viande de porc et 29 kg de viande bovine. En outre, ces pays qui consomment rarement de la viande de mouton, préfèrent consommer les parties les plus recherchées et donc les plus chères de la viande d'agneau: la plupart du temps, des côtelettes et du gigot.

### Cuir
La peau de mouton est également utilisée pour la fabrication de vêtements, de chaussures, de tapis et d'autres produits (on la retrouve en particulier dans les articles en peau lainée).

### Lait
Bien que du lait de brebis ait été consommé directement dans l'antiquité, il est aujourd'hui utilisé principalement pour la fabrication de fromages et de yogourts. Les brebis ont seulement deux mamelles et produisent un bien plus petit volume de lait que les vaches. Cependant, comme le lait de brebis contient beaucoup plus de matières grasses (75 grammes au litre contre 35) et autant d'autres matières sèches que le lait de vache, il est plus intéressant pour la fabrication de fromage. Il résiste bien à la contamination au cours du refroidissement en raison de sa teneur en calcium beaucoup plus élevée. Les fromages au lait de brebis les plus connus sont la feta en Grèce, le roquefort et l'Ossau-Iraty en France, le manchego en Espagne, le pecorino romano et la ricotta en Italie. Certains yaourts, en particulier certaines formes de yogourts égouttés, sont faits avec du lait de brebis. Beaucoup de ces produits sont maintenant fabriqués à partir de lait de vache, en particulier lorsqu'ils sont produits en dehors de leur pays d'origine. Le lait de brebis contient 4,8 % de lactose qui le contre-indique chez les sujets intolérants à ce sucre.

### Autres produits
Les sous-produits de l'abattage des ovins ont également de la valeur : les os et cornes de moutons sont utilisés pour faire des objets sculptés, des « osselets » pour les jeux, et des boutons. Les os et les cartilages sont utilisés pour fabriquer de la colle et de la gélatine. L'intestin de mouton peut être utilisé comme boyau de saucisses, celui d'agneau est utilisé pour les fils de sutures chirurgicales (souvent appelés catgut), pour des cordes d'instruments de musique et des cordages de raquettes de tennis. Des crottes de moutons, stérilisées et mélangées avec des matériaux traditionnels ont même servi à faire de la pâte à papier. Le suif, la graisse du mouton, peut être utilisé en cuisine, dans la fabrication de bougie et de savon, et le suint, la matière grasse qui rend imperméable la laine à l'eau, purifié en lanoline, est utilisé comme base d'innombrables produits cosmétiques et autres.

## Étude scientifique

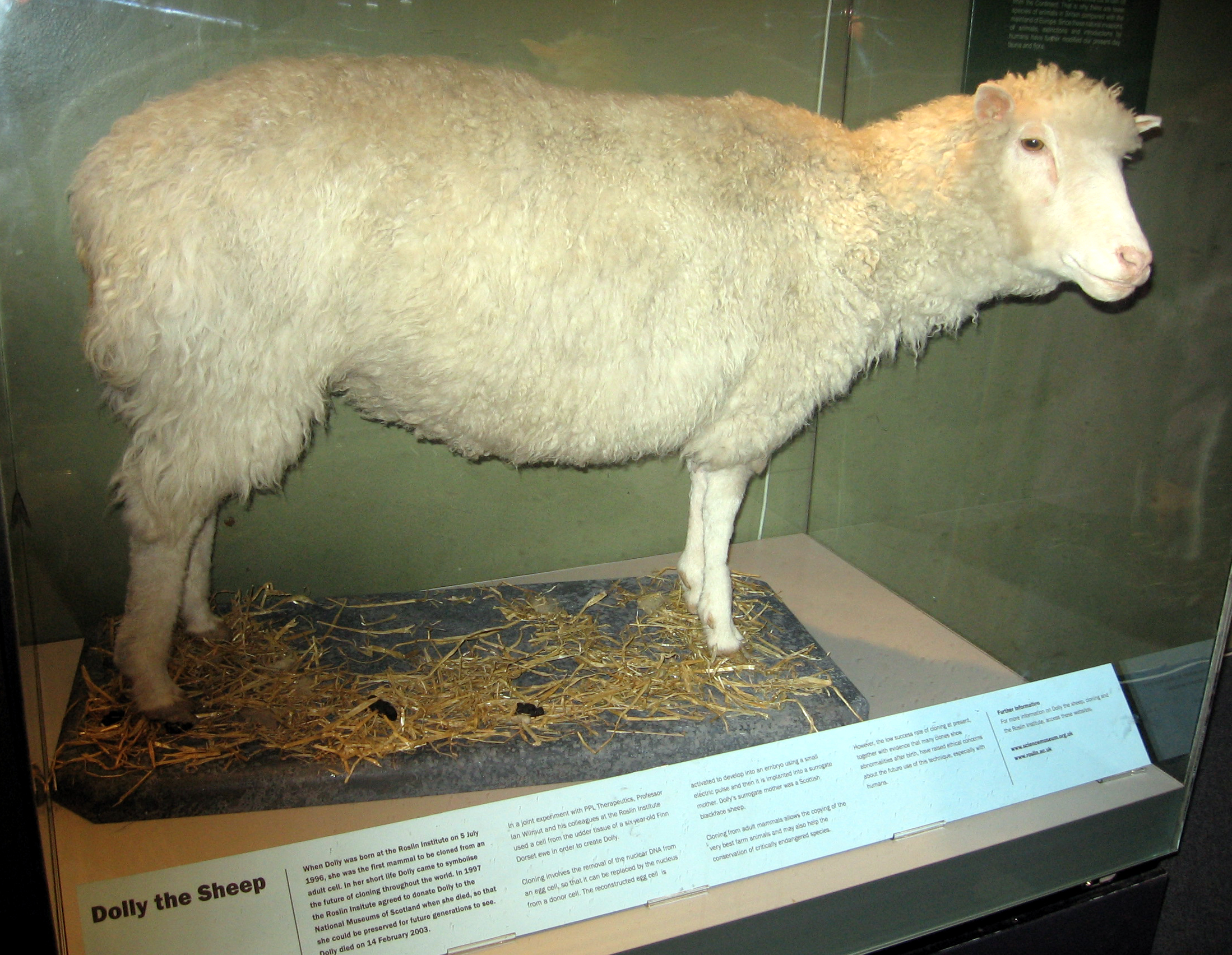
Dolly, la première brebis clonée.

Les moutons sont généralement trop gros et se reproduisent trop lentement pour faire des sujets de recherche idéaux, ils ne sont donc pas un organisme modèle commun. Ils ont, cependant, joué un rôle influent dans certains domaines scientifiques. En particulier, l'Institut Roslin près d'Édimbourg, en Écosse a utilisé des moutons pour la recherche génétique qui ont donné des résultats célèbres. En 1995, deux brebis du nom de Megan et Morag (en) ont été les premiers mammifères clonés à partir de cellules différenciées. Un an plus tard, Dolly, une brebis croisée Dorset-Finnoise a été le premier mammifère à être cloné à partir d'une cellule somatique adulte. Puis, Polly et Molly (en) ont été les premiers mammifères à être à la fois transgéniques et clonés. En 2008, le génome du mouton n'est pas encore entièrement séquencé, mais une carte génétique détaillée a été publiée et une version préliminaire du génome complet par assemblage de séquences d'ADN de mouton et d'informations fournies par les génomes d'autres mammifères a été communiquée.
Pour étudier la sélection naturelle en milieu insularisé, la population de moutons Soay vivant en liberté sur l'île de Hirta a été utilisée pour mesurer les liens existant entre taille du corps, coloration et succès de reproduction. Les moutons Soay ont sur cette île des robes de plusieurs couleurs, et les chercheurs voulaient comprendre pourquoi la part des moutons plus grands et plus foncés étaient en baisse, ce qui contredit a priori une règle générale voulant que les individus les plus grands d'une population non limitée par des facteurs écologiques ont tendance à avoir plus de succès dans la reproduction. Les moutons Soay de Hirta sont particulièrement intéressants parce qu'ils sont isolés.
Les moutons font partie des rares animaux chez lesquels les différences moléculaires ont été étudiées pour comprendre les préférences sexuelles des mâles. Cependant, cette recherche est sujette à controverse, et une étude de l'Oregon Health and Science University qui a enquêté sur les mécanismes qui provoquent l'homosexualité chez les béliers a eu beaucoup de publicité. Des organisations telles que PETA ont fait campagne contre l'étude, accusant les scientifiques d'essayer de guérir l'homosexualité chez les ovins. L'université et les scientifiques impliqués ont vigoureusement nié ces accusations.
Les moutons sont parfois utilisés dans la recherche médicale, en particulier pour les recherches sur la physiologie cardio-vasculaire, dans des domaines tels que l'hypertension et l'insuffisance cardiaque,. Les brebis gestantes sont aussi un modèle utile pour la femme enceinte et ont été utilisées pour étudier les effets sur le développement du fœtus de la malnutrition et de l'hypoxie. En sciences du comportement, les moutons ont été utilisés dans des cas isolés pour l'étude de la reconnaissance faciale, car leur processus mental de reconnaissance est qualitativement similaire à celui de l'homme.

## Le mouton dans la culture

### Religion et folklore

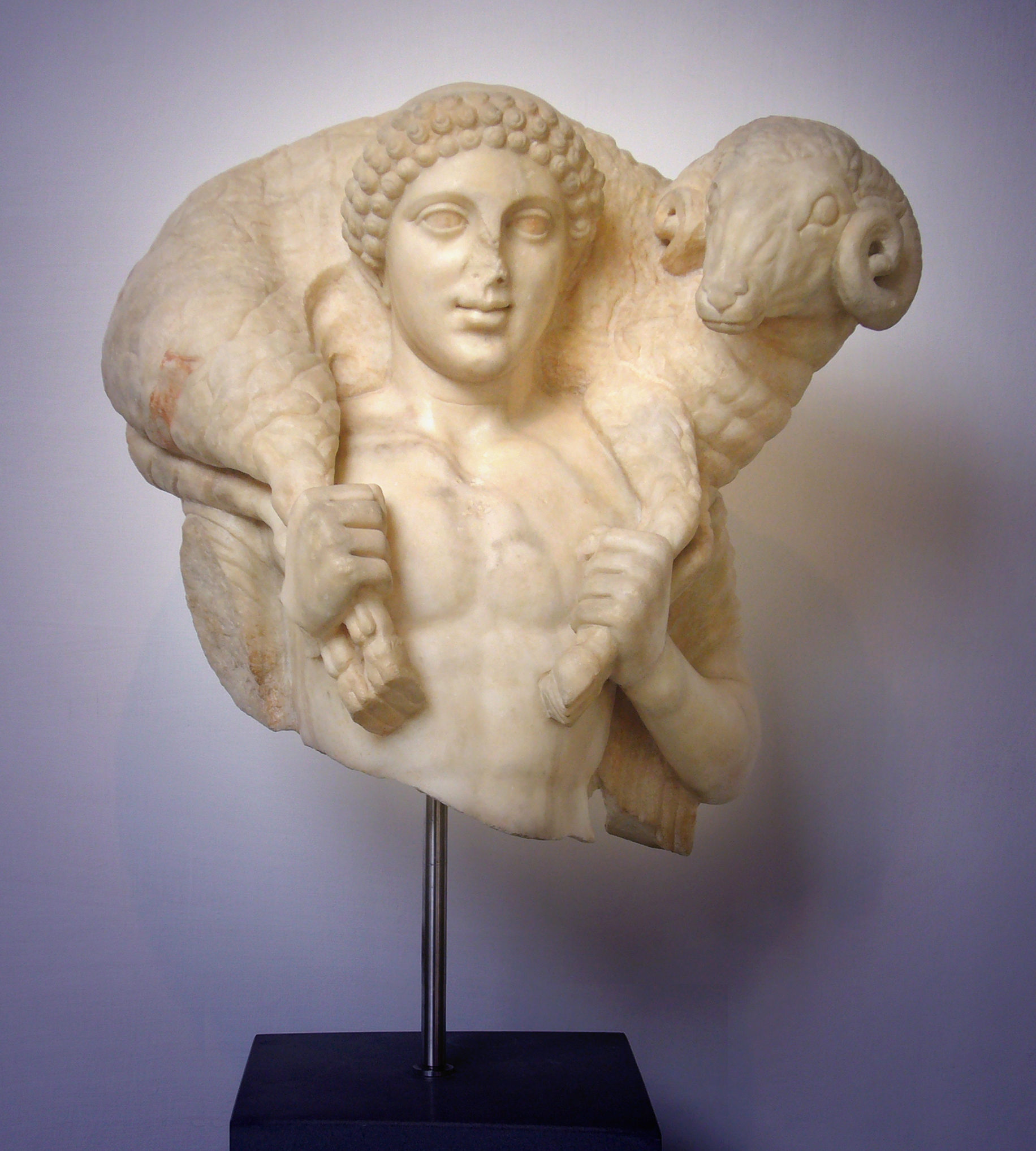
Buste antique d'Hermès kriophore (portant un bélier)

Le symbolisme religieux et rituel des moutons a commencé avec quelques-unes des premières religions: les crânes de béliers (et de taureaux) occupaient un emplacement central dans les sanctuaires de Çatal Hüyük, il y a environ huit mille ans. Dans la religion égyptienne antique, le bélier était le symbole de plusieurs dieux: Khnoum, Harsaphes et Amon (dans son incarnation comme dieu de la fécondité). D'autres divinités sont parfois montrées avec des attributs de mouton comme la déesse Ishtar, le dieu phénicien Baal et le dieu babylonien Ea-Oannes.
Il existe aussi de nombreuses références au mouton dans la civilisation grecque ancienne. Le mouton Chrysomallos fait partie de la légende de la Toison d'or qui continue d'être racontée encore aujourd'hui. Les bergers grecs vénéraient comme leur dieu protecteur Hermès, qui était né en Arcadie, patrie des bergers. Dans l'Odyssée, Ulysse échappe au Cyclope en se cachant sous la toison d'un bélier.

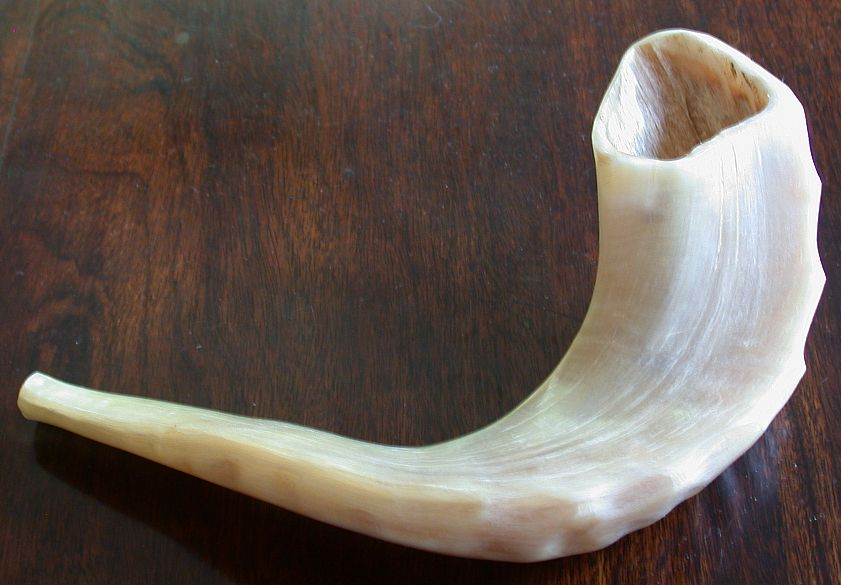
Un shophar, une corne de bélier.

Une corne de bélier dite chofar(shophar) joue un rôle important dans les religions abrahamiques. Abraham, Isaac, Jacob, Moïse le roi David, Abel et Mahomet étaient tous bergers. Les moutons sont des animaux omniprésents dans l'Ancien Testament. Selon la Genèse, un bélier est sacrifié comme substitut à Isaac (ou Ismaël selon le Coran) après qu'un ange a retenu la main d'Abraham qui allait sacrifier son fils. L'Aïd el-Kebir est l'une des principales fêtes rituelles annuelles de l'islam au cours de laquelle des moutons (ou autres animaux) sont sacrifiés en souvenir de cet acte,. Les Grecs et les Romains sacrifiaient aussi régulièrement des moutons dans leur pratique religieuse. Le judaïsme traditionnel offrait des moutons dans le cadre du Korban. Les traces de moutons, comme avec l'agneau pascal et l'emploi du shophar sont encore présentes dans les traditions juives modernes. Dans le christianisme, une congrégation est souvent évoquée comme un troupeau, et les moutons font partie de l'iconographie chrétienne de la naissance de Jésus. De nombreux saints chrétiens sont considérés comme des bergers. Le Christ est aussi décrit comme l'agneau sacrificiel de Dieu (Agnus Dei) et les célébrations de Pâques en Grèce ou en Roumanie s'accompagnent traditionnellement d'un repas avec de l'agneau pascal.
Les moutons n'étaient pas consommés à Madagascar car on croyait qu'ils étaient les incarnations des âmes des ancêtres.

### Calendrier
Le bélier désigne le premier signe zodiacal en astrologie moyen-orientale puis occidentale, du 21 mars au 20 avril du calendrier grégorien.
Le mouton (confondu avec la chèvre) est aussi le huitième des douze animaux correspondant au cycle de douze ans en astrologie chinoise.
Le 15e jour du mois de thermidor du calendrier républicain / révolutionnaire français est dénommé jour de la brebis, généralement chaque 2 août du calendrier grégorien.

### Fiction
Le mouton se rencontre souvent dans la littérature française. Le mouton le plus connu est certainement l'agneau de la fable de Jean de La Fontaine, Le Loup et l'Agneau. Mais on le rencontre aussi chez Rabelais avec les moutons de Panurge et chez Antoine de Saint-Exupéry dans Le Petit Prince.
Dans la bande dessinée, les brebis dessinées par F'murr dans Le Génie des alpages sont particulièrement féroces.
Shaun le mouton est un mouton facétieux dans le dessin animé éponyme.
La Course au mouton sauvage, roman japonais de Haruki Murakami, met en scène la poursuite d'un mouton légendaire à Hokkaido.

Images du mouton dans l'art et la culture
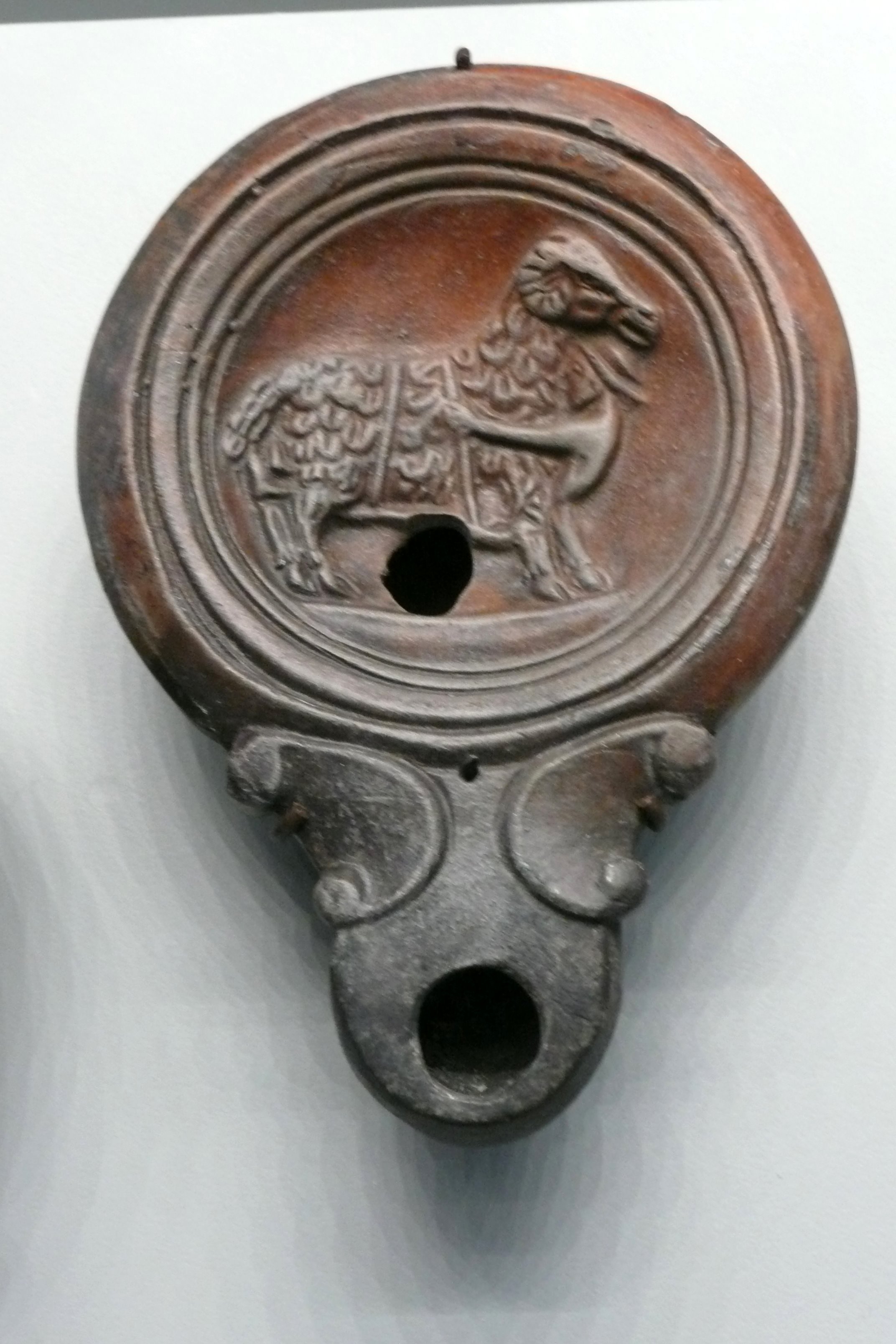
Ulysse se cachant sous un bélier, lampe romaine du Ier s.
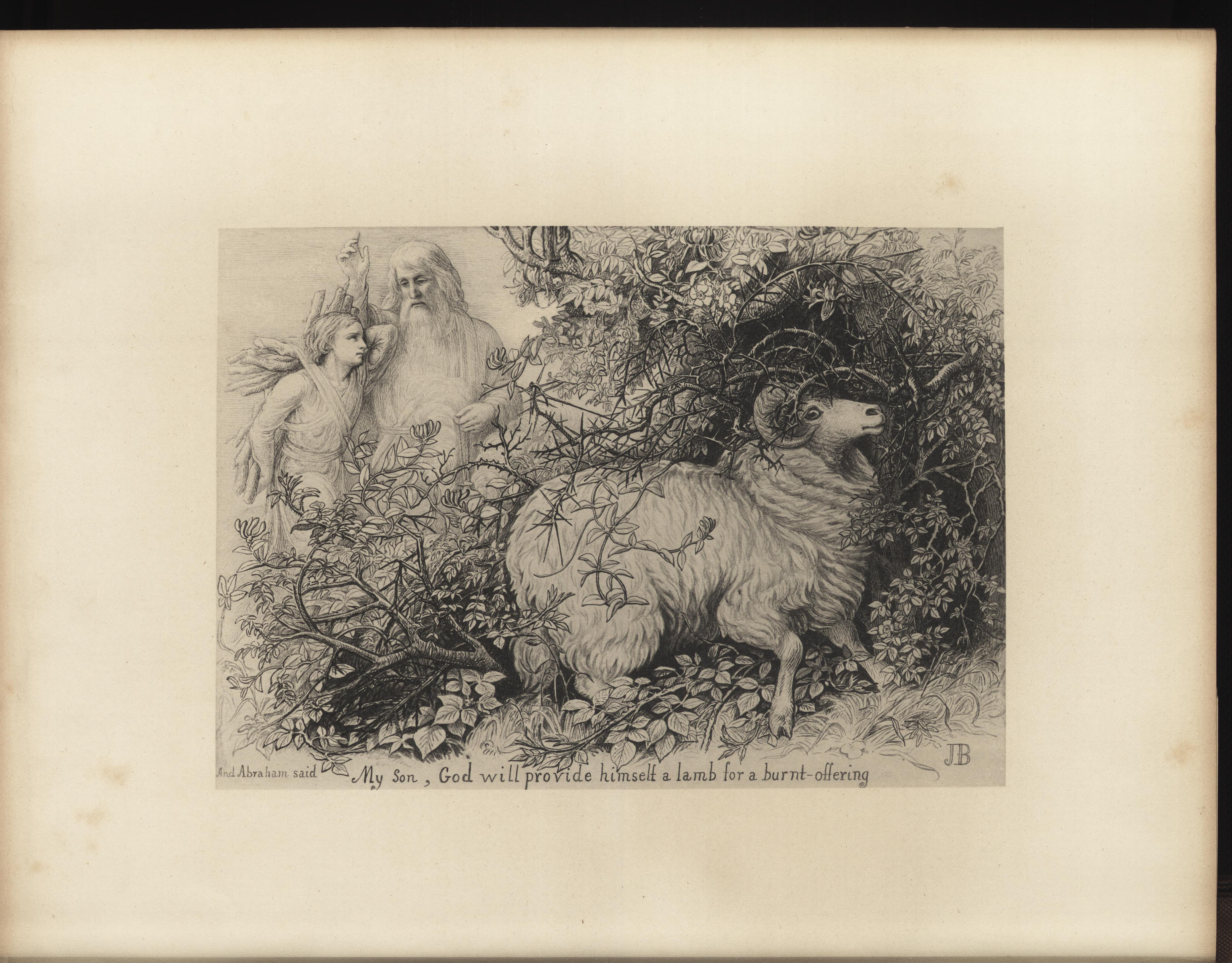
Le sacrifice d'Isaac : Abraham et Isaac cherchant un animal de sacrifice, gravure de Jemima Blackburn, 1886.
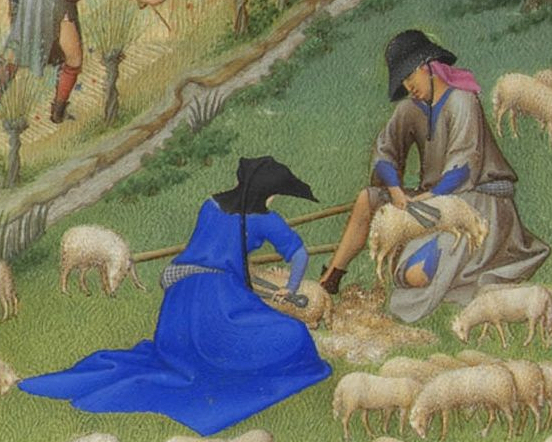
Scène de tonte, extrait des Très Riches Heures du duc de Berry, XVe s.
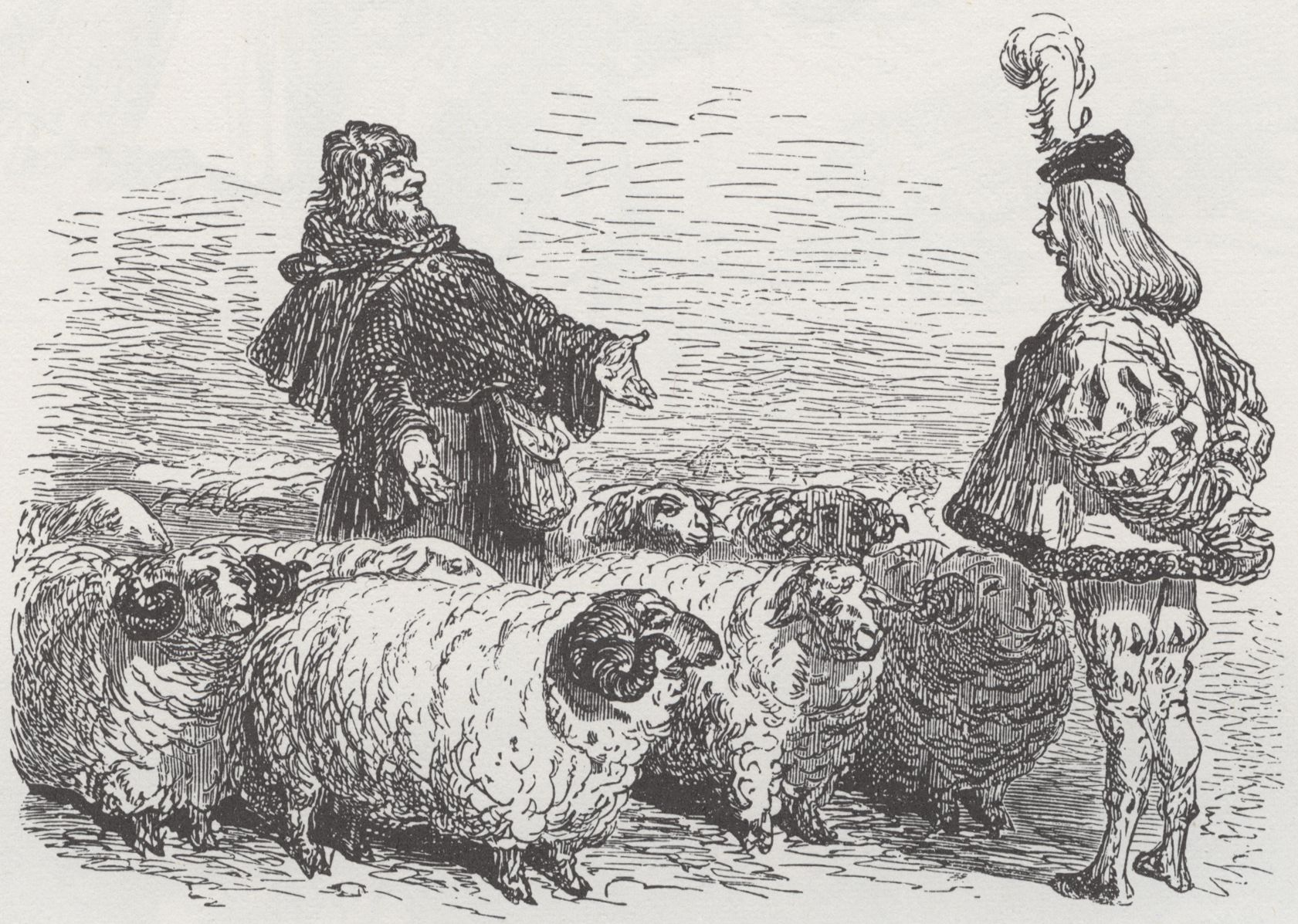
Les moutons de Panurge, gravure de Gustave Doré, XIXe s.
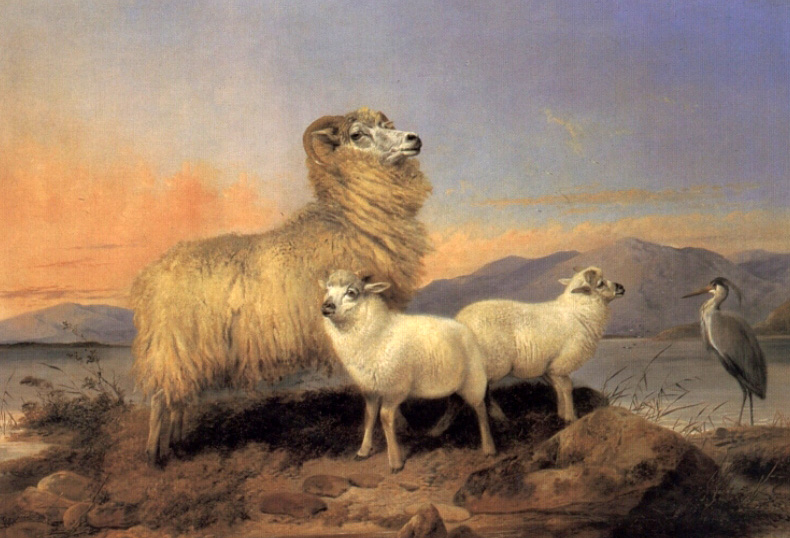
A Ewe with Lambs and A Heron Beside A Loch, peinture de Richard Ansdell, 1867.
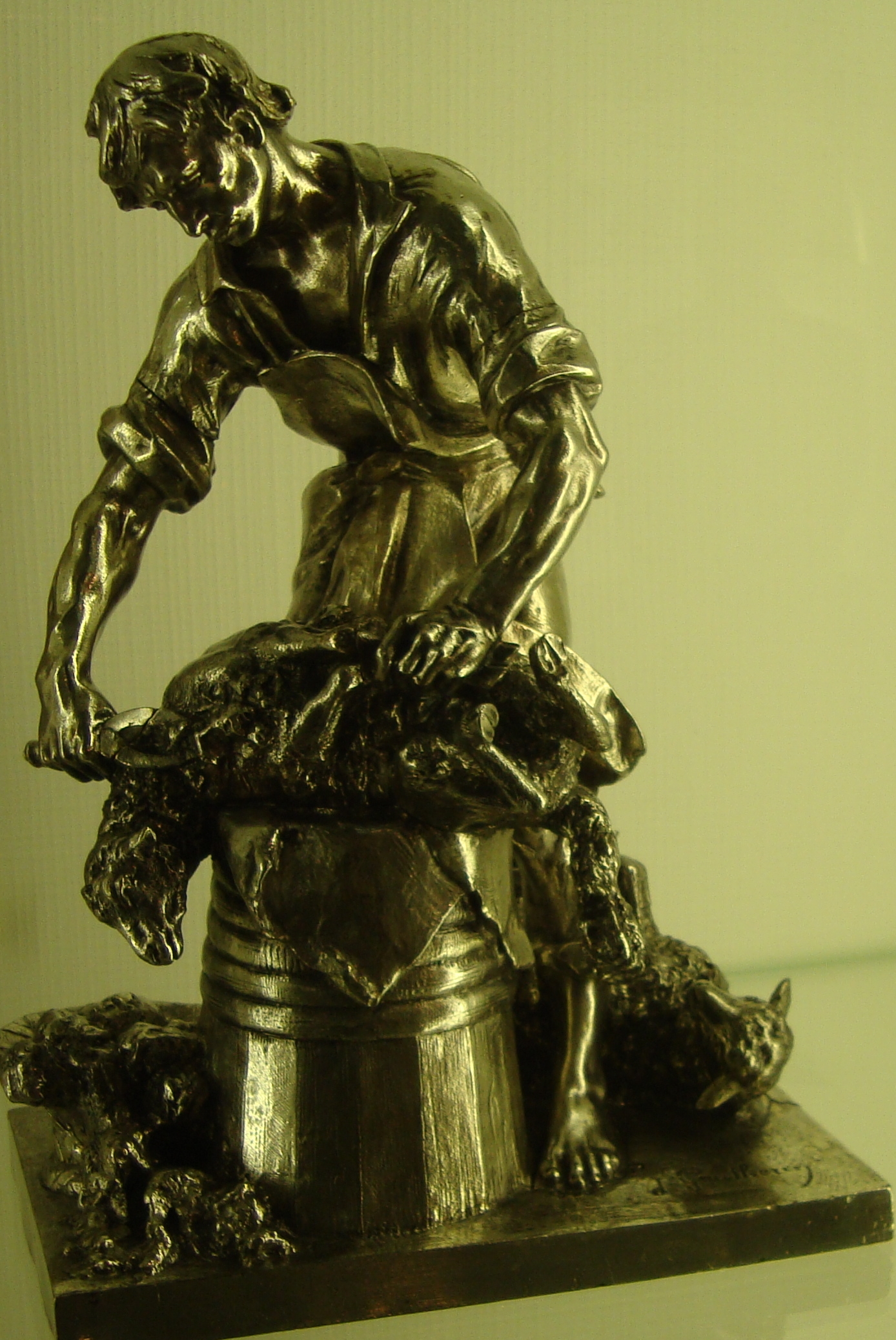
Tonte du mouton, orfèvrerie Christophle, 1889.

### Autres sens du mot «mouton»
Le terme mouton désigne aussi dans le langage courant les produits du mouton, sa viande, son cuir, sa fourrure. On dit par exemple : un ragoût de mouton.
En argot, un mouton peut être un compagnon de cellule que les geôliers placent avec un détenu pour obtenir des aveux.
Un mouton peut également représenter une personne naïve, qui suit et répète bêtement les actions de ses congénères (suivre comme un mouton), c'est une référence au mouton qui suit son troupeau par conformisme (voir mouton de Panurge). Par exemple, dans des expériences menées par le psychologue américain Salomon Elliott Asch dans le cadre de la psychologie sociale, un sujet à qui l'expérimentateur demande de nommer la capitale de la Roumanie, répond Budapest de façon erronée, parce que les autres membres du groupe, complices de l'expérience, avaient donné cette réponse plutôt que Bucarest, la réponse exacte.
Être un mouton signifie également, au sens figuré, être quelqu'un dont les actes sont parfaitement prévisibles.
Le mouton désigne également un agglomérat de poussière qui finit par former de grosses boules, particulièrement dans les milieux confinés (sous les lits, derrière les meubles, par exemple).
Un mouton est une masse à battre les pieux. Il en existe d'ailleurs des versions portables destinées à enfoncer les pieux et les piquets des parcs à moutons.
Une tradition occidentale conseille, afin de faciliter l'endormissement, de compter mentalement les moutons. Une représentation habituelle montre ces moutons sautant successivement une barrière. L'idée est que ce spectacle imaginaire est suffisamment répétitif et hypnotique pour provoquer le sommeil.

## Images de l'élevage du mouton

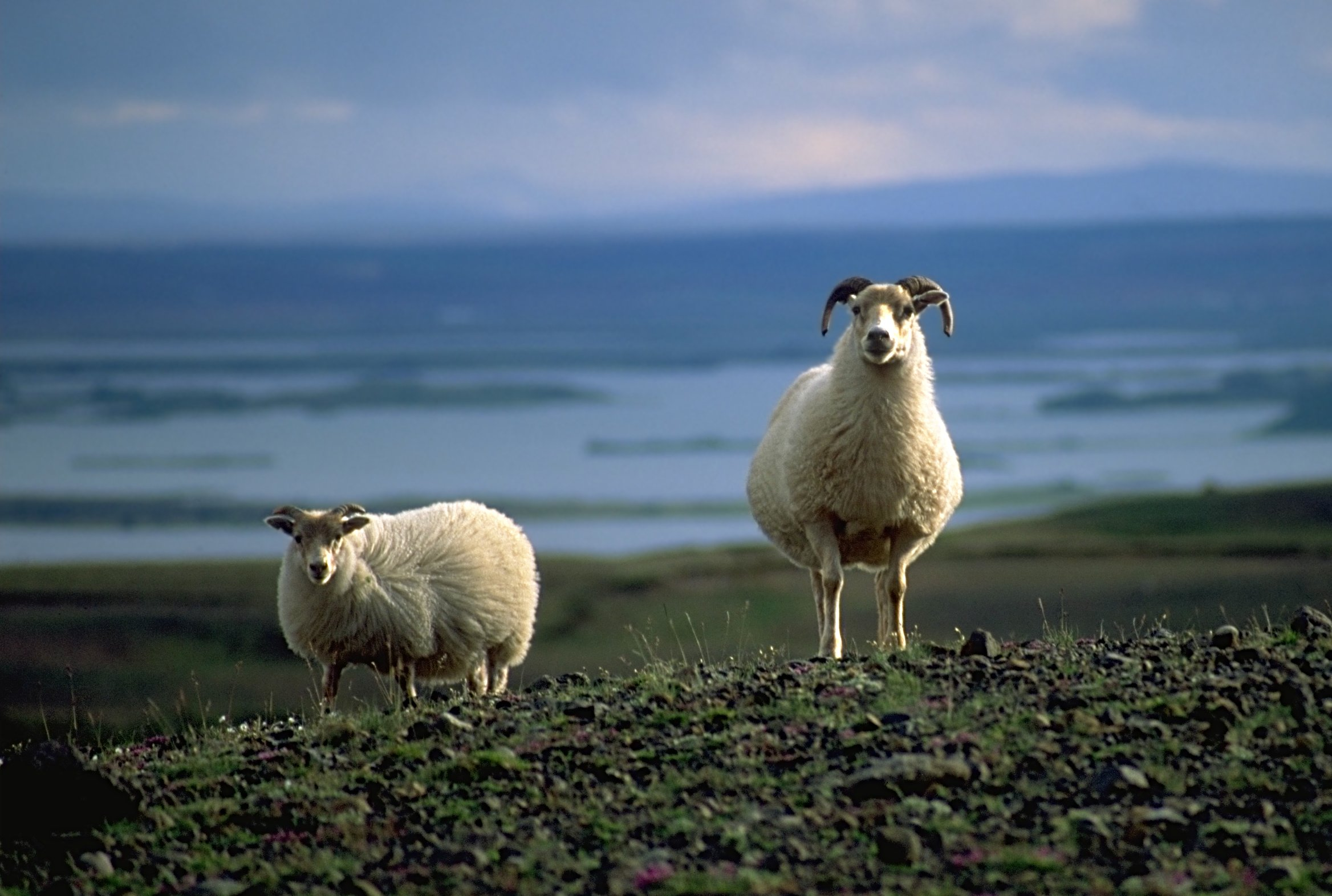
Un agneau (3 à 4 mois) et sa mère (race : Icelandic)
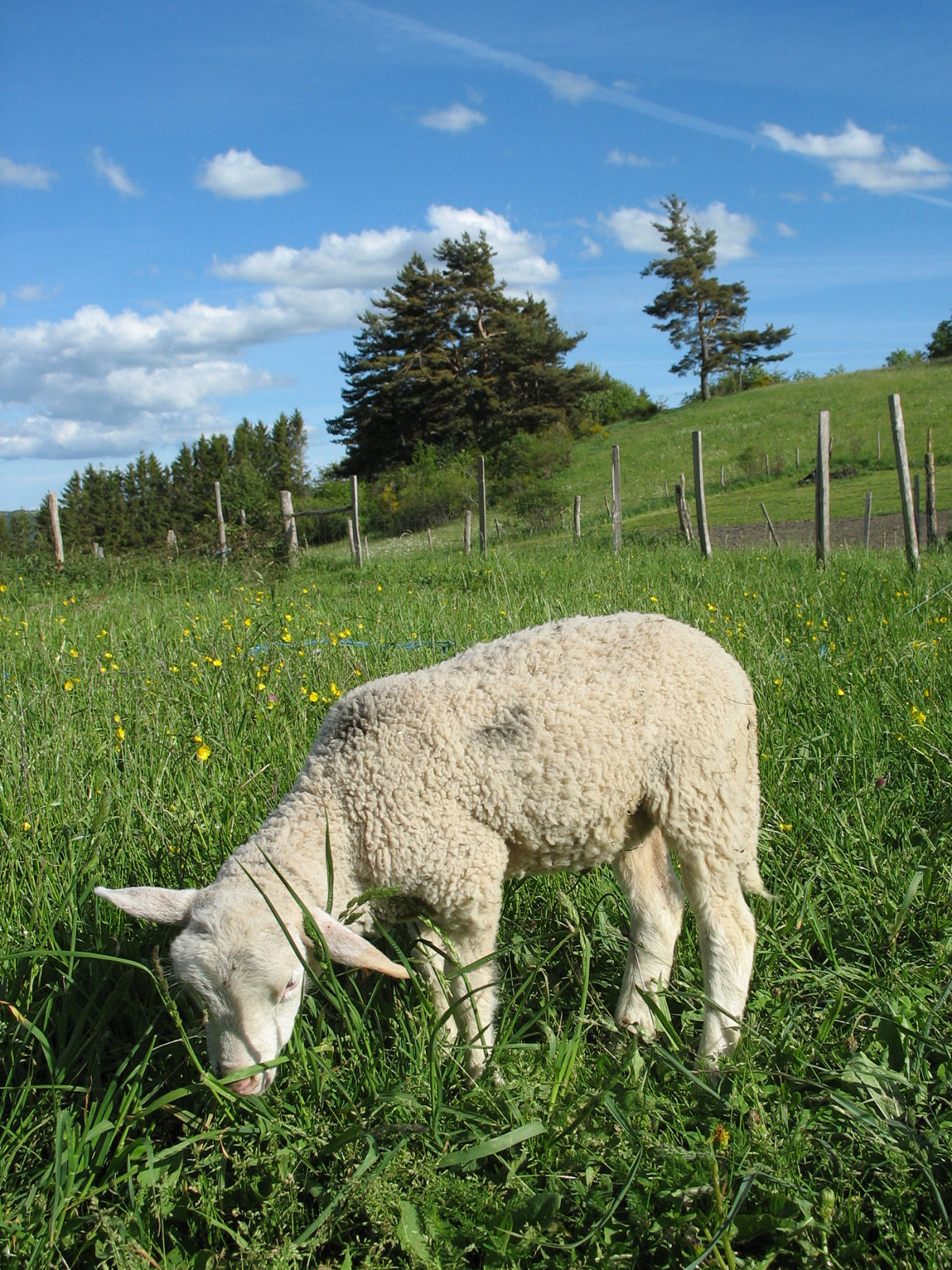
Un agneau.
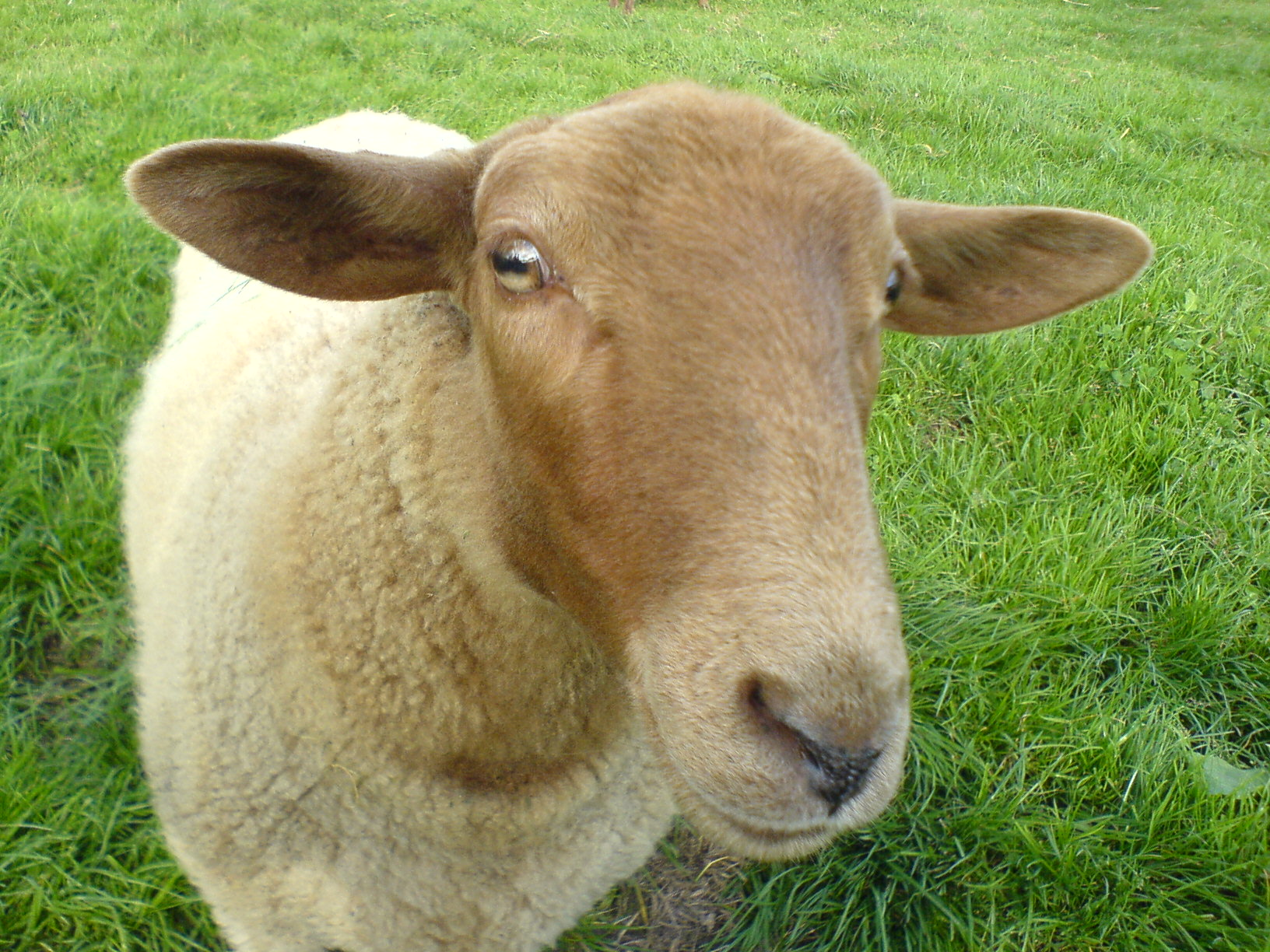
Mouton vu de face.
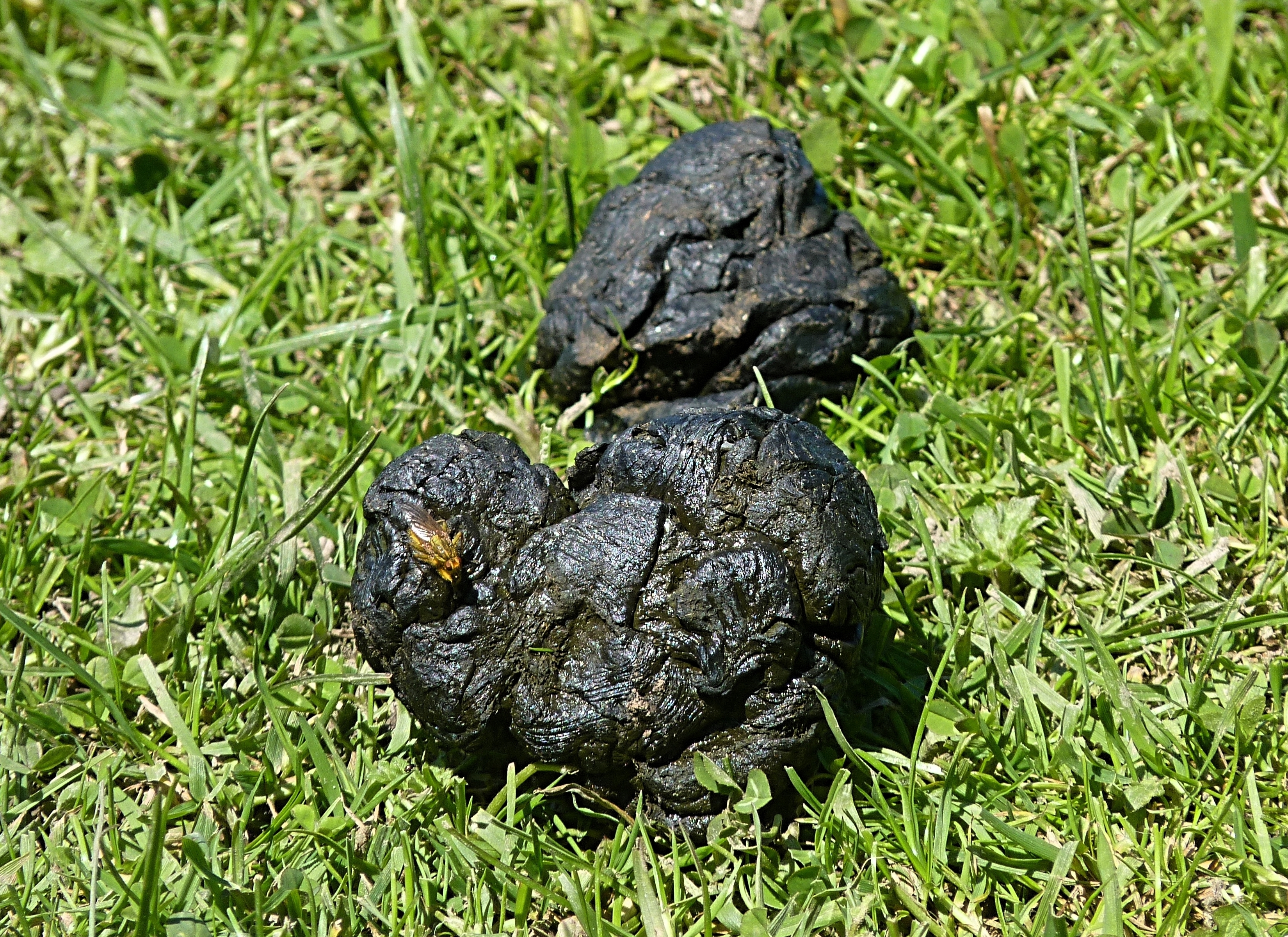
Une crotte de mouton.
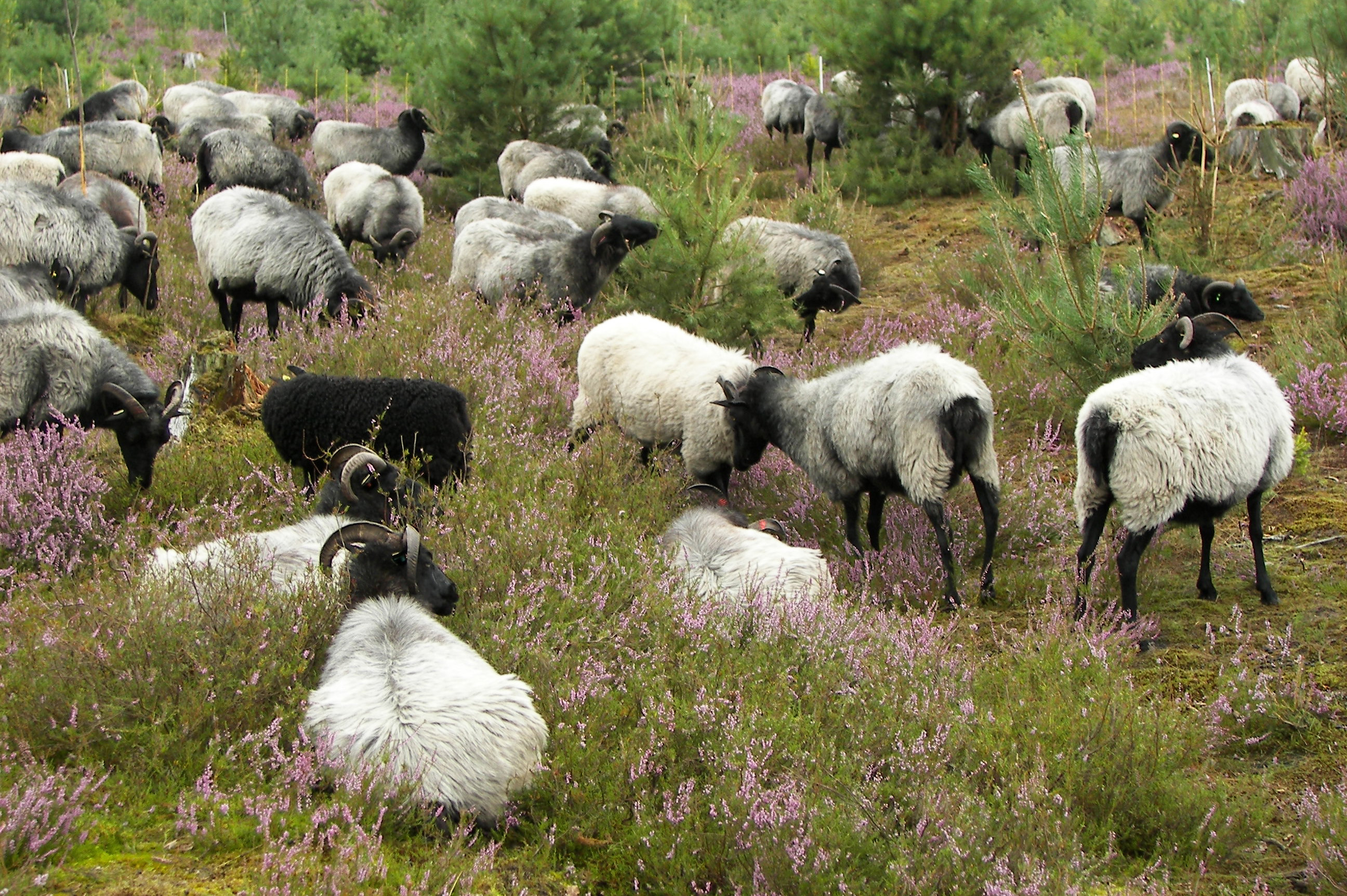
Les races rustiques entretiennent la flore des landes acides.
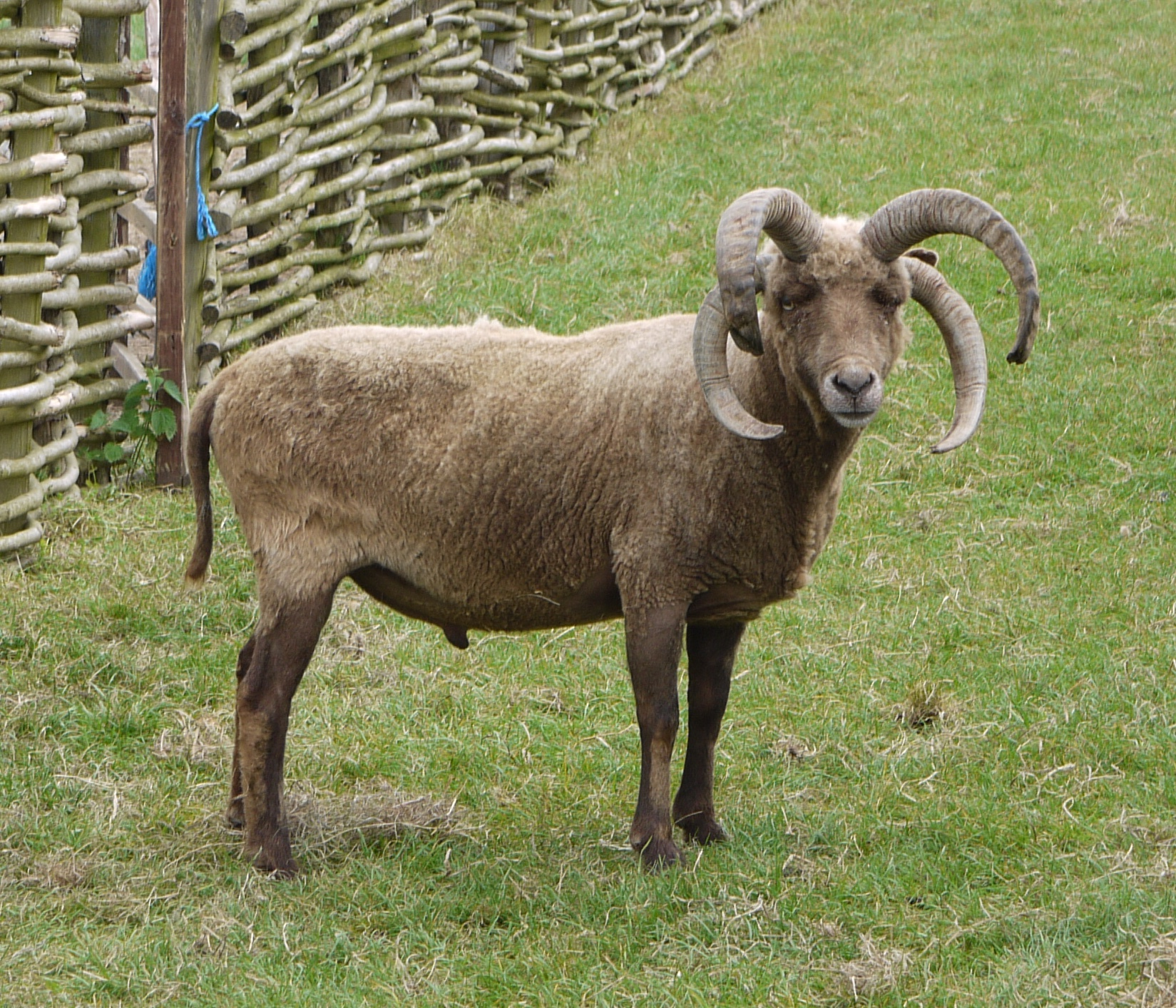
Manx Loaghtan
Moutons se reposant à l'ombre, tandis que la matriarche du troupeau se tient debout, dans un champ en Suède. Juillet 2019.
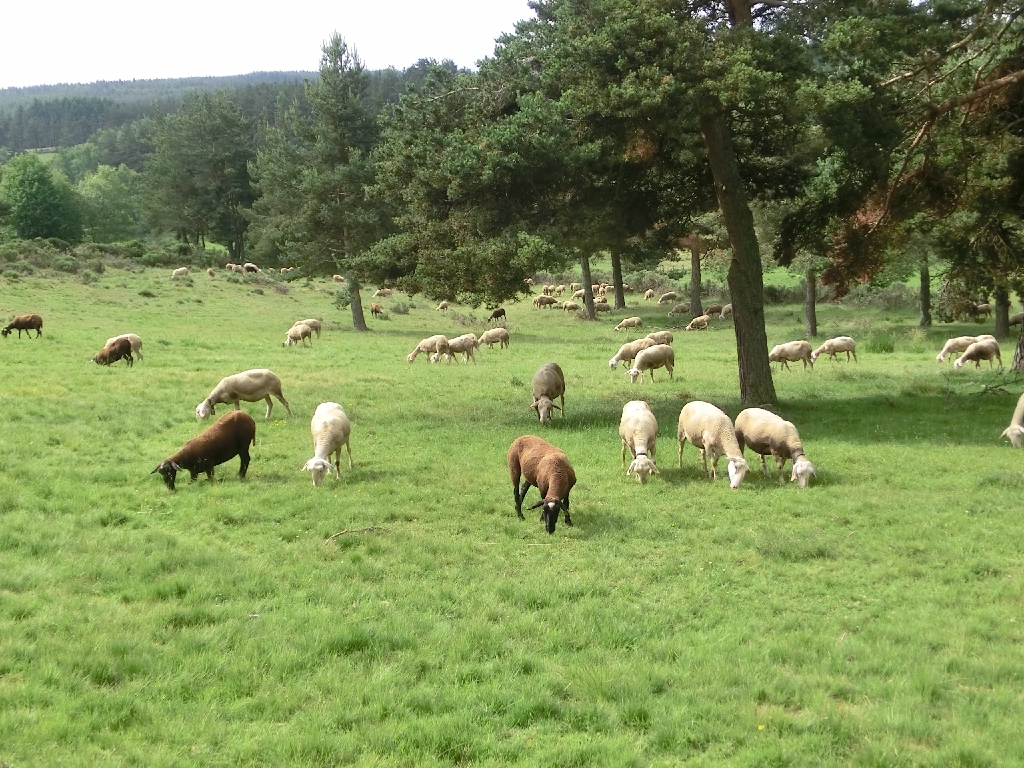
Moutons paissant dans l'Aubrac.

#### Ouvrages
- Anne-Marie Brisebarre, Hubert Germain, André Dirand, Des moutons, Nantes, Gulf Stream, 2004 (ISBN 978-2-909421-20-9)
- Anne-Marie Brisebarre, La Fête du mouton. Un sacrifice musulman dans l'espace urbain, CNRS, 1998, 348 p. (ISBN 978-2271056047, lire en ligne)
- Pierre Aubé : Éloge du mouton, Actes Sud, 2001.
- Jeanne Bruguère-Picoux, Maladie des moutons, Paris, La France Agricole, 1994, 1re éd., 239 p. (ISBN 978-2-85557-011-2)
- (en) Stephen Budiansky, The Covenant of the Wild : Why animals chose domestication, New Haven, Yale University Press, 1999, 190 p., poche (ISBN 978-0-300-07993-7)
- (en) Dr. M.E. Ensminger, Dr. R.O. Parker, Sheep and Goat Science, Fifth Edition, Danville, Illinois, The Interstate Printers and Publishers Inc, 1986, 5e éd. (ISBN 978-0-8134-2464-4, OCLC 13276444, LCCN 84081773)
- (en) A. H. Fitzhugh et G. E. Bradford, Hair Sheep Of Western Africa And The Americas: A Genetic Resource For The Tropics, CRC Press, 2019, 344 p. (ISBN 978-0367019259, lire en ligne)
- Pierre Pensuet, Toussaint Gilbert, Élevage des chèvres et des moutons, Paris, De Vecchi, 1983 (ISBN 978-2-7328-0391-3)
- (en) Paula Simmons, Carol Ekarius, Storey's Guide to Raising Sheep, North Adams, MA, Storey Publishing LLC, 2001, 389 p. (ISBN 978-1-58017-262-2, LCCN 00058804)
- (en) Barbara Smith M.S., Mark Aseltine PhD, Gerald Kennedy DVM, Beginning Shepherd's Manual, Second Edition, Ames, Iowa, Iowa State University Press, 1997, 2e éd., 207 p., poche (ISBN 978-0-8138-2799-5, LCCN 96051981)
- (en) Sue Weaver, Sheep : Small-scale Sheep Keeping for Pleasure and Profit, 3 Burroughs Irvine, CA 92618, Hobby Farm Press, an imprint of BowTie Press, a division of BowTie Inc., 2005, 160 p. (ISBN 978-1-931993-49-4, OCLC 56942472, LCCN 2004025520)
- (en) Chuck Wooster, Geoff Hansen (Photography), Living with Sheep : Everything You Need to Know to Raise Your Own Flock, Guilford, Connecticut, The Lyons Press, 2005, 238 p. (ISBN 978-1-59228-531-0, OCLC 57186511, LCCN 2004065025)

### Liens externes

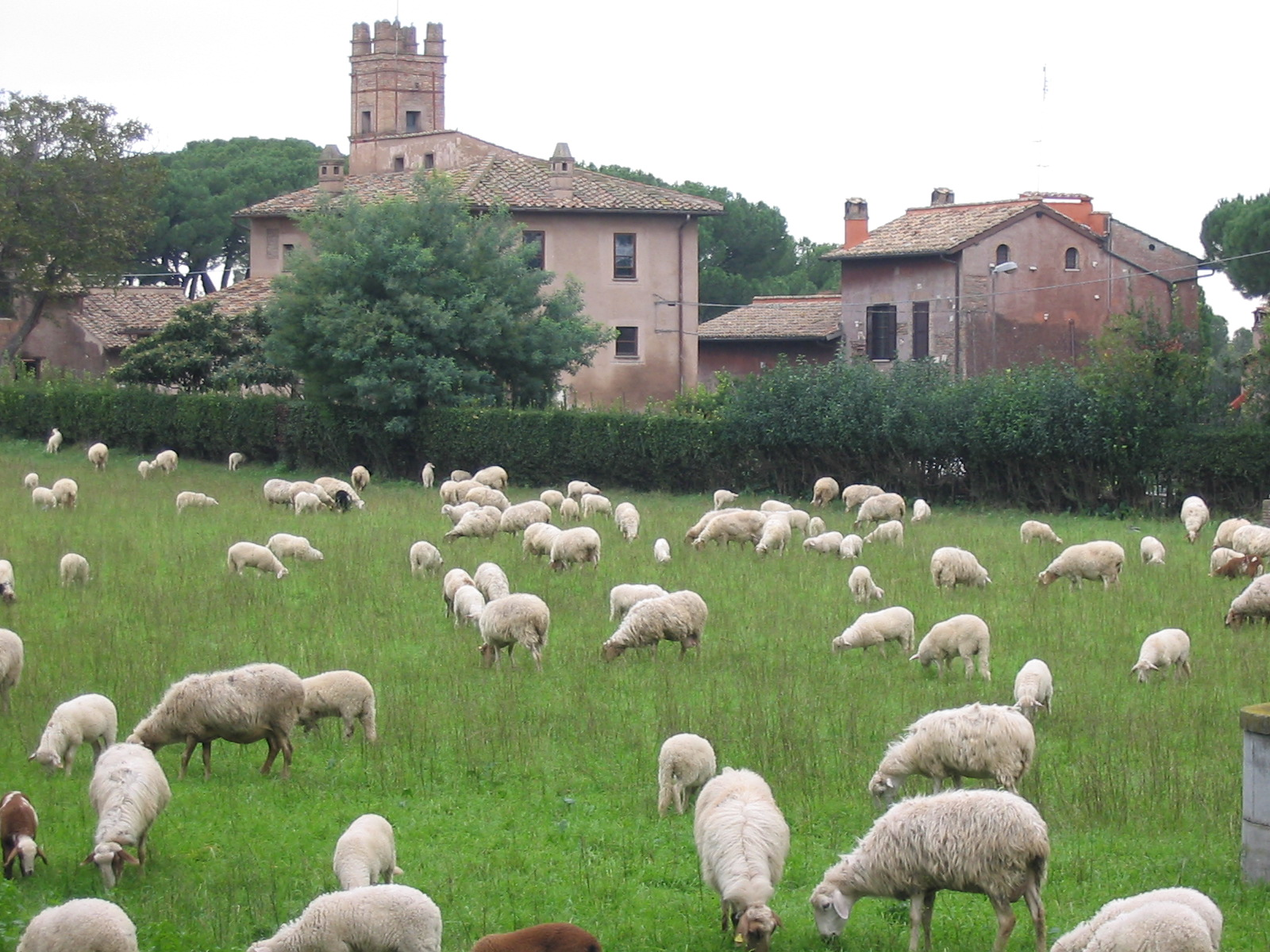
Moutons romains le long de la Via Appia

#### Articles
- Fernando Raul Coronato et Jean-François Tourrand, « Mouton, dessine-moi un pays », Techniques & Culture, 63 | 2015, 161-181.
- (en) Drona Rasali, J.N.B. Shrestha et G.H. Crow, « Development of composite sheep breeds in the world: A review », Canadian Journal of Animal Science, vol. 86,‎ mars 2006, p. 1-24 (lire en ligne)